# 假面騎士EX-AID
《假面騎士EX-AID》（原題：仮面ライダーエグゼイド），是日本東映公司在2016年推出的《假面騎士系列》的第18部平成系列特攝作品。於2016年（平成28年）10月2日至2017年（平成29年）8月27日，每週日早上08:00-08:30於朝日電視台播出，共45集。本作也是假面騎士系列誕生45週年紀念作品，口號是「Game Start!」、「No Continue來改變命運吧！！」。
台灣於2017年9月9日至2018年7月14日每週六上午09:00-09:30由東森綜合台首播雙語版，並於隔日下午16:30-17:00由東森超視台重播國語配音版。本作也是台灣華藝娛樂最後一次代理《假面騎士系列》作品。2020年7月13日，巴哈姆特動畫瘋上架了木棉花國際代理版本，配音陣容也完全不同，此版本亦在2020年12月4日於霹靂台灣台播出。
香港方面因無綫電視取消幪面超人時段而沒有在電視台播放本作，並跳過前作和推出本作相關商品，於2017年11月開始以《幪面超人EX-AID 電玩救世篇》為題在少年雜誌《LUCKY》連載本作漫畫。而剧中主角宝生永梦已於2018年4月8日在翡翠台播出的《宇宙戰隊》中登場。其後由2019年2月28日開始，逢星期四於視頻平台STARNEXT上架日語原聲版本。

## 本作特色
- 被形容為「平成假面騎士史上超弩級的衝擊」作主打亮點。亦是自《假面騎士鎧武》之後再次使用非單元劇的連貫式劇本。

- 本作繼《假面騎士顎門》、《假面騎士Kabuto》及《假面騎士Fourze》後，東映第四部為紀念《假面騎士系列》誕生的電視劇集作品[3][4]。

- 本作是《假面騎士系列》首次採用電玩作為題材，過去大森敬仁（日语：大森敬仁）在2014年企劃時已有此提案的打算，但當時主要目標並非計對玩遊戲的兒童層而不獲採用，直至本作提案時雖然也有反對的意見，但因為大森接觸兒童層遊戲的機會變多，以及家長的世代亦能體驗到電腦遊戲的關係，因此深信現今對遊戲的熟識變得廣泛而決定採用[5]。

- 本作首次以醫院相關事物作為背景題材，亦是首次以醫生作為主角的職業[6][7]。

- 假面騎士被設定擁有SD形態及等身比例形態的特色[8]，加上風鏡、眼睛色膜以及模仿頭髮的配件亦偏離以往假面騎士的固有形象。根據製作人大森敬仁表示，這是為了達成「這根本不是假面騎士」而又能讓孩子強烈意識到「這是假面騎士」的設定構思，此外同年旗下的《超級戰隊系列》第40部作《動物戰隊獸王者》在某程度上同樣採用了的電玩元素的設計[9]，為免有所衝突而考慮了作出具動畫風格的差異化設定，於2016年9月7日進行的同年10月改編說明會上，朝日電視台編成部長赤津一彦提及網上褒貶本作假面騎士設計的話題時，則表示有信心其他人會對其「越看越帥」[10]。

- 配樂為系列史上首次動用三名作曲家進行創作。

- 本作主題曲《Excite》於2017年《第68回NHK紅白歌合戦》中由三浦大知演唱[11][12]，是繼2005年《假面騎士響鬼》的片尾曲『少年よ』後[13]，相隔12年後再度有《假面騎士系列》歌曲踏上NHK紅白歌合戰舞台。

- 本作繼前作《假面騎士Drive》及《假面騎士Ghost》後再次使用「假面騎士」的稱呼，亦是平成系列首次連續三套作品均有使用此名號稱呼。

- 本作為系列史上首次顯示必殺技名稱，字體會因應不同卡帶而有所不同。

- 本作是系列上首次非常態播放片頭曲做為片頭開頭[14]。

- 本作繼《假面騎士555》後再次全劇本皆由同一人編寫。

- 本作繼《假面騎士Kabuto》後，本作的仮野明日那 / Poppypipopapo為《假面騎士系列》中少數本身並非人類（不包含因外在因素而變成非人類）的女主角，亦是第二位曾中途叛變，後期改邪歸正的女主角[15]。

- 本作的外傳《假面騎士Brave ～Survive吧！復活的野獸騎士・小隊～》是繼《假面騎士Fourze THE MOVIE 大家的宇宙來了！》之後「財團X」再次登場。

- 本作自《假面騎士Wizard》起至本作連續五套作品均有出现量产假面骑士系统[16]。

- 本作是《假面骑士系列》首次由女主角在TV篇使用專属裝備變身為假面騎士[17]。

- 本作為系列史上首次以「無敵」一詞作為主角假面騎士終極形態的名稱，並且是繼《假面騎士劍》和《假面騎士KIVA》後再次於正篇中以金色作為主角假面騎士終極形態的主配色，亦是繼《假面騎士空我》、《假面騎士顎門》及《假面騎士鎧武》後再次需要透過超進化形態才能變身成終極形態。

- 本作繼前作《假面騎士Ghost》後，再次與《超級戰隊系列》作聯動劇情，也同樣地以非全體形式出現在雙方劇情中。

- 本作的主角假面騎士名字「EX-AID」是由代表「究極」意思的「EXtreme」和代表「拯救」意思的「AID」所組合的組合字。

- 本作的角色檀黎斗由演員岩永徹也所飾演，其顏藝過於經典、表現浮誇，讓此作表現從後期嚴肅的劇情中帶來了歡樂氣息，可以說本作是歷代假面騎士更有突出特色的作品之一。

- 本作以第45話作結，成為《平成假面騎士系列》繼《假面騎士Decade》（31話）之後話數第二少的電視作品。

- 本作最終首領假面騎士Cronus為繼《假面騎士龍騎》的假面騎士奧丁與《假面騎士鎧武》的假面騎士邪武後再度由惡役假面騎士擔任最終反派首領。

- 本作中的檀黎斗和檀正宗為《平成假面騎士系列》其中一對敵對關係的父子角色[18]。

- 本作的怪人崩源體變化成人類形態的性別不一定與宿主（參考對象）相同，這在系列作中相當少見[19]，與前作《假面騎士Fourze》的怪人Zodiarts相似[20]。

- 本作中的九条貴利矢和古拉法特的演員小野塚勇人和町井祥真倆人本因在劇情前段中戰死，但隨後因觀眾的擁簇而再次演出，亦是《假面騎士系列》首次出現在故事初期死去的受歡迎的角色在中期復活的情況。

- 於2017年上映的《假面騎士平成Generations FINAL Build & EX-AID with 傳說騎士》得知《假面騎士W》至本作實为同一世界觀。

## 故事概要
2016年，因怪人崩源體（Bugster）出現，未知的遊戲病毒現正開始侵蝕世界。
為了拯救感染者，決心與崩源體戰鬥的天才遊戲玩家寶生永夢以變身腰帶玩家驅動器，與傳說的遊戲軟體卡帶（Gashat）變身為假面騎士Ex-Aid，與各樣遊戲類型的假面騎士們一同現身！遊戲開始（Game Start）！各種遊戲的高手，滅絕崩源體吧！

## 故事背景
聖都大學附屬醫院
原文： / Seito University Hospital
永夢等人所屬的大學醫院，該院的院長為鏡灰馬。
電腦救命中心
原文： / Computer Rescuing Center
為了應對與崩源體有關的疫情所成立的秘密醫療部門。
隱藏在聖都大學附屬醫院地下的特殊建築，簡稱為「CR」，需透過醫院的專用電梯以類似按遊戲密技的手法才可到達的地方。
內部設有專門對感染遊戲病的患者進行感染隔離的隔離室及DoReMiFa節拍的遊戲機台。
該處的負責人為聖都大學附屬醫院院長鏡灰馬，創立者為現任衛生省大臣官房審議官日向恭太郎。
與幻夢集團同時為本作中的重要舞台。
衛生省
原文： / Ministry of Health
電腦救命中心所屬的上級機關。
該機關擁有將感染遊戲病的患者無須透過階層機關直接通報至電腦救命中心的特殊權力。
幻夢集團
原文： / Genm Corporation
與衛生省合作的大型遊戲軟體開發企業，負責協助開發玩家驅動器及騎士卡帶，現因「假面騎士編年史」的大賣使得股價狂漲。
曾因「零日事件」導致面臨破產的危機，而當時的社長（檀黎斗之父檀正宗）也因此遭到逮捕入獄。
該集團的前任社長為檀黎斗，後透過小星作得知新任社長即將上任。
但之後檀黎斗因「假面騎士編年史」卡帶快要完成及喪屍玩家能力大幅提升下，重返幻夢集團並再次坐上社長之位。
在檀黎斗「Game Over」後，接任者為天崎戀，但因為他的胡作非為使得員工產生怨言，之後在檀正宗出獄後，重新奪位就任社長。
在第33話得知檀正宗打算藉由「假面騎士編年史」這款遊戲將幻夢集團推上世界第一企業的位置，第35話更得知檀正宗打算讓幻夢集團取代醫療體系成為掌控人命的執掌者。
最終回因檀正宗的關係導致再次面臨破產危機，但在西馬妮可買下公司的股份成為大股東並指派小星作擔任新任社長下才得以挽救，現時在衛生省的推動下，與電腦救命中心共同合作開發治療崩源體病毒的相關疫苗。
機器視覺
原文： / Machina Vision
檀正宗為了拓展海外市場而選擇合作的遊戲公司，有著全世界最先進的VR技術，該公司的社長為強尼・馬克希瑪，亦是《劇場版 假面騎士EX-AID True·Ending》的主要敵人。
第39話中得知向檀正宗提出與幻夢集團的合作條件就是必須提供一台玩家驅動器給予他們，但在第41話時卻因雙方目的不合彼此需求下導致談判失敗。
花家醫院
原文：
原為花家大我獨自經營的黑牌醫院。花家大我為該院的負責人兼擁有者。
在本篇最終回時衛生省考量花家大我的卓越功績及鏡飛彩的請託下，正式允許花家大我成立的對遊戲病專門醫院，與電腦救命中心同樣地能收留及治療遊戲病病患。
備註：該處的拍攝地點已在2021年左右拆除完畢。

## 用語
麥提行動C
原文： / Mighty Action C
檀黎斗所製作的光碟遊戲，也是全能动作X的最初試作品。該遊戲是以兒童時的永夢所構想的遊戲點子為原型，遊玩難度高到曾令兒時的永夢抑鬱寡歡。
檀黎斗透過這款遊戲在永夢體內培養缺陷者病毒，成為首例遊戲病患者。
騎士卡帶
原文： / Rider Gashat
音效：影山浩宣
本作假面騎士變身專用道具。
通過玩家驅動器開啟內藏的電玩遊戲數據力量，遊戲領域實體化後，幫助被感染到稱為「遊戲病」的患者以戰鬥進行另類性的手術治療。另外發動必殺技時的字體會因應卡帶類型而有所變化。
外型上基本都是相同的，但劇中也有一部分卡匣擁有特殊的形狀，例如Gashat Gear Dual系列或Hyper Muteki。
原型卡帶
原文： / Proto Gashat
為騎士們最初持有的十款卡帶的原型版本，也是在本作時間5年前引發零日事件的元兇，而Genm 所持有的「原型麥提行動X（Proto Mighty Action X）」就是這些原型卡帶之一，除了「原型麥提行動X（Proto Mighty Action X）」以外的其他原型卡帶的特徵皆為整體為黑色，以及卡帶上的圖案為黑白色，根據花家大我在「裏技」第二話的說法，幻夢集團至今仍然保存著這些危險的卡帶。
於聯動劇場版《假面騎士平成Generations Dr.Pac-Man對EX-AID&Ghost with 傳說騎士》中該版本所有卡帶一度被財前美智彥所屬的「次世代基因組研究所」等人奪走並拿來使用變成原型崩源體，在財前美智彥被擊敗後，該版本的所有卡帶也全數回到了檀黎斗身上。
雖然本作并非首次出現原型形態，但與以往不同的是原型形態會比正式形態較弱，而本作的原型形態卻比正式形態強。
根據帕拉德所敘述得知原型卡帶擁有深不可測的力量，但過度使用會引火自焚。
後根據檀黎斗述說得知因遊戲病而消滅的人其身體數據全都保留在這十款原型卡帶中，可透過攻略「假面騎士編年史」遊戲使遭到消滅的人重新復活，但目前只有檀正宗使用假面騎士Cronus的力量將原型卡帶的數據將人復活。
該十款卡帶曾在第11話時被檀黎斗帶離幻夢集團，但在第22話衛生省逮捕檀黎斗時被帶走並且代為保管，第32話時在檀正宗出獄時暗中盜走並持有著，直到第36話時被九条貴利矢帶回電腦救命中心，可是第40話因檀正宗的重啟能力，所有原型卡帶「原型幹勁全開自行車（Proto Shakariki Sports）」跟「原型蒼穹爭霸（Proto Jet Combat）」在九條貴利矢身上之外回歸他的手上。
最終話在檀正宗遭到擊敗後，所有原型卡帶已被電腦救命中心回收。
於外傳《EX-AID Trilogy Another・Ending 假面騎士Genm VS Lazer》為了阻止檀黎斗由檀正宗将「原型幹勁全開自行車（Proto Shakariki Sports）」跟「原型蒼穹爭霸（Proto Jet Combat）」交给九条貴利矢。
如果假面騎士使用這些卡帶變身的話，變身造型不變，但顏色會變成除了眼睛之外都是和卡帶本體顏色相同的黑灰色
而如果使用原型卡帶進行Level Up的話，會召喚出變成同樣是黑灰色的Gama，而和Gama合體時除了顏色和一般Gama不同外，部分原型卡帶召喚的Gama並不會將合體的騎士的頭部進行武裝
始源卡帶
原文： / Origin Gashat
比原型卡帶更早完成的卡帶．是原型卡帶的α版，因此外觀特徵跟原型卡帶一樣，跟因感染缺陷者病毒而具有危險性的原型卡帶不同，不但開啟的遊戲領域具有抑制缺陷者能力的效果，本身還具有降低觸碰到的缺陷者等級的能力，同時擁有無視等級能命中並且產生傷害的能力，但是由於變身後的玩家等級是0，被等級高的玩家或缺陷者攻擊的話傷害也相當巨大，若被必殺技擊中極大可能直接GAME OVER，因此追加續關機能，總共有99條生命（目前只確定檀黎斗的始源卡帶擁有，目前無法確認其它始源是否也有）。目前登場的始源卡帶只有「原型麥提行動X始源（Proto Mighty Action X Origin）」。
Gama
原文： / Gama
為變身為「Level 3」（「機戰大衝突」、「DoReMiFa熱舞」、「蒼穹爭霸」、「戰慄武士決鬥」和「幹勁全開自行車」）和「Level 5」（「龍騎士獵人Z」）用的卡帶召喚出來的輔助支援機械，除了Sport Gamer 為單車外，其餘的多為機械人的外型，和Level 2 的騎士合體即可變身為Level 3 和Level 5 。之後更有「Level 4」（「特級美味漢堡」）及「Level 50」（「探究幻想」、「蒼海戰略霸者」）的相關輔助支援機械登場，此外在九條貴利矢死後原本的型態為交通工具，並無型態變化能力的「爆走機車」，在「極限全力X」卡帶出現後又增加了Level 99 的輔助支援機械。另外原型卡帶亦有相關的輔助支援機械。
玩家
原文： / Gamer
雖然本作有使用假面騎士的稱呼，但玩家在本作泛指假面騎士的適合者。
本作成為適合者的條件有以下四種:
1.做相關手術，以少量缺陷者病毒注入體內，直到產生相關抗體為止。
2.本身得到了遊戲病即可變身。
3.持有人類基因的缺陷者。
4.變成缺陷者的人類，據檀黎斗所說，當擁有人類基因的生物轉成缺陷者時，故而可以變身。
特殊例子:使用Buggle Driver II變身的缺陷者。
如果沒有進行相關手術的人類嘗試變身不但會變身失敗，而且更有機會感染缺陷者病毒。
玩家的基本形態分為兩個等級，「Level 1」主要替患者將遊戲病病毒驅除出體外，「Level 2」起具打倒缺陷者的能力。「Level 2」之後在提升的型態開始為武裝形態，即以「Level 2」為基礎再進行武裝。此時該玩家以原本「Level 2」的能力再追加武裝形態的能力戰鬥。
只有「Level 1」才能將遊戲病病毒驅除，否則患者將會有消失的風險。
騎士量表
原文： / Rider Gauge
每位玩家的胸口都有代表其的能量格，類似電玩中玩家的血量。當被敵人攻擊時，能量格會隨著攻擊遞減。當能量格達至零時，即代表該玩家被擊敗（稱為「Game Over」），然後玩家會數據化死亡。所以玩家的能量格遞減至紅色範圍内多數都會選擇解除變身以免死亡。
遊戲領域
原文： / Game Area
假面騎士們啟動玩家驅動器進行手術時所展開的特殊領域空間，該空間會隨著騎士卡帶所屬的空間生成裝置發動。
另外遊戲領域會依照起動領域的假面騎士所選擇的場景有所變化，可將缺陷者或玩家傳送於該領域進行對戰。
能量道具
原文： / Energy Item
遊戲領域內能短時間使能力上升的硬幣型特殊道具，只有在擊破或打開領域內藏寶物體才會出現，根據上面的圖示給予相關特殊能力。
第38話被檀正宗以管理的名義將全部的能量道具占為己有。
缺陷者
原文： / Burgster
本作所登場怪人的稱呼。
原由電玩遊戲所產生，之後進化成能夠感染人體的電腦病毒，後透過與檀正宗對話得知真相為當初在2000年的「千禧蟲危機」時候一時錯誤的時候所產生的新型電腦病毒。
寄生於人體後再持續增值，感染者直至稱為「遊戲病」的症狀發作後會佔據整個身體並實體化異變成巨大怪物，但當被假面騎士以Level 1 形態分離至患者體外後會顯露原來的形態。
一旦將缺陷者分離出患者體外後，就必須在逐漸透明化的患者消失前快速打倒，否則脫離的缺陷者就會佔據感染者的身體並取代患者的存在。
根據鏡飛彩述說得知會如一般病毒一樣隨著產生對疫苗的抗藥性而變異進化，也就是每次遭到打敗後再次登場等級就會上昇，能力也就會跟著上昇。
在帕拉德敘述下得知成為完全體的缺陷者，即使遭到消滅也能夠再次復活。
目前已知的缺陷者類型可分爲五種：
- Level 2 ：患者病發時首先有結合態，Level 1 的假面騎士將其驅除出患者體外後實體化並變回其原貌。
- (柯拉波斯缺陷者)：透過感染人病毒的同時分別插入卡帶而誕生，與 Level 2狀況一樣，分離後該缺陷者根據卡帶類型獲得其力量，但卡帶被拔掉之後力量跟者能力一起消失並虛弱化。
- Level 3 - 5 ：患者病發後離開患者體外並直接變回其原貌。
- Level 20 - 40 ：患者病發後直接變回其原貌並與患者融合。
- 特殊案例：從「假面騎士編年史」中在出現的缺陷者首領會根據距離首領最近區域啟動卡帶的騎士玩家將其感染該缺陷者的病毒，而檀正宗於第39話將最快通關的騎士玩家(西馬妮可)注入蓋姆迪烏斯缺陷者的病毒，此外缺陷者首領的等級大約在Level 20 - 40的等級之間並有等級更高的現象。

遊戲病
原文： / Game Disease
感染缺陷者病毒的患者發病症狀的稱呼，全名為「缺陷者病毒感染症」。
可透過特殊的聽診器『遊戲觀察儀（「Game Scope」）』檢測，但花家大我過去曾以普通醫療設備就檢驗出相關症狀。
受到感染的患者因情緒低落之下產生壓力，導致免疫力大退，使得寄宿在體內的缺陷者病毒活性化，進而病發該症狀。
當病發時身體會被缺陷者病毒佔據並異變成巨大怪物，治療的方法則需要利用玩家驅動器引發騎士卡帶內的數據變身，並製造出猶如手術室般的遊戲領域實體化平台，通過戰鬥（也就是手術）先抽出患者體內的缺陷者病毒後再將之快速消滅。如無法在短時間内把缺陷者消滅，患者的身體會完全被缺陷者取代。
被升級版的病毒感染後，不會如同最初那樣變成巨大怪物，反而是病毒自主地脫離感染者變回缺陷者原貌。
其後病毒再一次升級至可變成缺陷者原貌的同時更可以與患者融合。
另外，第15話得知首例遊戲病患者為本作時間六年前因實驗的關係使體內缺陷者誕生的寶生永夢。
遊戲觀察儀
原文： / Game Scope
外觀為醫療用聽診器造型的特殊道具，可透過此檢測患者是否感染遊戲病並將其感染狀況顯示在螢幕影像上，為電腦救命中心的基本醫療配備。
亦可藉由此道具與電腦救命中心進行視訊通話。
零日事件
原文： / Zeroday
於本作時間五年前所發生的事件，因被隱瞞而導致無人知曉。
當時事件導致大量患者因感染缺陷者病毒而消失。
之後因此使得衛生省與幻夢集團合作進行開發玩家驅動器及騎士卡帶，而當時被選上的適合者正是就職於聖都大學附屬醫院放射科的花家大我。
透過檀黎斗得知當年因所開發的十款遊戲全都感染上缺陷者病毒，才導致引發出零日事件。
後透過與檀正宗對話得知真相為當初在2000年的「千禧蟲危機」時候一時錯誤的時候所產生的新型電腦病毒，而檀黎斗利用這種病毒在本作時間五年前引發「零日事件」，但事後卻嫁禍給自己父親檀正宗，但在第33話得知事實上檀正宗是刻意讓自己接受嫁禍遭到逮捕，目的在於給足時間讓自己兒子檀黎斗甚至帕拉德等人替他完成「假面騎士編年史」這款遊戲。
最終話擊敗檀正宗之後，永夢為免五年前的悲劇再次發生，而與衛生省大臣官房審議官日向恭太郎商議後決定研發一種專門對抗遊戲病病毒的疫苗，並由電腦救命中心和幻夢集團合作研發。

## 遊戲用語介紹
假面騎士編年史
原文： / KAMENRIDER CHRONICLE
為檀黎斗暗中所開發的遊戲，而他本人稱之為「究極的遊戲」。
該遊戲由檀黎斗透過自己搶回的卡帶資料及缺陷者的對戰數據來開發。
根據檀黎斗的述說，他創造這款遊戲的目的在於讓所有人類都可變身成假面騎士，然後在他的管理下進行無盡的對戰廝殺。
雖然名爲「假面騎士編年史」，但記錄的遊戲角色只限本作的假面騎士。
當時零日事件之時檀黎斗為了繼續開發此遊戲，而把所闖下的一切罪過嫁禍給自己父親檀正宗。
後在帕拉德吸收古拉法特及Poppypipopapo 以及其他缺陷者的資料後，此遊戲正式完成。
第24話開發完成後在第25話遊戲正式啓動，之後幻夢集團對外派發給普通市民使用。亦因爲遊戲的推出使幻夢集團的股價異常急升。
開發完成後可透過將卡帶(正版和複製版皆可)插入Buggle Driver II 或者使用兩枚「假面騎士編年史」卡帶(複製版)插入玩家驅動器可變身成為假面騎士Cronus。而普通市民在沒有Buggle Driver 的情況下亦可直接使用該卡帶變身成騎士玩家，不過同時亦會將缺陷者病毒直接植入使用者體内。但與玩家一樣遭到擊敗就會數據化消失。
在帕拉德眼中認為此遊戲並非是人類對抗缺陷者的戰鬥，反過來是缺陷者對人類進行狩獵的遊戲，更是兩個種族（人類與缺陷者）決定生死存亡的平台。
第31話得知檀黎斗創造這款遊戲的真正目的在於復活因感染缺陷者病毒而消失的母親檀櫻子。
第32話後改由出獄並回到幻夢集團的檀正宗掌控，同時將位於上級守領的拉夫利卡永久消滅。
第33話檀正宗以避免玩家減少的理由將位於初級守領的索爾堤從遊戲介面上完全刪除。
第35話得知檀正宗想藉由此遊戲成為掌控全世界人類生命的「生命管理者」，並讓醫師甚至醫院等醫療體系永遠退出，改由幻夢集團來執掌生命的規則。
第36話在檀正宗向大眾公開宣傳「攻略假面騎士Cronus」活動任務下，導致「假面騎士編年史」卡帶再次地狂賣。
最終話永夢正式擊敗檀正宗之後，「假面騎士編年史」亦正式完結。
此遊戲共有十三位守關缺陷者首領，另外在其之上還有最終首領：
| 初級首領                                | 初級首領                               | 初級首領 |
| --------------------------------------- | -------------------------------------- | --- |
| 遊戲名稱                                | 缺陷者首領                             | |
| 麥提行動X （Mighty Action X）           | 索爾堤                                 | 第26話被鏡飛彩擊敗，（畫面略過）。 |
| 探究任務 （Taddle Quest）               | 阿蘭布拉                               | 第26話被花家大我擊敗，（畫面略過）。 |
| 終極火線對決 （Bang Bang Shooting）     | 里波爾                                 | 第27話被西馬妮可擊敗並獲得卡帶獎盃。 |
| 爆衝越野車 （Bakusou Bike）             | 摩塔斯                                 | 第30話被鏡飛彩擊敗（畫面略過）。。 |
| 幹勁全開自行車 （Shakariki Sports）     | 查理                                   | 第31話被西馬妮可擊敗並獲得卡帶獎盃。 |
| 中級首領                                |                                        | |
| 遊戲名稱                                | 缺陷者首領                             | |
| 機戰大衝突 （Gekitotsu Robots）         | 加茲通                                 | 第30話被花家大我和西馬妮可擊敗（畫面略過）。 |
| DoReMiFa熱舞 （DoReMiFa Beat）          | Poppypipopapo                          | 第28話因永夢使Poppypipopapo展開笑容而過關，並於第31話從檀黎斗身上獲得卡帶獎盃。                                                                       |
| 蒼穹爭霸 （Jet Combat）                 | 法尼亞                                 | 第27話被花家大我擊敗，第30話被花家大我和西馬妮可再擊敗並獲得卡帶獎盃（畫面略過）。                                                                    |
| 戰慄武士決鬥 （Giri Giri Chambara）     | 凱伊登                                 | 推測是第31話被花家大我和西馬妮可擊敗（畫面略過）。 |
| 上級首領                                |                                        | |
| 遊戲名稱                                | 缺陷者首領                             | |
| 龍騎士獵人Z （Drago Knight Hunter Z）   | 古拉法特                               | 第41話被鏡飛彩和花家大我擊倒，並由西馬妮可做最後一擊。                                                                                                |
| 完美解謎（Perfect Puzzle）              | 帕拉德 （假面騎士Para-DX － 解謎玩家） | 第39話被寶生永夢擊敗並於第41話從檀黎斗身上獲得卡帶獎盃。                                                                                              |
| 完勝格鬥 （Knock Out Fighter）          | 帕拉德 （假面騎士Para-DX － 鬥士玩家） | 第39話被寶生永夢擊敗並於第41話從檀黎斗身上獲得卡帶獎盃。                                                                                              |
| 心動危機 （Toki Meki Crisis）           | 拉夫利卡                               | 第32話被檀正宗擊敗，第39話檀正宗以打倒帕拉德為由所給予永夢的訂金。                                                                                    |
| 最終首領                                |                                        | |
| 遊戲名稱                                | 缺陷者首領                             | |
| 假面騎士編年史 （KAMENRIDER CHRONICLE） | 蓋姆迪烏斯                             | 第42話被檀正宗擊敗並將其數據吸收後注入於自身，在第44話在永夢等人以Level 1的型態將其從檀正宗身體內分離出來後，被帕拉德以「醫生全力XX」同歸於盡而消失。 |

卡帶獎杯
原文： / Gashat Trophy
由騎士玩家或假面騎士Cronus打倒「假面騎士編年史」的守關缺陷者首領時所獲得的獎勵道具，也是證明，其外觀造型如同騎士卡帶，但不同之處在於比騎士卡帶較為短小，並且無握把。
永夢等人所持有的卡帶獎盃除了「DoReMiFa節拍」是由檀黎斗給予的之外，其他皆為打倒對應的缺陷者首領。在31話集齊初級及中級的卡帶獎盃後，準備攻略後續關卡。
之後分別從檀正宗及檀黎斗手上獲得「心動危機」、「完美解謎」、「擊倒鬥士」三枚上級卡帶獎盃以及擊倒古拉法特後所獲得的「龍騎士獵人Z」卡帶獎盃下，分別代表著初級、中級和上級的十三枚卡帶獎盃終於全部集齊，並於第41話結尾時將最終首領「蓋姆迪烏斯」召喚出來。
爆搜寶藏
原文： / Bakusou Treasure
於《假面騎士EX-AID [裏技]假面騎士Lazer》中出現的尋寶角色扮演遊戲，在九条貴利矢死亡期間，鏡飛彩於其個人電腦內所發現的遺留檔案，事實上是檀黎斗所開發出來的『假面騎士編年史』原型版本，在該遊戲中假面騎士Lazer以導航角色的身份登場，而摩塔斯缺陷者及假面騎士Genm則作為敵方及守關角色登場，而原型卡帶則是該遊戲的神祕寶藏。
解謎迷宮
原文： /Nazotoki Labyrinth
於《假面騎士EX-AID [裏技]假面騎士Para-DX》中由檀黎斗製造給寶生永夢與帕拉德闖關的解謎遊戲，在該遊戲中分別有太陽、月亮、星星三種圖案房間，找出三間房間內隱藏的暗號並解答出來即可過關，星星房間則是哈特納崩源體鎮守並且其身上的數字為輸入答案的關鍵。
實際上這是檀黎斗為了逃脫電子監獄所設計的遊戲，逃脫後的檀黎斗在之後的外傳《EX-AID Trilogy Another·Ending》系列中再度作惡。
喪屍編年史
原文： / Zombie Chronicle
宇宙編年史
原文： / Cosmic Chronicle
麥提小說X
原文： / Mighty Novel X
為小說《假面騎士EX-AID ～Mighty Novel X～》中出現的特殊卡帶，是檀黎斗利用God Maximum Mighty X的創造遊戲能力所製造出的遊戲。
是一部文字冒險遊戲，要實際走訪跟永夢過去相關地點才能破關。
遊戲中只會出現一個的標准人形bugstar，以黑色作為基調，覆蓋有紫色的線狀，是作為遊戲最終-{BOSS-} 的" 檀黎斗 ○"
遊戲中必須實際走訪跟永夢過去相關地點，進入遊戲中正確回答遊戲中過去永夢提出的問題，同時也揭露了永夢那空白的過往........
但實則為這是檀黎斗為了復活所設計的遊戲，因為寶生永夢的過去，黎斗都剛好參與到，所以說這其實是黎斗給永夢下的一個局。

## 本作登場假面騎士

### 假面騎士EX-AID
變身者：寶生永夢 / 帕拉德（替身演員：藤田慧（LV1、X（10）） / 高岩成二（LV2、3、4、5、XX（20）R、99、無敵）/ 渡邊淳（XX（20）L）、CV：飯島寛騎 / 甲斐翔真（XX（20）R）） 
原文： / Kamen Rider Ex-Aid

#### 變身模式
| 形態名稱                                                                  | 簡介 | 外觀                                                                                               | 能力 | 必殺技 |
| Action Gamer Level 1 躍動玩家 Level 1                                     | GAME DRIVER 搭配 MIGHTY ACTION X Rider Gashat 「變身」的形態，為假面騎士EX-AID的基礎型態。 第1話初登場。 身高：181.0cm 體重：137.0kg 拳擊力：7.7t 踢擊力：11.5t 跳躍力：30.5m 行動速度：100m / 7.6秒                                                                                            | 全身以白、黑、粉紅色為主                                                                           | 以身體能力為主的形態。 初段Level 1主要用作猶如診斷般引出崩源體的主體，能力方面力量較為優勝 進一步Level 2主要用作猶如治療般消滅崩源體的主體，能力方面速度及彈跳力上較優勝 | Mighty Critical Strike 原文： EX-AID Level 2所屬的騎士踢。將「Mighty Action X」卡帶插入玩家驅動器左腰裝置「Kimewaza Slot」後再按鍵，力量將集中在右脚，然後向敵人作出連環踢擊。 Mighty Critical Finish 原文： 配合專屬武器「Gashacon Breaker」。發動時可用劍或槌擊破敵人。 Bakusou Critical Finish 原文： 配合專屬武器「Gashacon Breaker」和「Bike Gamer Level 2」。可配合「Bike Gamer Level 2」的速度向敵人發出强力及連環式的回旋斬擊。 Mighty Taddle Critical Finish 原文： 配合專屬武器「Gashacon Breaker」和Brave的專屬武器「Gashacon Sword」。首先用「Gashacon Sword」的冰模式做出冰道，然後順著冰道向敵人作出雙重斬擊。 Ganbarizing Critical Finish 原文： Taiko no Tatsujin Critical Strike 原文： Maximum Mighty Critical Finish 原文： 配合專屬武器「Gashacon Keyslasher」後發動，槍模式時可發出光綫射擊敵人的同時亦可重新編寫崩源體及玩家體内的崩源體病毒的程序。 Mighty Taddle Bang Bang Bakusou Mighty Critical Strike 原文： |
| Action Gamer Level 2 躍動玩家 Level 2                                     | GAME DRIVER 搭配 MIGHTY ACTION X Rider Gashat 「大變身」的形態，為假面騎士EX-AID的升級型態兼主要戰鬥型態。 《劇場版 假面騎士Ghost 100個眼魂與Ghost命運的瞬間》/《假面騎士Ghost》第50話/第1話初登場。 身高：205.0cm 體重：97.0kg 拳擊力：5.7t 踢擊力：10.2t 跳躍力：43.1m 行動速度：100m / 3.2秒 | 全身以粉紅、青綠、銀色為主                                                                         | 以身體能力為主的形態。 初段Level 1主要用作猶如診斷般引出崩源體的主體，能力方面力量較為優勝 進一步Level 2主要用作猶如治療般消滅崩源體的主體，能力方面速度及彈跳力上較優勝 | Mighty Critical Strike 原文： EX-AID Level 2所屬的騎士踢。將「Mighty Action X」卡帶插入玩家驅動器左腰裝置「Kimewaza Slot」後再按鍵，力量將集中在右脚，然後向敵人作出連環踢擊。 Mighty Critical Finish 原文： 配合專屬武器「Gashacon Breaker」。發動時可用劍或槌擊破敵人。 Bakusou Critical Finish 原文： 配合專屬武器「Gashacon Breaker」和「Bike Gamer Level 2」。可配合「Bike Gamer Level 2」的速度向敵人發出强力及連環式的回旋斬擊。 Mighty Taddle Critical Finish 原文： 配合專屬武器「Gashacon Breaker」和Brave的專屬武器「Gashacon Sword」。首先用「Gashacon Sword」的冰模式做出冰道，然後順著冰道向敵人作出雙重斬擊。 Ganbarizing Critical Finish 原文： Taiko no Tatsujin Critical Strike 原文： Maximum Mighty Critical Finish 原文： 配合專屬武器「Gashacon Keyslasher」後發動，槍模式時可發出光綫射擊敵人的同時亦可重新編寫崩源體及玩家體内的崩源體病毒的程序。 Mighty Taddle Bang Bang Bakusou Mighty Critical Strike 原文： |
| Robot Action Gamer Level 3 機戰躍動玩家 Level 3                           | GAME DRIVER 搭配 Mighty Action X Rider Gashat 和 Gekitotsu Robots Rider Gashat 「大大大變身」的形態，為假面騎士EX-AID的武裝升級型態。 第5話初次登場。 身高：205.0cm 體重：118.2kg 拳擊力：57.0t（使用強化武裝） 踢擊力：14.3t 跳躍力：39.3m 行動速度：100m / 4.0秒                              | 全身以紅、粉紅、青綠、銀色為主                                                                     | 以「Action Gamer Level 2」作爲基礎再以「Robot Gamer」進行武裝的力量型形態。 此時左手會套上機械人手套「Gekitotsu Smasher」，肩膊「Power Mec Shoulders」、胸部會裝上「Guard Actuator」及強化補丁「Raid Actuator」。 能力方面雖然速度及彈跳力稍弱，但搏擊能力比Level 2大大提升。 | Gekitotsu Critical Strike 原文： 發動時首先將手套「Gekitotsu Smasher」發出攻擊敵人，然後跑向敵人再作極具破壞力的拳擊。 |
| Hunter Action Gamer Level 5 （Full Dragon） 狩獵躍動玩家 Level 5 （全龍） | GAME DRIVER 搭配 Mighty Action X Rider Gashat 和 Drago Knight Hunter Z Rider Gashat 「大大大大大變身」的形態，為假面騎士EX-AID的完全武裝升級型態。 身高：206.5cm 體重：157.0kg 拳擊力：18.2t 踢擊力：24.4t 跳躍力：48.7m 行動速度：100m / 2.8秒                                                 | 全身以粉紅、黑、銀、淺藍、黃綠色為主                                                               | 以「Action Gamer Level 2」作爲基礎再以「Hunter Gamer」進行武裝的龍型形態。 此時右手會套上「Dragon Knight Blade」，左手會套上「Dragon Knight Gun」，肩膊「Shoulder Drago Armor」、胸部「Chest Drago Mail」、背部「Gale Drago Wing」、雙腿「Leg Drago Armor」及強化補丁「Mec Drago Guard」亦會被武裝。 由於「Hunter Gamer」力量過於強大，所以使用時變身者容易失控，但隨著變身者加強意志便可自行操控該形態。 擁有飛行能力及頭部（即「Hunter Gamer」的嘴）可噴出火焰攻擊敵人。 | Drago Knight Critical Strike 原文： |
| Hunter Action Gamer Level 5 （Dragon Fang） 狩獵躍動玩家 Level 5 （龍牙） | GAME DRIVER 搭配 Mighty Action X Rider Gashat 和 Drago Knight Hunter Z Rider Gashat 「大大大大大變身」的形態，為假面騎士EX-AID的武裝升級型態。 身高：206.5cm 體重：117.0kg 拳擊力：19.0t 踢擊力：25.0t 跳躍力：49.0m 行動速度：100m / 2.7秒                                                     | 全身以粉紅、黑、銀色為主                                                                           | 以「Action Gamer Level 2」作爲基礎再以「Hunter Gamer」進行武裝的龍型形態。 此時胸部及背部分別會裝上「Chest Drago Mail」及「Gale Drago Wing」。 擁有飛行能力及頭部（即「Hunter Gamer」的嘴）可噴出火焰攻擊敵人。 | Drago Knight Critical Strike 原文： 四人聯合的必殺技。發動時向敵人噴出火焰攻擊。 |
| Sports Action Gamer Level 3 自行車躍動玩家 Level 3                        | GAME DRIVER 搭配 Mighty Action X Rider Gashat 和 Shakariki Sports Rider Gashat 「大大大變身」的形態，為假面騎士EX-AID的武裝升級型態。 身高：205.0cm 體重：104.4kg 拳擊力：10.3t 踢擊力：18.4t 跳躍力：45.3m 行動速度：100m / 3.0秒                                                              | 全身以淺綠、粉紅、銀色為主                                                                         | 以「Action Gamer Level 2」作爲基礎再以「Sports Gamer」進行武裝的速度型形態。此時胸部會裝上「Guard Amplifier」及強化補丁「Raid Amplifier」。 此時變身者可以發揮極緻的速度，而且可以使用肩膊上的單車輪胎「Trick Flywheels」作爲武器。 綜合能力比Level 2會有所提升。 | Shakariki Critical Strike 原文： |
| Double Action Gamer Level X 雙重躍動玩家 Level X                          | 原文： 使用「Mighty Brothers XX」卡帶變身的形態，轉換形態時「大--變身」 身高：183.0cm 體重：139.0kg 拳擊力：22.2t 踢擊力：28.7t 跳躍力：54.0m 行動速度：100m / 2.2秒 | 全身以白色、黑色、綠色和橙色為主                                                                   | 外形與Level 1相似，但綜合能力卻比Level 1大幅提升，而且能對敵人快速地作出連環攻擊。 進一步Level XX能分裂出兩個假面騎士。 兩個假面騎士分別由冷靜的醫生－「永夢」（L）和好戰的玩家－「M」（R）的人格操控。（同時做為永夢的原生病毒－帕拉德可以取代因它而產生的人格M 變身成好戰的一面。） | Mighty Double Critical Strike 原文： Ex-Aid Level XX所屬的騎士踢。發動時首先將力量集中在R的左脚和L的右脚，然後一起跳躍向敵人作出連環踢擊，之後變回Level X後雙拳將敵人打飛，跳躍之後變回Level XX再作最後致命的雙重飛踢。 Mighty Brothers Critical Finish 原文： 將「Mighty Brothers XX」卡帶插入「Gashacon Keyslasher」後發動，「Gashacon Keyslasher」會分成兩把由兩個騎士個體分別使用，並根據使用的模式發動不同的攻擊。 Action Robots Critical Finish 原文： 將「Mighty Action X」卡帶和「Gekitotsu Robots」卡帶插入「Gashacon Keyslasher」後發動，「Gashacon Keyslasher」會發動帶有兩卡帶效果的攻擊。 Maximum Mighty Critical Finish 原文： 配合專屬武器「Gashacon Keyslasher」後發動，槍模式時可發出光綫射擊敵人的同時亦可重新編寫崩源體及玩家體内的崩源體病毒的程序。 |
| Double Action Gamer Level XX R 雙重躍動玩家 Level XX R                    | 原文： 使用「Mighty Brothers XX」卡帶狀態時「大---變身」分裂升級的形態 身高：206.0cm 體重：98.8kg 拳擊力：32.3t 踢擊力：40.6t 跳躍力：66.0m 行動速度：100m / 2.0秒 | 全身以粉橙色、綠色和銀色為主                                                                       | 外形與Level 1相似，但綜合能力卻比Level 1大幅提升，而且能對敵人快速地作出連環攻擊。 進一步Level XX能分裂出兩個假面騎士。 兩個假面騎士分別由冷靜的醫生－「永夢」（L）和好戰的玩家－「M」（R）的人格操控。（同時做為永夢的原生病毒－帕拉德可以取代因它而產生的人格M 變身成好戰的一面。） | Mighty Double Critical Strike 原文： Ex-Aid Level XX所屬的騎士踢。發動時首先將力量集中在R的左脚和L的右脚，然後一起跳躍向敵人作出連環踢擊，之後變回Level X後雙拳將敵人打飛，跳躍之後變回Level XX再作最後致命的雙重飛踢。 Mighty Brothers Critical Finish 原文： 將「Mighty Brothers XX」卡帶插入「Gashacon Keyslasher」後發動，「Gashacon Keyslasher」會分成兩把由兩個騎士個體分別使用，並根據使用的模式發動不同的攻擊。 Action Robots Critical Finish 原文： 將「Mighty Action X」卡帶和「Gekitotsu Robots」卡帶插入「Gashacon Keyslasher」後發動，「Gashacon Keyslasher」會發動帶有兩卡帶效果的攻擊。 Maximum Mighty Critical Finish 原文： 配合專屬武器「Gashacon Keyslasher」後發動，槍模式時可發出光綫射擊敵人的同時亦可重新編寫崩源體及玩家體内的崩源體病毒的程序。 |
| Double Action Gamer Level XX L 雙重躍動玩家 Level XX L                    | 原文： 使用「Mighty Brothers XX」卡帶狀態時「大---變身」分裂升級的形態 身高：206.0cm 體重：98.8kg 拳擊力：32.3t 踢擊力：40.6t 跳躍力：66.0m 行動速度：100m / 2.0秒 | 全身以綠色、粉橙色和銀色為主                                                                       | 外形與Level 1相似，但綜合能力卻比Level 1大幅提升，而且能對敵人快速地作出連環攻擊。 進一步Level XX能分裂出兩個假面騎士。 兩個假面騎士分別由冷靜的醫生－「永夢」（L）和好戰的玩家－「M」（R）的人格操控。（同時做為永夢的原生病毒－帕拉德可以取代因它而產生的人格M 變身成好戰的一面。） | Mighty Double Critical Strike 原文： Ex-Aid Level XX所屬的騎士踢。發動時首先將力量集中在R的左脚和L的右脚，然後一起跳躍向敵人作出連環踢擊，之後變回Level X後雙拳將敵人打飛，跳躍之後變回Level XX再作最後致命的雙重飛踢。 Mighty Brothers Critical Finish 原文： 將「Mighty Brothers XX」卡帶插入「Gashacon Keyslasher」後發動，「Gashacon Keyslasher」會分成兩把由兩個騎士個體分別使用，並根據使用的模式發動不同的攻擊。 Action Robots Critical Finish 原文： 將「Mighty Action X」卡帶和「Gekitotsu Robots」卡帶插入「Gashacon Keyslasher」後發動，「Gashacon Keyslasher」會發動帶有兩卡帶效果的攻擊。 Maximum Mighty Critical Finish 原文： 配合專屬武器「Gashacon Keyslasher」後發動，槍模式時可發出光綫射擊敵人的同時亦可重新編寫崩源體及玩家體内的崩源體病毒的程序。 |
| Burger Action Gamer Level 4 漢堡躍動玩家 Level 4                          | 原文： 使用「Mighty Action X」卡帶狀態時搭配「Ju Ju Burger」卡帶「大大大大變身」武裝升級的形態 身高：216.8cm 體重：103.7kg 拳擊力：17.7t 踢擊力：20.8t 跳躍力：45.5m 行動速度：100m / 2.9秒 | 全身以小麥色、粉紅色、青綠色和銀色為主                                                             | 以「Action Gamer Level 2」作爲基礎再以「Burger Gamer」進行武裝的速度型形態。 此時右手會套上「Red Chup Launcher」，左手會套上「Yellow Stard Launcher」，胸部會裝上「Chobam Burger」，腳部亦會裝上「DD Inliner」。 由於以速度爲主，所以能輕易避過敵人的攻擊，同時亦可快速地攻向敵人。 | Ju Ju Critical Strike 原文： |
| Maximum Gamer Level 99 極限玩家 Level 99                                  | 原文： 使用「Maximum Mighty X」卡帶「MAX大變身」的形態 身高：256.0cm 體重：256.0kg 拳擊力：99.0t 踢擊力：99.0t 跳躍力：99.0m 行動速度：100m / 0.99秒 | 全身以粉紅色、黑色和銀色為主                                                                       | 以「Maximum Gamer」進行武裝的超進化形態。 綜合能力大幅度提升，同時亦具備將崩源體及玩家體内的崩源體病毒程序重新編寫的能力，簡單講可以清除玩家體内的崩源體病毒。 由於以「Action Gamer Level 2」作爲基礎，所以可以與「Maximum Gamer」分離和再武裝戰鬥。 「Maximum Gamer」眼睛部分具有解析病毒的掃描儀功能，同時可發射光束，即使分離出「Action Gamer Level 2」的個體仍然能保持Level 99 的戰鬥力。                                                                              | Maximum Critical Break 原文： Ex-Aid Level 99所屬的騎士踢。發動時首先將敵人打飛，然後作出飛踢。同時亦可重新編寫崩源體及玩家體内的崩源體病毒的程序。 Maximum Mighty Critical Finish 原文： 配合專屬武器「Gashacon Keyslasher」後發動，槍模式時可發出光綫射擊敵人，劍模式時可斬殺敵人。此攻擊亦可重新編寫崩源體及玩家體内的崩源體病毒的程序。 |
| Muteki Gamer 無敵玩家                                                     | 原文： 使用「Maximum Mighty X」卡帶狀態時搭配「Hyper Muteki」卡帶「Hyper大變身」的最強形態之一 身高：217.0cm 體重：119.0kg 拳擊力：128.0t 踢擊力：128.0t 跳躍力：128.0m 行動速度：100m / 0.128秒                                                                                                | 全身以金色、黑色、橙色和銀色為主                                                                   | 由新檀黎斗製作自稱為最高傑作的卡帶以「Maximum Gamer Level 99」為基礎再配搭卡帶「Hyper Muteki」作爲鑰匙進化而成的最終形態。 本身在假面騎士Cronus 的「Pause」效果之下依然可以行動，擁有與使用最大能量道具狀態的玩家匹敵的力量與速度、任何攻擊皆無效化的「無敵」加上粒子化移動能力。 由於是以「Maximum Mighty X」卡帶為基礎，所以也能使用極限玩家的重編程能力。 | Hyper Critical Sparking 原文： 按壓「Hyper Muteki」卡帶上的按鈕兩次發動。在敵人周圍瞬間移動並進行連續踢擊或是利用專屬武器「Gashacon Keyslasher」進行連續斬擊，敵人在被攻擊當下不會感受到攻擊，但在「究極一擊！」音效讀出後便會受到先前所有攻擊的傷害。 Doctor Mighty Critical Finish 原文： 將「Doctor Mighty XX」卡帶插入「Gashacon Keyslasher」後發動抑制Gamedeus病毒的攻擊。 Maximum Mighty Critical Finish 原文： 配合專屬武器「Gashacon Keyslasher」後發動，槍模式時可發出光綫射擊敵人，此攻擊亦可重新編寫崩源體及玩家體内的崩源體病毒的程序。 |
| Bike Action Gamer Level 0 機車躍動玩家 Level 0                            | 原文： 使用「Mighty Action X」卡帶狀態時搭配「Proto Bakusou Bike Combi Revival ver.」卡帶變身的友情武裝形態 身高：205.0cm 體重：147.0kg 拳擊力：66.6t 踢擊力：80.7t 跳躍力：60.9m 行動速度：100m / 1.1秒                                                                                        | 全身以黃色、黑色和粉紅色為主                                                                       | 於月刊雜誌《てれびくん》特別篇DVD中登場。 | Bakusou Critical Strike 原文： |
| Double Fighter Gamer Level 39 雙重鬥士玩家 Level 39                       | 原文： 使用「Knock Out Fighter 2」卡帶狀態時分裂變身的形態 身高：205.0cm 體重：117.2kg 拳擊力：39.0t 踢擊力：63.9t 跳躍力：53.9m 行動速度：100m / 3.9秒 | 全身以橘色、黑色和粉紅色為主，外觀與Pac Action Gamer相似                                           | 於月刊雜誌《てれびくん》特別篇DVD中登場。 | Knock Out Critical Knuckle 原文： |
| Ghost Gamer Level 1 Ghost玩家 Level 1                                     | 更多 ： 假面騎士平成Generations Dr.Pac-Man對EX-AID&Ghost with 傳說騎士 § 本作限定登場假面騎士/形態 | 更多 ： 假面騎士平成Generations Dr.Pac-Man對EX-AID&Ghost with 傳說騎士 § 本作限定登場假面騎士/形態 | 更多 ： 假面騎士平成Generations Dr.Pac-Man對EX-AID&Ghost with 傳說騎士 § 本作限定登場假面騎士/形態 | 更多 ： 假面騎士平成Generations Dr.Pac-Man對EX-AID&Ghost with 傳說騎士 § 本作限定登場假面騎士/形態 |
| Ghost Gamer Level 2 Ghost玩家 Level 2                                     | 更多 ： 假面騎士平成Generations Dr.Pac-Man對EX-AID&Ghost with 傳說騎士 § 本作限定登場假面騎士/形態 | 更多 ： 假面騎士平成Generations Dr.Pac-Man對EX-AID&Ghost with 傳說騎士 § 本作限定登場假面騎士/形態 | 更多 ： 假面騎士平成Generations Dr.Pac-Man對EX-AID&Ghost with 傳說騎士 § 本作限定登場假面騎士/形態 | 更多 ： 假面騎士平成Generations Dr.Pac-Man對EX-AID&Ghost with 傳說騎士 § 本作限定登場假面騎士/形態 |
| Drive Gamer Level 2 Drive玩家 Level 2                                     | 更多 ： 假面騎士Genm § 本作限定登場假面騎士/形態 | 更多 ： 假面騎士Genm § 本作限定登場假面騎士/形態                                                   | 更多 ： 假面騎士Genm § 本作限定登場假面騎士/形態 | 更多 ： 假面騎士Genm § 本作限定登場假面騎士/形態 |
| Gaim Gamer Level 2 鎧武玩家 Level 2                                       | 更多 ： 假面騎士Genm § 本作限定登場假面騎士/形態 | 更多 ： 假面騎士Genm § 本作限定登場假面騎士/形態                                                   | 更多 ： 假面騎士Genm § 本作限定登場假面騎士/形態 | 更多 ： 假面騎士Genm § 本作限定登場假面騎士/形態 |
| Pac Action Gamer 吃豆動作玩家                                             | 更多 ： 假面騎士Genm § 本作限定登場假面騎士/形態 | 更多 ： 假面騎士Genm § 本作限定登場假面騎士/形態                                                   | 更多 ： 假面騎士Genm § 本作限定登場假面騎士/形態 | 更多 ： 假面騎士Genm § 本作限定登場假面騎士/形態 |
| Creator Gamer 創造者玩家                                                  | 更多 ： 劇場版 假面騎士EX-AID True·Ending § 本作限定登場假面騎士/形態 | 更多 ： 劇場版 假面騎士EX-AID True·Ending § 本作限定登場假面騎士/形態                              | 更多 ： 劇場版 假面騎士EX-AID True·Ending § 本作限定登場假面騎士/形態 | 更多 ： 劇場版 假面騎士EX-AID True·Ending § 本作限定登場假面騎士/形態 |
| Novel Gamer Level X 小說玩家 Level x                                      | 原文： 使用「Mighty Novel X」卡帶變身的形態 | 全身以白色、黑色為主                                                                               | 只在小說《假面騎士EX-AID ～Mighty Novel X～》登場的特殊形態。特有能力是决定未来，即可以将永夢自身的言語化为现实。因此在战斗力方面可比擬無敵玩家甚至擁有超越其之上的實力。 | Novel Critical Destiny 原文： Ex-Aid Level X所屬的騎士踢。將「Mighty Novel X」卡帶插入玩家驅動器左腰裝置「Kimewaza Slot」後再按鍵，力量將集中在右脚，然後向敵人作出踢擊。 |

#### 專屬武裝
- Gashacon Breaker（台譯：手把破壞者，港譯：極限動感劍錘）

原文：
為假面騎士Ex-Aid專用的近戰武器。可變換劍與槌兩種武器模式。
劍模式的聲效『Ja Kīn!』（台譯：出鞘）；槌模式的聲效『Ba Kōn!』（台譯：開砸）
- Gashacon Key Slasher（台譯：手把鑰刃鎗， 港譯：指令劍統）

原文：
為假面騎士Ex-Aid 雙重動作玩家Level XX的專用武器，極限玩家及無敵玩家皆可使用。可變換劍、槍與斧三種武器模式。
劍模式的聲效『Jaja-ja-Kin!』；槍模式的聲效『Zu-kyu-kyu-kyun!』；斧模式的聲效『Su-pa-pa-pan!』
- FrontArmed Unit / RearArmed Unit

原文：
為假面騎士Ex-Aid 機車動作玩家Level 0的專用武器。

### 假面騎士Brave
變身者：鏡飛彩（替身演員：内川仁朗（LV1） / 渡邊淳（LV2、3、4、5、50、100）、CV：瀨戶利樹） 
原文： / Kamen Rider Brave

#### 變身模式
| 形態名稱                                                                  | 簡介 | 外觀                                                                  | 能力 | 必殺技 |
| Quest Gamer Level 1 探索玩家 Level 1                                      | 原文： 劇中的基礎形態 使用「Taddle Quest」卡帶變身的形態 身高：181cm 體重：139.5kg 拳擊力：7.7t 踢擊力：11.5t 跳躍力：30.5m 行動速度：100m / 7.6秒                                               | 全身以白色、黑色和淺藍色為主                                          | 以魔法屬性應敵為主的攻守近戰形態，初段Level 1主要用作猶如診斷般引出崩源體的主體，能力方面防守力較為優勝；進一步Level 2主要用作猶如治療般消滅崩源體的主體，能力方面力量及速度上較優勝 | Taddle Critical Strike 原文： Taddle Critical Finish 原文： 配合專屬武器「Gashacon Sword」。發動時炎模式為斬擊附帶火焰，冰模式時斬擊附帶冰柱並能將敵人結冰。 DoReMiFa Critical Finish 原文： Mighty Taddle Bang Bang Bakusou Mighty Critical Strike 原文： |
| Quest Gamer Level 2 探索玩家 Level 2                                      | 原文： 劇中的主要形態 使用「Taddle Quest」或「Proto Taddle Quest」卡帶狀態時「手術Level 2」升級的形態 身高：203.5cm 體重：99.5kg 拳擊力：7.5t 踢擊力：13.5t 跳躍力：32.7m 行動速度：100m / 4.2秒 | 全身以淺藍色、灰色和白色為主                                          | 以魔法屬性應敵為主的攻守近戰形態，初段Level 1主要用作猶如診斷般引出崩源體的主體，能力方面防守力較為優勝；進一步Level 2主要用作猶如治療般消滅崩源體的主體，能力方面力量及速度上較優勝 | Taddle Critical Strike 原文： Taddle Critical Finish 原文： 配合專屬武器「Gashacon Sword」。發動時炎模式為斬擊附帶火焰，冰模式時斬擊附帶冰柱並能將敵人結冰。 DoReMiFa Critical Finish 原文： Mighty Taddle Bang Bang Bakusou Mighty Critical Strike 原文： |
| Beat Quest Gamer Level 3 節拍探索玩家 Level 3                             | 原文： 使用「Taddle Quest」卡帶狀態時搭配「DoReMiFa Beat」卡帶「手術Level 3」武裝升級的形態 身高：203.5cm 體重：112.1kg 拳擊力：12.3t 踢擊力：16.8t 跳躍力：36.3m 行動速度：100m / 3.8秒         | 全身以黃色、淺藍色、灰色和銀色為主                                    | 以「Quest Gamer Level 2」作爲基礎再以「Beat Gamer」進行武裝的速度型形態。此時右手會套上DJ光碟機「DoReMiFa Turntable」，肩膊「Upper Tune Shoulders」、胸部會裝上「Guard Effector」及強化補丁「Raid Effector」。肩膊為音響「Watts Up Sounder」，轉動光碟機時即可從該處發動音頻攻擊，而且如敵人無法跟上音頻節奏即遭受傷害甚至被擊破。綜合能力比Level 2會有所提升。 | DoReMiFa Critical Strike 原文： DoReMiFa Critical Finish 原文： 配合專屬武器「Gashacon Sword」。發動時能配合音頻節奏向敵人作出連環斬擊。 |
| Safari Quest Gamer Level 4 獵旅探索玩家 Level 4                           | 原文： 使用「Taddle Quest」卡帶狀態時搭配「Night of Safari」卡帶「手術Level 4」武裝升級的形態 身高：202.5cm 體重：155.0kg 拳擊力：18.0t 踢擊力：22.0t 跳躍力：47.7m 行動速度：100m / 2.6秒       | 全身以豹紋為主                                                        | 以「Quest Gamer Level 2」作爲基礎再以「Safari Gamer」進行武裝的形態。 | Night of Critical Strike 原文： |
| Hunter Quest Gamer Level 5 （Dragon Blade） 狩獵探索玩家 Level 5 （龍劍） | 原文： 使用「Taddle Quest」卡帶狀態時搭配「Drago Knight Hunter Z」卡帶「手術Level 5」的武裝形態 身高：203.5cm 體重：119.5kg 拳擊力：19.0t 踢擊力：25.0t 跳躍力：49.0m 行動速度：100m / 2.7秒     | 全身以淺藍色、灰色和白色為主                                          | 以「Quest Gamer Level 2」作爲基礎再以「Hunter Gamer」進行武裝的龍型形態。此時右手會套上「Dragon Knight Blade」，右肩膊及右腿會分別裝上「Shoulder Drago Armor」及「Leg Drago Armor」及強化補丁「Mec Drago Guard」。該形態可加強Brave的斬擊能力。 | Drago Knight Critical Strike 原文： 四人聯合的必殺技。發動時向敵人發出強力的斬擊。 |
| Hunter Quest Gamer Level 5 （Full Dragon） 狩獵探索玩家 Level 5 （全龍）  | 原文： 使用「Taddle Quest」卡帶狀態時搭配「Drago Knight Hunter Z」卡帶「手術Level 5」的完全武裝形態 身高：206.5cm 體重：157.0kg 拳擊力：18.2t 踢擊力：24.4t 跳躍力：48.7m 行動速度：100m / 2.8秒 | 全身以深藍色、黃綠色、黑色、粉紅色和淺藍色為主                        | 以「Quest Gamer Level 2」作爲基礎再以「Hunter Gamer」進行武裝的龍型形態。此時右手會套上「Dragon Knight Blade」，左手會套上「Dragon Knight Gun」，肩膊、胸口、背部及雙腿會分別裝上「Shoulder Drago Armor」、「Chest Drago Mail」、「Gale Drago Wing」、及「Leg Drago Armor」，還有強化補丁「Mec Drago Guard」。                                                  | Drago Knight Critical Strike 原文： |
| Fantasy Gamer Level 50 奇幻玩家 Level 50                                  | 原文： 使用「Gashat Gear Dual Beta」中「Taddle Fantasy」卡帶「手術Level 50」變身的武裝升級形態 身高：203.5cm 體重：120.1kg 拳擊力：61.7t 踢擊力：71.6t 跳躍力：57.0m 行動速度：100m / 2.2秒      | 全身以深紅色、藍色、淺藍色和灰色為主                                  | 該形態雖然由「Quest Gamer Level 2」作爲基礎，但並沒有使用卡帶「Taddle Quest」，而是檀黎斗之前透過「Taddle Quest」的資料升級成「Gashat Gear Dual Beta」的一部分。可以召喚崩源體病毒作爲其戰力。擁有比「Quest Gamer Level 2」更強的魔力，可自由操控物體力場使用，以手掌發出暗黑波動將目標使用能量道具的效果無效和瞬間轉移及自行製造魔法防護罩。                   | Taddle Critical Slash 原文： Brave Level 50所屬的騎士踢。發動時首先以魔法力場包圍其周遭的敵人，然後力量集中在右脚再使出飛踢。或使用Gashacon Sword使出衝擊波。                                                                                              |
| Legacy Gamer Level 100 傳承玩家 Level 100                                 | 原文： 使用「Taddle Legacy」卡帶「手術Level 100」變身的武裝升級形態 身高：203.5cm 體重：120.1kg 拳擊力：95.5t 踢擊力：98.9t 跳躍力：95.7m 行動速度：100m / 1.0秒                                 | 全身以淺藍色、白色、金色和銀色為主                                    | 是從「Fantasy Gamer Level 50」的卡帶資料進行再一次更新的版本，集合魔王與勇者之力的聖騎士型態，能力與奇幻玩家相似並能力更加提升，背部的披風擁有透過觸碰我方玩家來恢復血槽的特殊能力(劇場版True ending施展)。 | Taddle Critical Strike 原文： Taddle Critical Finish 原文： |
| Famista Quest Gamer Famista探索玩家                                       | 更多 ： 假面騎士Genm § 本作限定登場假面騎士/形態 | 更多 ： 假面騎士Genm § 本作限定登場假面騎士/形態                      | 更多 ： 假面騎士Genm § 本作限定登場假面騎士/形態 | 更多 ： 假面騎士Genm § 本作限定登場假面騎士/形態 |
| Galaxian Quest Gamer 銀河人探索玩家                                       | 更多 ： 假面騎士x超級戰隊 超 超級英雄大戰 § 本作限定登場假面騎士/形態 | 更多 ： 假面騎士x超級戰隊 超 超級英雄大戰 § 本作限定登場假面騎士/形態 | 更多 ： 假面騎士x超級戰隊 超 超級英雄大戰 § 本作限定登場假面騎士/形態 | 更多 ： 假面騎士x超級戰隊 超 超級英雄大戰 § 本作限定登場假面騎士/形態 |

#### 專屬武裝
- Gashacon Sword（台譯：手把長劍，港譯：冰霜爆炎劍）

原文：
為假面騎士Brave專用的劍型武器。可變換炎與冰兩種屬性模式。
其實初登場時假面騎士Brave使用的是普通的勇者之劍，但後來被假面騎士Genm毀壞，其後在遊戲領域內取得傳說之劍，並且使傳說之劍變化為Gashacon Sword。
炎模式的聲效『Ka Chīn!』（台譯：烈火！）；冰模式的聲效『Ko Chīn!』（台譯：寒冰！）
- Reversal Shield

原文：
為假面騎士Brave專用的小型盾牌。可擋下任何屬性魔法攻擊及武器攻擊。
Level 1時左手舉握，Level 2時裝備在左腕上成為手甲。

### 假面騎士Snipe
變身者：花家大我（替身演員：藤田慧（LV1） / 永德（LV2、3、5、50）、CV：松本享恭）
原文： / Kamen Rider Snipe

#### 變身模式
| 形態名稱                                                                    | 簡介 | 外觀                                             | 能力 | 必殺技 |
| Shooting Gamer Level 1 射擊玩家 Level 1                                     | 原文： 劇中的基礎形態 使用「Bang Bang Shooting」或「Proto Bang Bang Shooting」卡帶變身的形態 身高：178cm 體重：138.5kg 拳擊力：7.7t 踢擊力：11.5t 跳躍力：30.5m 行動速度：100m / 7.6秒                    | 全身以白色、黑色和深藍色為主                     | 以極準的槍法為主的攻守近戰形態，初段Level 1主要用作猶如診斷般引出崩源體的主體，能力方面拳擊力及速度較為優勝，具備自身化為砲彈撞擊敵人的特殊能力，但同時自身會因反作用力受傷；進一步Level 2主要用作猶如治療般消滅崩源體的主體，能力方面跳躍力較優勝，而且更能對敵人進行連環射擊及掃射 | Bang Bang Critical Strike 原文： Bang Bang Critical Finish 原文： 配合專屬武器「Gashacon Magnum」。來福槍模式發動時可對敵人作致命式射擊。 Jet Critical Finish 原文： Mighty Taddle Bang Bang Bakusou Mighty Critical Strike 原文： |
| Shooting Gamer Level 2 射擊玩家 Level 2                                     | 原文： 劇中的主要形態 使用「Bang Bang Shooting」或「Proto Bang Bang Shooting」卡帶狀態時「第二戰術」升級的形態 身高：199.5cm 體重：98.5kg 拳擊力：6.6t 踢擊力：11.9t 跳躍力：37.9m 行動速度：100m / 3.7秒 | 全身以深藍色、黃綠色和黑色為主                   | 以極準的槍法為主的攻守近戰形態，初段Level 1主要用作猶如診斷般引出崩源體的主體，能力方面拳擊力及速度較為優勝，具備自身化為砲彈撞擊敵人的特殊能力，但同時自身會因反作用力受傷；進一步Level 2主要用作猶如治療般消滅崩源體的主體，能力方面跳躍力較優勝，而且更能對敵人進行連環射擊及掃射 | Bang Bang Critical Strike 原文： Bang Bang Critical Finish 原文： 配合專屬武器「Gashacon Magnum」。來福槍模式發動時可對敵人作致命式射擊。 Jet Critical Finish 原文： Mighty Taddle Bang Bang Bakusou Mighty Critical Strike 原文： |
| Combat Shooting Gamer Level 3 空戰射擊玩家 Level 3                          | 原文： 使用「Bang Bang Shooting」卡帶狀態時搭配「Jet Combat」卡帶「第三戰術」武裝升級的形態 身高：201.5cm 體重：126.0kg 拳擊力：14.0t 踢擊力：15.4t 跳躍力：46.0m 行動速度：100m / 4.0秒                  | 全身以橙色、深藍色、黃綠色和黑色為主             | 以「Shooting Gamer Level 2」作爲基礎再以「Combat Gamer」進行武裝的飛行型形態。此時肩膊「Surastrimers」、胸部「Guard Aero Nose」、背部「Air Force Wingers」及強化補丁「Raid Cockpit」會被武裝，而其右眼的劉海狀眼罩亦會掀起。由於裝上重型武裝，所以速度比Level 2稍微減弱。不過卻追加了飛行能力及兩個加特林大炮「Gatling Combats」，所以擅長空戰並可向敵人發動連續性的炮彈攻擊。發動必殺技時更會無差別地發出極具破壞性的炮彈攻擊。 | Jet Critical Strike 原文： 必殺技與假面騎士鐵兵的世界末日（End of World）類似。 發動時會無差別地發出極具破壞性的炮彈攻擊，直至敵人被擊破爲止。 Jet Critical Finish 原文： 配合專屬武器「Gashacon Magnum」射向敵人。 Gekitotsu Critical Finish 原文： 配合專屬武器「Gashacon Magnum」和「Gekitotsu Robot」卡帶向敵人射出「Robot Gamer」的機械人手套「Gekitotsu Smasher」，能對敵人作出一定程度的傷害。 |
| Hunter Shooting Gamer Level 5 （Dragon Gun） 狩獵射擊玩家 Level 5 （龍槍）  | 原文： 使用「Bang Bang Shooting」卡帶狀態時搭配「Drago Knight Hunter Z」卡帶「第五戰術」的武裝形態 身高：199.5cm 體重：118.5kg 拳擊力：19.0t 踢擊力：25.0t 跳躍力：49.0m 行動速度：100m / 2.7秒           | 全身以深藍色、黃綠色和黑色為主                   | 以「Shooting Gamer Level 2」作爲基礎再以「Hunter Gamer」進行武裝的龍型形態。此時左手會套上「Dragon Knight Gun」，左肩膊「Shoulder Drago Armor」、左腿「Leg Drago Armor」及強化補丁「Mec Drago Guard」亦會被武裝。該形態可加強Snipe的射擊能力。 | Drago Knight Critical Strike 原文： 四人聯合的必殺技。發動時向敵人發出強力的射擊。 |
| Hunter Shooting Gamer Level 5 （Full Dragon） 狩獵射擊玩家 Level 5 （全龍） | 原文： 使用「Bang Bang Shooting」卡帶狀態時搭配「Drago Knight Hunter Z」卡帶「第五戰術」的完全武裝形態 身高：206.5cm 體重：157.0kg 拳擊力：18.2t 踢擊力：24.4t 跳躍力：48.7m 行動速度：100m / 2.8秒       | 全身以深藍色、黃綠色、黑色、粉紅色和淺藍色為主   | 以「Shooting Gamer Level 2」作爲基礎再以「Hunter Gamer」進行武裝的龍型形態。此時右手會套上「Dragon Knight Blade」，左手會套上「Dragon Knight Gun」，肩膊「Shoulder Drago Armor」、胸部「Chest Drago Mail」、背部「Gale Drago Wing」、雙腿「Leg Drago Armor」及強化補丁「Mec Drago Guard」亦會被武裝。 | Drago Knight Critical Strike 原文： |
| Simulation Gamer Level 50 軍艦玩家 Level 50                                 | 原文： 使用「Gashat Gear Dual Beta」中「Bang Bang Simulations」卡帶「第五十戰術」變身的武裝升級形態 身高：200.0cm 體重：160.4kg 拳擊力：60.6t 踢擊力：70.7t 跳躍力：53.0m 行動速度：100m / 2.3秒          | 全身以銀色、紅色、黃綠色和深藍色為主             | 該形態雖然由「Shooting Gamer Level 2」作爲基礎，但並沒有使用卡帶「Bang Bang Shooting」，而是檀黎斗之前透過「Bang Bang Shooting」的資料升級成「Gashat Gear Dual Beta」的其中一個卡帶。上半身裝備多具連裝砲及單發砲，而且能像戰艦一樣偵測複數目標再鎖定發炮攻擊。 | Bang Bang Critical Fire 原文： 能將身上全部的發射器鎖定同一目標再同時發出致命的炮擊。 |
| Xevious Shooting Gamer Xevious射擊玩家                                      | 更多 ： 假面騎士Genm § 本作限定登場假面騎士/形態 | 更多 ： 假面騎士Genm § 本作限定登場假面騎士/形態 | 更多 ： 假面騎士Genm § 本作限定登場假面騎士/形態 | 更多 ： 假面騎士Genm § 本作限定登場假面騎士/形態 |

#### 專屬武裝
- Gashacon Magnum（台譯：手把左輪鎗，港譯：病毒狙擊槍）

原文：
為假面騎士Snipe專用的槍型武器。可變換手槍與來福槍兩種戰術模式。
手槍模式的聲效『Ba Kyūn!』；來福槍模式的聲效『Zu Kyūn!』（台譯：大砲！）

### 假面騎士Lazer
變身者：九条貴利矢（替身演員：内川仁朗（LV1） / 藤田慧（LV3、5）、CV：小野塚勇人）
原文： / Kamen Rider Lazer
機車原型：本田CRF250L

#### 變身模式
| 形態名稱                                                                | 簡介 | 外觀                                                          | 能力 | 必殺技 |
| Bike Gamer Level 1 機車玩家 Level 1                                     | 原文： 劇中的基礎形態 使用「Bakusou Bike」卡帶變身的形態 身高：180cm 體重：184kg 拳擊力：7.7t 踢擊力：11.5t 跳躍力：30.5m 行動速度：100m / 7.6秒                                      | 全身以白色、黑色和黃色為主                                    | 能夠高速迴轉以輪胎重擊對手，不過不知為何本身很難停止。由於此型態下比起Level 2來說行動較方便因此初期反而是以此型態作主要戰鬥型態。 | Bakusou Critical Strike 原文： 需與搭檔配合發出。車身後的氣喉可噴出高熱火焰殲滅敵人。 Mighty Taddle Bang Bang Bakusou Mighty Critical Strike 原文：                                                          |
| Bike Gamer Level 2 機車玩家 Level 2                                     | 原文： 劇中的主要形態 使用「Bakusou Bike」卡帶狀態時「二檔」升級的形態 全長：222cm 重量：144kg 馬力：150.5ps（110.7kw ） 最高時速：278km/h                                            | 全身以黃色和黑色為主                                          | 變成電單車形態。為假面騎士Ex-Aid的搭檔。雖然自身亦能戰鬥，但需要有搭檔駕馭其才能發揮完全的戰鬥，否則裝置於車尾的安全裝置會啟動並壓制能發揮的最大輸出。同時發動必殺技時若沒有搭檔駕駛的話會失控爆衝無法停止。血量顯示於車體側面，比其他假面騎士的血條略短。 | Bakusou Critical Strike 原文： 需與搭檔配合發出。車身後的氣喉可噴出高熱火焰殲滅敵人。 Mighty Taddle Bang Bang Bakusou Mighty Critical Strike 原文：                                                          |
| Chambara Bike Gamer Level 3 劍擊機車玩家 Level 3                        | 原文： 使用「Bakusou Bike」卡帶狀態時搭配「Giri Giri Chambara」卡帶「三檔」武裝升級的形態 身高：205cm 體重：151.5kg 拳擊力：15.2t 踢擊力：16.6t 跳躍力：34.2m 行動速度：100m / 4.1秒  | 全身以黃色和黑色為主                                          | 以「Bike Gamer Level 2」作爲基礎再以「Chambara Gamer」進行武裝的武士型形態。變成人型形態，此時肩膊「Kembu Croganite」、腳部「Spin Fight Shoes」、手及腿部「Yoroi Cloganate」會被武裝，唯一一個胸部沒有被武裝的假面騎士。雖然速度比Level 2的電單車形態稍微減弱，但由於卡帶原型是武士，所以可以配合專屬武器「Gashacon Sparrow」發揮武士的斬擊及射擊。射擊模式時更可發出無數箭頭射向敵人。此型態下除了出現在胸部的血條外，原先在Level 2時已經有的兩個小型血條亦會被繼承（位置在肩部），總血量比其他騎士略多。 | Giri Giri Critical Strike 原文： Giri Giri Critical Finish 原文： 配合專屬武器「Gashacon Sparrow」。弓模式發動時可向敵人發出無數箭頭，踢向敵人方向時更可將箭頭集中在同一目標。鐮模式發動時則是直接斬擊對手。 |
| Hunter Bike Gamer Level 5 （Dragon Claw） 狩獵機車玩家 Level 5 （龍爪） | 原文： 使用「Bakusou Bike」卡帶狀態時搭配「Drago Knight Hunter Z」卡帶「五檔」的武裝形態 身高：202.0cm 體重：155.0kg 拳擊力：19.0t 踢擊力：25.0t 跳躍力：49.0m 行動速度：100m / 2.7秒 | 全身以黃色、淺藍色、黃綠色和黑色為主                          | 以「Bike Gamer Level 2」作爲基礎再以「Hunter Gamer」進行武裝的龍型形態。變成人型形態，此時右手會套上「Dragon Knight Blade」，左手會套上「Dragon Knight Gun」，肩膊「Shoulder Drago Armor」、雙腿「Leg Drago Armor」、腳部「Dragon Knight Claw」及強化補丁「Mec Drago Guard」亦會被武裝。該形態可混合「Dragon Knight Blade」及「Dragon KnightGun」的能力發出強力的斬擊及射擊。 | Drago Knight Critical Strike 原文： 四人聯合的必殺技。發動時向敵人發出強力的斬擊及射擊。 |
| Kamen Rider LazerX 假面騎士LazerX                                       | 更多 ： EX-AID Trilogy Another·Ending § 假面騎士Genm VS Lazer | 更多 ： EX-AID Trilogy Another·Ending § 假面騎士Genm VS Lazer | 更多 ： EX-AID Trilogy Another·Ending § 假面騎士Genm VS Lazer | 更多 ： EX-AID Trilogy Another·Ending § 假面騎士Genm VS Lazer |

#### 專屬武裝
- Gashacon Sparrow（台譯：手把雙刃弩）

原文：
為假面騎士Lazer專用的雙手武器，多由Level3手持使用。可變換弓與鎌兩種攻擊模式。
雖然假面騎士Lazer的胸前有顯示此武器的圖示，但因為劇中曾使用此武裝的騎士手上皆持有「戰慄武士決鬥」卡帶，推測此武器應是附屬於「戰慄武士決鬥」卡帶，而非一開始就由Lazer持有。
弓模式的聲效『Zu Dōn!』；鎌模式的聲效『Zu Pān!』
- FrontArmed Unit / RearArmed Unit

原文：
為假面騎士Lazer專用的輪型武器，也是Level 2時的前後輪部件。一般來說都由Level 1手持進行攻擊。除了能直接進行打擊攻擊外，也能夠做為遠程武器發射子彈
- Gashacon Bugviser II

原文：
Gashacon Bugviser的改良版本，除了顏色改為青綠色外，外觀及性能皆相同 。「II」的發音為「Zwei」（德語中的「2」）。該武器僅外傳登場，由復活後的檀正宗被檀黎斗擊殺時，檀正宗以阻止兒子為由託付於他。

### 假面騎士Genm
變身者：檀黎斗 / 寶生清長/ 檀黎斗II（替身演員：藤田慧（LV1） / 縄田雄哉（LV2、3、X（10）、X） / 中田裕士（0、X-0） / 有薗啓剛（LV2單車）、CV：岩永徹也）
原文： / Kamen Rider Genm

#### 變身模式
| 形態名稱                                                             | 簡介 | 外觀                                                                      | 能力 | 必殺技 |
| Action Gamer Level 1 躍動玩家 Level 1                                | 原文： 劇中的基礎形態 使用「Proto Mighty Action X」卡帶變身的形態 身高：181cm 體重：137kg 拳擊力：7.7t 踢擊力：11.5t 跳躍力：30.5m 行動速度：100m / 7.6秒 | 全身以白色、黑色和紫色為主                                                | 能力上與假面騎士EX-AID相似，但因為以原型卡帶變身，所以比起EX-AID威力更加強勁 | Mighty Critical Strike 原文： Shakariki Critical Strike 原文： 並非變成Level 3，而是自己騎著Sports Gamer（單車型態）以特技般的動作撞擊對手。 Ganbarizing Critical Strike 原文： Mighty Taddle Bang Bang Bakusou Mighty Critical Strike 原文： |
| Action Gamer Level 2 躍動玩家 Level 2                                | 原文： 劇中的主要形態 使用「Proto Mighty Action X」卡帶狀態時「Grade 2」升級的形態 身高：205cm 體重：97kg 拳擊力：5.7t 踢擊力：10.2t 跳躍力：43.1m 行動速度：100m / 3.2秒                                                                                                   | 全身以黑色和紫色為主                                                      | 能力上與假面騎士EX-AID相似，但因為以原型卡帶變身，所以比起EX-AID威力更加強勁 | Mighty Critical Strike 原文： Shakariki Critical Strike 原文： 並非變成Level 3，而是自己騎著Sports Gamer（單車型態）以特技般的動作撞擊對手。 Ganbarizing Critical Strike 原文： Mighty Taddle Bang Bang Bakusou Mighty Critical Strike 原文： |
| Sports Action Gamer Level 3 自行車躍動玩家 Level 3                   | 原文： 使用「Proto Mighty Action X」卡帶狀態時搭配「Shakariki Sports」卡帶「Grade 3」武裝升級的形態 身高：205cm 體重：104.4kg 拳擊力：10.3t 踢擊力：18.4t 跳躍力：45.3m 行動速度：100m / 3.0秒                                                                              | 全身以淺綠色、粉紅色和黑色為主                                            | 以「Action Gamer Level 2」作爲基礎再以「Sports Gamer」進行武裝的速度型形態。此時胸部「Guard Amplifier」及強化補丁「Raid Amplifier」會被武裝。此時變身者可以發揮極緻的速度，而且可以使用肩膊上的單車輪胎「Trick Flywheels」作爲武器。綜合能力比Level 2會有所提升。 | Shakariki Critical Strike 原文： 發動時力量集中在其中一個輪胎，再向敵人抛出去作回力鏢攻擊，且能對敵人造成一定程度的傷害。 另外一個為Genm Level 3所屬的騎士踢。力量集中在右脚後向敵人作出飛踢。 |
| Zombie Gamer Level X（10） 喪屍玩家 Level X（10）                    | 原文： 使用「Buggle Driver」時搭配「Dangerous Zombie」卡帶變身的不死形態 身高：205.0cm 體重：115.5kg 拳擊力：24.1t 踢擊力：30.2t 跳躍力：52.0m 行動速度：100m / 2.5秒 | 全身以白色、黑色和銀色為主                                                | 配合Buggle Driver和「Dangerous Zombie」卡帶使用的Level 10喪屍形態。由於卡帶是以死亡資料製造，所以「Rider Gauge」為零，活動時亦猶如喪屍一樣，主要以自身不死而向前對敵方做極近戰為主。。之後因吸收多次死亡資料而再度進化Level X的境界。                             | Critical End 原文： Genm Level X（10）所屬的騎士踢。首先力量集中在右脚後向敵人作出風火輪式的飛踢。 Critical Dead 原文： 發動時可召喚無數的黑色喪屍纏繞敵人。 升級後版本，則是召喚無數的Genm造型的喪屍纏繞敵人，並腐蝕其裝備。 Giri Giri Critical Finish 原文： Taddle Drago Knight Critical Finish 原文： Bang Bang Critical Finish 原文： DoReMiFa Critical Finish 原文： Jet Critical Finish 原文： |
| Zombie Gamer Level X 喪屍玩家 Level X                                | 原文： 使用「Buggle Driver」時搭配「Dangerous Zombie」卡帶變身的不死強化形態 使用“Gamer Driver”时搭配“Kamen Rider Build”卡带和“Dangerous Zombie”卡带也可变身，实力也会有所提升 身高：205.0cm 體重：115.5kg 拳擊力：66.6t 踢擊力：73.0t 跳躍力：63.2m 行動速度：100m / 1.8秒 | 全身以白色、黑色和銀色為主                                                | 喪屍玩家在多次吸取數據強化後完成的的升級版本，除了威力增強外，追加可自我增殖能力、在遊戲領域內召喚的崩源體病毒擁有不死之身並可以隨意結合巨大化以及腐蝕對手的裝備能力。                                                                                            | Critical End 原文： Genm Level X（10）所屬的騎士踢。首先力量集中在右脚後向敵人作出風火輪式的飛踢。 Critical Dead 原文： 發動時可召喚無數的黑色喪屍纏繞敵人。 升級後版本，則是召喚無數的Genm造型的喪屍纏繞敵人，並腐蝕其裝備。 Giri Giri Critical Finish 原文： Taddle Drago Knight Critical Finish 原文： Bang Bang Critical Finish 原文： DoReMiFa Critical Finish 原文： Jet Critical Finish 原文： |
| Action Gamer Level 0 （Proto Origin） 躍動玩家 Level 0（原型始源）   | 原文： 使用「Proto Mighty Action X」始源卡帶「Grade Zero」變身的形態 身高：205.0cm 體重：97.0kg 拳擊力：22.0t 踢擊力：28.1t 跳躍力：53.3m 行動速度：100m / 2.3秒 | 全身以白色、黑色、灰色和紫色為主，外型和Level 2除了素體顏色之外一模一樣。 | 比起同外型異色素體的Level 2還要強大外，所展開的遊戲領域能夠抑制崩源體病毒的成長，甚至接觸崩源體就能使其強制降級，同時始源卡帶可以無視等級命中攻擊並且產生傷害，但由於等級0 被擊中必殺技很容易GAME OVER，因此卡帶也搭載了續關性能，總達99命。                      | Mighty Critical Strike 原文： |
| Zombie Action Gamer Level X - 0 喪屍躍動玩家 Level X - 0             | 原文： 使用「Proto Mighty Action X」始源卡帶狀態時搭配「Dangerous Zombie」卡帶「Grade X Zero」變身的不死升級形態 身高：205.0cm 體重：115.5kg 拳擊力：81.9t 踢擊力：88.8t 跳躍力：66.6m 行動速度：100m / 1.4秒                                                               | 以白色、黑色和銀色為主，外型除了腰帶和血量槽外和喪屍玩家一模一樣。        | 基礎能力為動作玩家（等級0）和喪屍玩家（等級X）的綜合體，不過不再具有原本的喪屍玩家具有的不死身（胸口不再顯示全空的血量槽，而是滿血的紅色血量槽），而是和等級0的動作玩家一樣能不斷接關                                                                             | Dangerous Critical Strike 原文： |
| God Maximum Gamer Level Billion 神極限玩家 Level Billion             | 更多 ： EX-AID Trilogy Another·Ending § 假面騎士Genm VS Lazer | 更多 ： EX-AID Trilogy Another·Ending § 假面騎士Genm VS Lazer             | 更多 ： EX-AID Trilogy Another·Ending § 假面騎士Genm VS Lazer | 更多 ： EX-AID Trilogy Another·Ending § 假面騎士Genm VS Lazer |
| Proto Sports Action Gamer Level 0 原型運動動作玩家 Level 0           | 原文： 使用「Proto Mighty Action X」卡帶狀態時搭配「Proto Shakariki Sports」卡帶武裝升級的形態 | 全身以灰色、黑色和白色為主                                                | 於月刊雜誌《てれびくん》特別篇DVD中登場。 | |
| Wizard Gamer Level 1 Wizard玩家 Level 1                              | 更多 ： 假面騎士Genm § 本作限定登場假面騎士/形態 | 更多 ： 假面騎士Genm § 本作限定登場假面騎士/形態                          | 更多 ： 假面騎士Genm § 本作限定登場假面騎士/形態 | 更多 ： 假面騎士Genm § 本作限定登場假面騎士/形態 |
| Wizard Gamer Level 2 Wizard玩家 Level 2                              | 更多 ： 假面騎士Genm § 本作限定登場假面騎士/形態 | 更多 ： 假面騎士Genm § 本作限定登場假面騎士/形態                          | 更多 ： 假面騎士Genm § 本作限定登場假面騎士/形態 | 更多 ： 假面騎士Genm § 本作限定登場假面騎士/形態 |
| Proto Sports Action Gamer Level 0 喪屍玩家 Level X（托特瑪外裝型態） | 原文： 使用「Buggle Driver」時搭配「Dangerous Zombie」卡帶變身並吸收托特瑪之力後的強力不死形態 身高：225.5cm 體重：145.5kg 拳擊力：96.9t 踢擊力：96.9t 跳躍力：96.9tm 行動速度：100m / 0.96秒                                                                               | 全身以金色、銀色、黑色和白色為主                                          | 於假面戰隊五騎士中登場。 | |

#### 專屬武裝
- Gashacon Bugviser（台譯：缺陷產生儀）

原文：
為假面騎士Genm專用的手持武器，一般為平板模式。可變換雷射槍與電鋸兩種轉換模式。
另外同時可作為崩源體的變身器。
雷射槍模式的聲效『Chu Dōn!』；電鋸模式的聲效『Gyu Īn!』（台譯：撕裂）
- Gashacon Sparrow

原文：
原為假面騎士Lazer專用的武器，第12集被Genm奪走並由喪屍玩家Level X使用，第23集敗於Ex-Aid Level MAX極限玩家後由Ex-Aid撿到「戰慄武士決鬥」卡帶。
- Gashacon Sword

原文：
原為假面騎士Brave專用武器，第16集被Genm奪走並由喪屍玩家Level X使用，第19集敗於Brave Level 50奇幻玩家後再給Brave奪回。
- Gashacon Bugviser II

原文：
Gashacon Bugviser的改良版本，除了顏色改為青綠色外，外觀及性能皆相同。「II」的發音為「Zwei」（德語中的「2」）。Genm所使用的這部並非檀黎斗持有，而是向Poppy借用的。
- Gashacon Breaker

原文：
本為假面騎士Ex-Aid專用的近戰武器。可變換劍與槌兩種武器模式。在檀黎斗作為崩源体復活後就開始由Genm使用，但沒有說明是從永夢處拿來還是黎斗自己持有，亦沒有說明Genm是否一開始就持有，不過在True Ending中黎斗曾在永夢不在現場的情況下使用此武器，所以應該是黎斗自己持有。
劍模式的聲效『Ja Kīn!』（原文：ジャ・キーン！）；槌模式的聲效『Ba Kōn!』（原文：バ・コーン！）

### 假面騎士Para-DX
變身者：帕拉德 / 寶生永夢（替身演員：岡田和也、CV：甲斐翔真 / 飯島寛騎）
原文： / Kamen Rider Para-DX
本身具有的特殊能力:攻擊時可以暫停對手的防禦手段並且可以無視防禦直接給對手傷害。

#### 變身模式
| 形態名稱                                               | 簡介 | 外觀                                          | 能力 | 必殺技 |
| Puzzle Gamer Level 50 解謎玩家 Level 50                | 原文： 使用「Gashat Gear Dual」中「Perfect Puzzle」卡帶變身的形態 身高：200.5cm 體重：110.5kg 拳擊力：59.0t 踢擊力：68.5t 跳躍力：62.0m 行動速度：100m / 1.9秒                              | 全身以藍色、黑色和黃色為主                    | 變身時會將原本是隱藏起來的能量道具全部顯示出來，能將遊戲領域裏面的所有能量道具據爲己有，並可將能量道具組合之後能使用多於一個能量道具，而且更能將虛擬化的拼圖作爲防護盾，也可以發射類似拼圖的光彈進行遠程攻擊，本身以踢技的近身戰為主。 | Perfect Critical Combo 原文： Para-DX所屬的騎士踢。 配合能量道具「伸縮化」和「跳躍強化」加强跳躍力，力量集中在雙脚後可左右脚如橡膠般延續伸展向敵人作出踢擊。 配合能量道具「肌肉化」和「高速化」增强威力及速度，在超高速下接近敵人並施展強力踢擊。 配合能量道具「肌肉化」三枚全身氣場強化，施展出超強化過的踢擊。 配合能量道具「鋼鐵化」和「肌肉化」兩枚，施展蓄含能量的踢擊。 配合能量道具「高速化」、「跳躍強化」和「肌肉化」連續般下快速攻擊把敵人擊至半空中後，追加踢擊攻擊。 |
| Fighter Gamer Level 50 鬥士玩家 Level 50               | 原文： 使用「Gashat Gear Dual」中「Knock Out Fighter」卡帶變身的形態 身高：201.5cm 體重：110.5kg 拳擊力：64.0t 踢擊力：68.5t 跳躍力：62.0m 行動速度：100m / 1.9秒                           | 全身以紅色、黑色和黃色為主                    | 解謎玩家的肩甲Materialize Smasher會轉移到手上變成拳套，能加强搏擊能力，以拳技為主的近身戰，使用拳擊時拳套武器Materialize Smasher的引火裝置可發出火焰攻擊對手。                                                                         | Knock Out Critical Smash 原文： Para-DX所屬的騎士拳。力量集中在雙拳後可對敵人作出附帶火焰的連環拳擊。 另外一個為將力量完全集中在右手再向作出一次性致命的拳擊。 |
| Perfect Knock Out Gamer Level 99 完美擊倒玩家 Level 99 | 原文： 使用「Gamer Driver」時搭配「Gashat Gear Dual」卡帶狀態時「MAX大變身」升級變身的強化形態 身高：201.0cm 體重：102.1kg 拳擊力：90.0t 踢擊力：94.4t 跳躍力：92.6m 行動速度：100m / 1.2秒 | 全身以紅色、藍色、金色和黑色為主              | 同時具備解謎玩家的道具操作能力及鬥士玩家的攻擊力，為能力在解謎玩家和鬥士玩家之上的強化戰鬥型態。 | Perfect Knock Out Critical Bomber 原文： Perfect Critical Finish 原文： Knock Out Critical Finish 原文： Knock Out Critical Smash 原文： |
| Double Fighter Gamer Level 39 雙重鬥士玩家 Level 39    | 原文： 使用「Knock Out Fighter 2」卡帶時分裂變身的形態 身高：201.5cm 體重：110.5kg 拳擊力：39.0t 踢擊力：63.9t 跳躍力：53.9m 行動速度：100m / 3.9秒                                         | 外型和鬥士玩家 level 50完全一樣，只有腰帶不同 | 於月刊雜誌《てれびくん》特別篇DVD中登場。 | Knock Out Critical Knuckle 原文： |

#### 專屬武裝
- Gear Holder

原文：
為假面騎士Para-DX專用的卡帶放置夾。
- Materialize Smasher

原文：
為假面騎士Para-DX鬥士玩家所使用的拳套武器，同時也是解謎玩家的肩甲。
- Gashacon Para Breakgun

原文：
為假面騎士Para-DX完美擊倒玩家Level 99的專用武器，可變換斧與槍兩種武器模式。
斧模式的聲效『Zu gōn！』，與其他騎士的武器不同處在於可藉由使用按鈕的次數對敵方打擊造成該次數的傷害。
槍模式的聲效『Zu gān！』，與斧模式同樣可藉由使用按鈕的次數對敵方射擊該次數的彈藥發數，且具有連射及彎曲子彈的能力。

### 騎士玩家
變身者：一般市民 / 天崎戀/ 西馬妮可 / 鏡灰馬（CV：/ 小手伸也 / 黑崎莉奈 / 博多華丸）
原文： / Ride-Player

#### 變身模式
| 形態名稱                      | 簡介 | 外觀                                                                                         | 能力 | 必殺技                                                                            |
| Ride-Player 騎士玩家          | 原文： 直接使用「Kamen Rider Chronicle」卡帶變身的形態 身高：198.0cm 體重：96.1kg 拳擊力：5.0t 踢擊力：9.0t 跳躍力：25.0m 行動速度：100m / 8.0秒   | 全身以卡其色、杏黃色、黑色和白色為主                                                         | 基礎等級為一，具體升級方式不明。除了等級低外，能力也比假面騎士們較弱，另外彼此存在實力上的個體差異 由西馬妮可變身時身上裝飾了她自己平常佩戴的飾品，本身擁有比Level 5的騎士還強的實力。 能搶奪其他假面騎士的變身用卡帶來暫時強化或使用武器。 胸部的面板不顯示血量，可誘導使用者無視身體極限戰鬥。此外也能誘導變身者下意識迴避假面騎士們的攻擊。 不像一般騎士具備安全措施，另外卡帶本身會遮斷身體對傷害的感知，故變身者通常無從得知自己的身體狀況。 除了因為變身者本身實力而有著力量差距外，變身者也可以依照自我意識來調整能力分配，但是每次只能強化一樣。 由於遊戲類型為「奪寶」，因此變身時變身者將只能得知和遊戲進行有關的資訊，其餘感覺將全數被封鎖。 雖然一般來說量產騎士的外型都差不多，但騎士玩家首次出現了外型會因為變身者自己的體型影響而有體型差異的設定。 |                                                                                   |
| Ride-Player Nico 騎士玩家妮可 | 原文： 直接使用「Kamen Rider Chronicle」卡帶變身的形態 身高：198.2cm 體重：98.4kg 拳擊力：21.7t 踢擊力：27.3t 跳躍力：32.5m 行動速度：100m / 2.5秒 | 全身以卡其色、杏黃色、黑色和白色為主，身上並貼有妮可自己貼上的貼紙以及配戴妮可的帽子和背包。 | 基礎等級為一，具體升級方式不明。除了等級低外，能力也比假面騎士們較弱，另外彼此存在實力上的個體差異 由西馬妮可變身時身上裝飾了她自己平常佩戴的飾品，本身擁有比Level 5的騎士還強的實力。 能搶奪其他假面騎士的變身用卡帶來暫時強化或使用武器。 胸部的面板不顯示血量，可誘導使用者無視身體極限戰鬥。此外也能誘導變身者下意識迴避假面騎士們的攻擊。 不像一般騎士具備安全措施，另外卡帶本身會遮斷身體對傷害的感知，故變身者通常無從得知自己的身體狀況。 除了因為變身者本身實力而有著力量差距外，變身者也可以依照自我意識來調整能力分配，但是每次只能強化一樣。 由於遊戲類型為「奪寶」，因此變身時變身者將只能得知和遊戲進行有關的資訊，其餘感覺將全數被封鎖。 雖然一般來說量產騎士的外型都差不多，但騎士玩家首次出現了外型會因為變身者自己的體型影響而有體型差異的設定。 | Nico Critical Kick 原文： Nico Critical Punch 原文： Rider Critical Finish 原文： |

#### 專屬武裝
- Ride Weapon

原文：
為騎士玩家的專用武器，可變換劍與槍兩種模式。
- Gashacon Magnum

原文：
原為假面騎士Snipe專用武器，第41集騎士玩家妮可利用其給予古納法崩原體最後一擊。

### 假面騎士Poppy
變身者：仮野明日那 / Poppypipopapo （替身演員：內川仁朗、CV：松田瑠華） 
原文： / Kamen Rider Poppy

#### 變身模式
| 形態名稱                                            | 簡介 | 外觀                                                                                 | 能力 | 必殺技                                                     |
| Toki Meki Crisis Gamer Level X 心動危機玩家 Level X | 原文： 使用「Buggle Driver II」時搭配「Tokimeki Crisis」卡帶變身的形態 身高：199.0cm 體重：88.5kg 拳擊力：60.3t 踢擊力：70.1t 跳躍力：64.0m 行動速度：100m / 1.7秒 | 全身以粉紅色、黃色、白色和灰色為主，另外分別以紅眼及藍眼代表遭到控制及恢復正常的狀態 | 以對敵人的好感度來變化攻擊力，好感度越低攻擊傷害越高，反之好感度越高攻擊傷害越低，以身體做出體操般的近戰為主。 | Toki Meki Critical Strike 原文： Critical Crews-Aid 原文： |

#### 專屬武裝
- Gashacon Bugviser II

原文：
Gashacon Bugviser的改良版本，除了顏色改為青綠色外，外觀及性能皆相同。「II」的發音為「Zwei」（德語中的「2」）。

### 假面騎士Cronus
變身者：檀正宗 / 花家大我（替身演員：淺井宏輔、CV：貴水博之 / 松本享恭） 
原文： / Kamen Rider Cronus
此騎士被檀黎斗稱為「傳說的戰士」，是為了打倒最終首領「蓋姆迪烏斯」崩源體的存在，並於變身時可以改變遊戲領域的天氣。此騎士變身條件需要有承載各種崩源體的完美抗體才可以變身。

#### 變身模式
| 形態名稱                                                | 簡介 | 外觀                                                           | 能力 | 必殺技                                                                                          |
| Chronicle Gamer 編年史玩家                              | 原文： 使用「Buggle Driver II」時搭配「Kamen Rider Chronicle」卡帶變身的形態 身高：205.0cm 體重：101.0kg 拳擊力：110.0t 踢擊力：120.7t 跳躍力：96.0m 行動速度：100m / 0.96秒                                      | 全身以淺綠色、黑色和銀色為主                                   | 可操控遊戲領域內的時間，使用此能力時兩側的肩甲可以將周圍空間隔離而讓自身以外的所有事物進行時間操控，目前不清楚此能力的極限。發動此一能力的狀態下，如果擊殺對手即會永遠的將對手封鎖在「Game Over」的瞬間，永遠無法續命復活，即使是崩源體也是如此，並能將遊戲領域裏面的所有能量道具據爲己有和自由出入遊戲世界的能力，本身擁有讓攻擊力量在100t以下的傷害視為無效。此外，花家大我本身不是完全抗體，所以變身此型態的時間不長。                                      | Critical Crews-Aid 原文： Critical Sacrifice 原文： Critical Judgement 原文：                   |
| Gamedeus Cronus 蓋姆迪烏斯克洛諾斯                      | 原文： 吸收「蓋姆迪烏斯」崩源體的數據在使用「Buggle Driver II」時搭配「Kamen Rider Chronicle」卡帶變身的強化形態 身高：205.0cm 體重：102.0kg 拳擊力：119.0t 踢擊力：124.0t 跳躍力：108.0m 行動速度：100m / 0.89秒 | 全身以亮金色、紅色、黑色和銀色為主                             | 同時兼具假面騎士Cronus和蓋姆迪烏斯崩源體之力的最惡騎士，因此兩方的能力皆能使用而不會有因為蓋姆迪烏斯病毒排斥影響，擁有壓制無敵玩家的實力並擁有幻化成病毒的高速移動能力，而自身所受到的傷害持續增加時，可激活身體裡面的蓋姆迪烏斯病毒並變成超蓋姆迪烏斯。 | Critical Crews-Aid 原文： Critical Sacrifice 原文： Critical Judgement 原文： 紅蓮爆龍劍 原文： |
| Cronus（Hanaya Taiga Version） 克洛諾斯（花家大我Ver.） | 原文： 使用玩家驅動器搭配兩枚「Kamen Rider Chronicle」卡帶變身的型態 身高：205.0cm 體重：101.0kg 拳擊力：110.0t 踢擊力：120.7t 跳躍力：96.0m 行動速度：100m / 0.96秒                                              | 全身以淺綠色、黑色和銀色為主，本身除了腰帶外都與編年史玩家無異 | 由花家大我使用玩家驅動器及兩枚「假面騎士編年史」卡帶所變身的型態。有著大我本人保存著的所有戰鬥的記錄，可應對各種崩源體的力量，並能自由使用所有騎士配備的武器。雖無法進行「Pause」等能力，但因與編年史玩家型態相似，兩側的肩甲同樣可以將周圍空間隔離，所以仍有在「Pause」的能力下活動的能力。因為大我本身不是完全抗體變身加上使用的兩枚卡帶的負擔太大(雖然說複製版能力一定不如正版)，則無法發揮Cronus的完全力量，攻擊時也隨者攻擊次數的增加力量數值也會上升5%。 | Critical Crews-Aid 原文：                                                                       |

#### 專屬武裝
- Gashacon Bugviser II

原文：
Gashacon Bugviser的改良版本，除了顏色改為青綠色外，外觀及性能皆相同。「II」的發音為「Zwei」（德語中的「2」）。
- Deus Rusher

原文：
蓋姆迪烏斯崩源體專屬的劍型武器，蓋姆迪烏斯克洛諾斯和編年史玩家亦可使用。
- Deus Rampart

原文：
蓋姆迪烏斯崩源體專屬的盾型武器，蓋姆迪烏斯克洛諾斯和編年史玩家亦可使用。

### 假面騎士Lazer Turbo
變身者：九条貴利矢（替身演員：藤田慧、CV：小野塚勇人）
原文： / Kamen Rider Lazer Turbo

#### 變身模式
| 形態名稱                                                   | 簡介 | 外觀                                                                                             | 能力 | 必殺技 |
| Bike Gamer Level 0 機車玩家 Level 0                        | 原文： 使用「Bakusou Bike」卡帶狀態時「零檔」變身的全新形態 身高：202.0cm 體重：98.0kg 拳擊力：23.0t 踢擊力：29.0t 跳躍力：52.1m 行動速度：100m / 2.1秒                            | 全身以黃色、粉紅色、白色、黑色和灰色為主，外型不再是過往的機車造型，而是和一般假面騎士相同的人型 | 與Genm 動作玩家 Level 0的同樣能夠抑制崩源體病毒的成長，另外能力也較優於假面騎士Lazer全部型態，與始源卡帶同樣能無視等級可以命中攻擊，並且產生傷害。                                              | Bakusou Critical Strike 原文： Giri Giri Critical Finish 原文：ギリギリクリティカルフィニッシュ 配合專屬武器「Gashacon Sparrow」。鐮模式發動時，會有車輪狀的鏈鋸攻擊 |
| Proto Sports Bike Gamer Level 0 原型自行車機車玩家 Level 0 | 原文： 使用「Bakusou Bike」卡帶狀態時搭配「Proto Shakariki Sports」卡帶武裝升級的形態 身高：202.0cm 體重：105.2kg 拳擊力：69.7t 踢擊力：79.2t 跳躍力：68.1m 行動速度：100m / 1.3秒 | 全身以灰色、白色、黑色、粉紅色和黃色為主                                                         | 以「Bike Gamer Level 0」作爲基礎再以「Proto Sports Gamer」進行武裝的速度型形態，由於使用原型卡帶，能力方面則更加強勁，與假面騎士Genm運動動作玩家 Level 3不同的是本身的速度擁有跟高速化相抗衡。  | Shakariki Critical Strike 原文： Bakusou Critical Strike 原文： |
| Proto Combat Bike Gamer Level 0 原型空戰機車玩家 Level 0   | 原文： 使用「Bakusou Bike」卡帶狀態時搭配「Proto Jet Combat」卡帶武裝升級的形態 身高：202.0cm 體重：125.0kg 拳擊力：70.6t 踢擊力：80.9t 跳躍力：62.9m 行動速度：100m / 1.8秒       | 全身以黑色、白色、銀色、粉紅色和黃色為主                                                         | 以「Bike Gamer Level 0」作爲基礎再以「Proto Combat Gamer」進行武裝的飛行型形態，由於使用原型卡帶，能力方面則更加強勁，與假面騎士Snipe戰爭射擊玩家 Level 3不同的是本身的操控技巧會比前者還靈活。 | Jet Critical Strike 原文： |

#### 專屬武裝
- Gashacon Sparrow

原文：
為假面騎士Lazer專用的雙手武器，可變換弓與鎌兩種攻擊模式。
弓模式的聲效『Zu Dōn!』（原文：ズ・ドーン！）；鎌模式的聲效『Zu Pān!』（原文：ス・パーン！）
- Gashacon Bugviser II

原文：
Gashacon Bugviser的改良版本，除了顏色改為青綠色外，外觀及性能皆相同。「II」的發音為「Zwei」（德語中的「2」）。貴利矢為了利用新檀黎斗培養疫苗而自Poppy手中借用。

### 其他（影集以外作品）

#### 蓋姆迪烏斯無敵
變身者：蓋姆迪烏斯崩源體（替身演員：   CV：菅原正志）
原文： / Gamedeus Muteki

##### 變身模式
| 形態名稱              | 簡介 | 外觀                                                                                     | 能力 | 必殺技 |
| Muteki Gamer 無敵玩家 | 原文： 蓋姆迪烏斯自身的進化樣貌，將無敵玩家的能力複製過來的型態。 身高：202.0cm 體重：kg 拳擊力：t 踢擊力：t 跳躍力：m 行動速度：100m / 秒 | 全身以灰色、黑色、藍色、紅色為主。除了顏色外，樣貌與腰帶甚至是騎士卡帶都與無敵玩家無異。 | 蓋姆迪烏斯崩源體因多次被無敵玩家擊倒後，以再生復活時所誕生具有無敵抗體的型態，也是目前為第一位擊敗無敵玩家並打至解除變身的戰士，假面騎士EX-AID最終舞台劇限定登場。 |        |

## 輔助工具

### 變身道具
【「■■」代表主騎士卡帶所屬音效，詳情請見「騎士卡帶（Rider Gashat）」；「▲▲」代表騎士卡帶首個字詞，例如「Mighty Action X」為「Mighty」、「Taddle Quest」為「Taddle」；「●●」代表次騎士卡帶所屬音效；「XX」代表Buggle Driver和Gashat Gear Dual的必殺技音效】
- 玩家驅動腰帶

原文： / Gamer Driver
音效：影山浩宣
本作假面騎士專用變身腰帶。
用作引導騎士卡帶的力量，變身成所屬卡帶戰鬥風格的戰士，並將電玩遊戲領域實體化為遊戲病患者執行手術。
內藏的裝置具有轉移戰鬥數據至腰帶的開發公司，以作自動提供補丁下載和安裝以解決系統故障；另外具有影像投射功能，除了投影遊戲場面及選單外，為了刻意加強戰鬥趣味性而在攻擊敵人時會投影出帶有電玩特色的視覺特效。
左方帶有接入騎士卡帶之用的雙插槽「Main Gashat Slot」，要先接入於內側區的插槽和發出「Gashat!」（原文，台譯：「插卡！」）音效後，再自行發出音效「Let's Game! Metcha Game! Mutcha Game! What's your name!! I'm a Kamen Rider!!」（原文，中文為「開玩！玩整天！玩翻天！報上名來！？我是假面騎士！！」）以進行最初「Level 1」變身程序戰鬥。
傳說假面騎士卡帶「Level 1」變身音效為 「Let's Ride! Metcha Ride! Mutcha Ride! What's your Ride!? I'm a Legend Rider!」（原文，中文為「來吧騎士！超級騎士！極致騎士！哪位騎士！？我是傳說騎士！」）
拉開置中的手把「Actuation Lever」和發出「Gachan! Level Up! ■■!」（原文，台譯：「開機！等級提升！■■！」）音效後以變身進階形態「Level 2」程序。
再插入次騎士卡帶時先將手把合回再打開就會發出「Gachan! Level Up! ■■! I get you ●●!」（原文）音效後完成武裝形態「Level 3」起的程序。
使用雙重卡帶插入雙插槽「Main Gashat Slot」和發出「Double Gashat!」（原文）音效後，拉開置中的手把「Actuation Lever」和發出「Gachan! Level Up! ■■!」（原文）音效後以變身進階形態「Level X」程序。
再次將手把合回再打開就會發出「Gachan! Double Up! ■■!」（原文）音效後完成分裂形態「Level XX」起的程序。
轉動「Gashat Gear Dual Beta」上的手把至相應方向，使用「Gashat Gear Dual Beta」插入雙插槽「Main Gashat Slot」和發出「Dual Gashat!」（原文）音效後，拉開置中的手把「Actuation Lever」，發出「Gachan! Dual Up! ■■!」（原文）音效後以變身進階形態「Level 50」程序。
使用「Gashat Gear Dual」插入雙插槽「Main Gashat Slot」和發出「Dual Gashat!」（原文）音效後，拉開置中的手把「Actuation Lever」和發出「Gachan! Muzzle Up! ■■!」（原文）音效後以變身進階形態「Level 99」程序。
使用「Maximum Mighty X」卡帶插入雙插槽「Main Gashat Slot」和發出「Maximum Gashat!」（原文）音效後，拉開置中的手把「Actuation Lever」和發出「Gachan! Level Max! ■■!」（原文）音效後以變身進階形態「Level 99」程序。
手把「Actuation Lever」音效為「Gachon!」（原文，台譯：「關機！」）；取出卡帶音效為「Gashun!」（原文，台譯：「拔卡！」）
在「Kimewaza Slot」附近按下按鈕即發出音效「Stage Select」（原文），此時發動者不但可選擇遊戲場面進入遊戲領域，更可強制將目標帶入遊戲領域。戰鬥完後（無論戰勝或戰敗）變身者將返回發動「Stage Select」前的地方。
發動必殺技時先將騎士卡帶接入左腰裝置插槽「Kimewaza Slot」內，發出音效「Gashat!」（原文）後再按下附帶按鈕和發出「Kimewaza!」（原文「，即是；中文為「絕招！」）」音效，再發出「▲▲ Critical Strike!」（原文，台譯：「▲▲ 超強襲衝鋒！」）以完成發動程序；最後完成整個必殺技後會自行發出「Kaishin no Ippatsu!」（原文，即是；中文為「猛烈一擊！」）。
「Level XX」時再次將手把「Actuation Lever」合回，發出「Kimewaza!」（原文「，即是；中文為「決勝技！」）」音效後，再打開手把發出「Gachan! ▲▲ Double Critical Strike!」（原文）以完成發動程序。
「Level 50」時再次將手把「Actuation Lever」合回，發出「Kimewaza!」（原文「，即是；中文為「決勝技！」）」音效後，再打開手把發出「Gachan! ▲▲ Critical XX」（原文）以完成發動程序。
「Level 99」時再次將手把「Actuation Lever」合回，發出「Urawaza!」（原文「，即是；中文為「 隱藏技！」）」音效後，再打開手把發出「Gachan! ▲▲ Critical XX」（原文）以完成發動程序。
發動武器必殺技時先將騎士卡帶接入專屬武器的插槽「Kimewaza Slot」內，發出音效「Gashat!」（原文，台譯：「插卡！」）後再按下附帶按鈕和發出「Kimewaza!」（原文，即是；中文為「絕招！」）音效，再發出「▲▲ Critical Finish!」（原文，台譯：「▲▲ 超強襲終結！」）以完成發動程序。
「Rider Gauge」達至零時會發出「Game Over」的音效。
- Buggle Driver

原文：
假面騎士Genm的專用裝備，「Gashacon Bugwiser」與崩源體扣帶組合而成的腰帶。組合音效為「Gachon!」（原文）。
右方帶有接入騎士卡帶之用的插槽「Gashat Slot」，要先接入騎士卡帶和發出「Gashat!」（原文）音效後，按下插槽旁的紅色按鈕「Buggle Up Trigger」和發出「Buggle Up! ■■!」（原文）音效後以變身進階形態「Level X」程序。必殺技發出「Critical XX!」（原文）以完成發動程序。
- Buggle Driver II

原文：
音效：諏訪部順一
假面騎士Poppy、假面騎士Cronus及假面騎士LazerX變身用裝備，「Gashacon Bugwiser II」與崩源體扣帶II組合而成的腰帶，除了顏色改為青綠色外，外觀及性能皆相同。「II」讀作「Zwei（德語中的「2」）」。
於外傳《EX-AID Trilogy Another・Ending 假面騎士Genm VS Lazer》為了阻止檀黎斗，由檀正宗將該驅動器托付給了九條貴利矢。
- Gashacon Bugwiser（台譯：缺陷產生儀）

原文：
幹部級（古納法及拉夫利卡）崩源體的變身器，同時也是假面騎士Genm的專用武器。
於《假面騎士平成Generations Dr.Pac-Man對EX-AID&Ghost with 傳說騎士》中該武器一度被財前美智彥連同原型卡帶一同奪走，在使用哈特納崩源體體內重組遺傳因子及該武器結合後，變成了蓋諾姆斯崩源體。
套上手環時的音效為「Infection!」（原文；中文為「感染！」），再自行發出音效「Let's Game! Bad Game! Dead Game! What's your name!? The !!」（原文「レッツゲーム！バッドゲーム！デッドゲーム！ワッチャネーム！？ザー バグスター！！」，中文為「開玩！玩上癮！玩到死！報上名來！？我是崩源體！！」）以完成變身程序。
- Gashacon Bugwiser II

原文：
Gashacon Bugwiser的改良版本，除了顏色改為青綠色外，外觀及性能皆相同，跟一代不一樣的是此驅動器只能是純崩源體或者是完全抗體的人類才可使用，若是沒有完全抗體的人類使用會感染大量病毒死亡，轉換成崩源體的人類使用則會隨著使用時間過長而失去身體消失。
- Gashat Gear Dual

原文：
假面騎士Para-DX的專用騎士卡帶組合及變身器，內含「Knock Out Fighter」與「Perfect Puzzle」卡帶。
轉動「Gashat Gear Dual」上的手把至相應方向和發出手把音效後，按下卡帶按鈕再發出「Dual Up! ■■!」（原文）音效後以變身進階形態「Level 50」程序。
發動必殺技時轉動「Gashat Gear Dual」上的手把至相應方向和發出「Kimewaza!」（原文「，即是；中文為「決勝技！」）」音效後，將「Gashat Gear Dual」接入右腰雙插槽「Gear Holder」發出「Dual Gashat!」（原文）音效後，再發出「▲▲ Critical XX!」（原文）以完成發動程序。
- Gashat Gear Dual Beta

原文：
假面騎士Brave與Snipe的專用騎士卡帶組合，內含「Taddle Fantasy」與「Bang Bang Simulations」卡帶。
是以「Taddle Quest」和「Bang Bang Shooting」兩款卡帶資料為基礎的升級版本。原先只有一枚卡帶供應兩人使用，所以飛彩與大我必須輪流交換才行，直到第31話由檀黎斗給予大我第二枚後才可個別獨自使用。
- Gashat Gear Dual Another

原文：
假面騎士 Another Para-DX專用騎士卡帶組合及變身器，變身方面與假面騎士Para-DX類似。

### 能量道具
有關參考：用語
- 高速化（Speeding-Up） → 一定時間內進行高速移動。
- 鋼鐵化（Iron-Body） → 一定時間內身體變化成鋼鐵，使敵人的任何攻擊都無效化，但遭到傷害超過防禦的必殺技擊中仍會造成傷害，同時也能強化於武器上提升威力。
- 挑釁（Instigate） → 挑釁敵人，使其攻擊自己。
- 跳躍強化（High-jump） → 大幅度提升跳躍能力，配合踢擊的必殺技可以增強威力。
- 肌肉化（Muscular） → 一定時間內威力增強。
- 縮小化（Shrink） → 使用後縮小形體，能夠給崩源體使用。
- 發光（Shine） → 全身發光，使對手眼睛無法睜開。
- 聖誕節（Christmas） → 使用後變化成聖誕節裝扮，另外會使遊戲領域下起雪。（特殊節日才有的限定能量道具）
- 伸縮化（Scaling） → 使用後身體可伸縮並可以和橡皮一樣躲開任何物理攻擊。
- 透明化（Invisible） → 使用後身體透明。
- 混亂（Confusion） → 使意識混亂並轉向攻擊自己人，可給玩家(敵方)使用造成暈眩。
- 回復（Recover） → 使受到攻擊的傷害恢復。
- 逆轉（Reverse） → 將敵人的體力與自身逆轉過來。
- 巨大化（Giant） → 使用後使身體巨大化。
- 分身化（Separation） → 使用後出現數個分身，而分身會做出與本尊相同的動作。
- 反射（Reflect） → 使用後可反彈敵人的攻擊。
- 儲存（Save） → 使用後可免於被「幪面超人編年史」的重置能力影響把之前所奪得或設計的東西（主要為卡帶）消失。
- 液態化（Liquefaction）
- 暗黒（Dark）
- 睡眠（Sleep）
- 幸運（Fortune）
- 平面化（Flatten）
- 氣球化（Balloon-Body） → 使用后身体会膨胀成气球一样
- 搞笑（Gag） → 使用后会发出难听的歌声以作声波攻击
- 大前輩
- 友情
- Ex-Aid（Ex-Aid） → ex-aid使用后会增强脚力
- Ghost x Ex-Aid（Ghost x Ex-Aid） → 使用后会制造出ex-aid眼魂
- 模仿（Disguise） → 使用后会伪装成崩源體病毒的外表
- 魅力（Fascination）
- 搭档（partner）
- 预知（Prediction）
- 停止（Halt）
- 终末（The End）

### Gama
有關參考：用語

## 騎士卡匣（Rider Gashat）
有關參考：用語
| 英文名稱                                                             | 日文名稱 | 中文名稱                                                      | 遊戲類型          | 玩家                 | 對應等級                                   | 備註 | |
| -------------------------------------------------------------------- | -------- | ------------------------------------------------------------- | ----------------- | -------------------- | ------------------------------------------ | --- | --- |
| MIGHTY ACTION X                                                      |          | 麥提行動X                                                     | 動作 遊戲         | EX-AID               | Level 1 － Level 2                         | 變身成 動作玩家。 開啟Level 2時音效為「Mighty Jump! Mighty Kick! Mighty Mighty Action X!」 （日文原文！」，台灣翻譯為「麥提跳！麥提踢！超級麥提行動X！」）。 本篇第1話中成功通關。 | |
| GEKITOTSU ROBOTS                                                     |          | 機戰大衝突                                                    | 機器人動作 遊戲   | EX-AID               | Level 3                                    | 變身成 機械動作玩家。 開啟Level 3時音效為「Buttobase! Totsugeki! Gekitotsu Punch! Gekitotsu Robots!」 （日文原文，中文意思「打飛！突擊！重擊重拳！機戰大衝突！」）。 本篇第5話中成功通關。 本篇第9話中假面騎士Snipe用來施放必殺技。 | |
| MIGHTY BROTHERS XX                                                   |          | 麥提兄弟XX                                                    | 雙人動作 遊戲     | EX-AID               | Level X － Level XX                        | 變身成 雙重動作玩家。 開啟Level X時音效為「Mighty! Brothers! Futari de Hitori! Mighty! Brothers! Futari de Victory! X!」 （日文原文！」，中文意思「麥提・兄弟！兩人即是一人！麥提・兄弟！兩人即是勝利！X！」）。 開啟Level XX時音效為「Ore ga Omae de! Omae ga Ore de! (We are) Mighty, Mighty Brothers! Double X!」 （日文原文，中文意思「你就是我！我就是你！（我們是！）麥提・超級・兄弟（耶咿！）XX！」）。 劇場版《假面騎士平成Generations Dr.Pac-Man對EX-AID&Ghost with 傳說騎士》中為Mighty Action X與Proto Mighty Action X兩枚騎士卡帶在特殊情況下合體誕生出的。 本篇第13話則是在永夢使用帕拉德給的黑色不明卡帶後並由此卡帶變化而成。 | |
| JU JU BURGER                                                         |          | 美味特級漢堡                                                  | 漢堡動作 遊戲     | EX-AID               | Level 4                                    | 變身成 漢堡動作玩家。 開啟Level 4時音效為「Bur~ger~ Bur~ger~ Ju Ju Burger!」 （日文原文，中文意思「漢堡！漢堡！美味特級漢堡！」）。 本篇第17話中成功通關。 目前此卡帶為Para-DX所持有。 | |
| MAXIMUM MIGHTY X                                                     |          | 封頂麥提X                                                     | 機甲模擬 遊戲     | EX-AID               | Level 99                                   | 變身成 極限玩家。 待機音效為「Saidaikyuu no Powerful Body! Dariragan! Dagozuban!」 （日文原文，中文意思「能力滿點氣力不絕！主角威能！無人能敵！」）。 開啟Level 99時音效為「Maximum Power X!」 （日文原文，中文意思「封頂超強力X！」）。 此騎士卡帶是由帶有遺傳重組資料的銀白色卡帶變化而成。 | |
| HYPER MUTEKI                                                         |          | 超無敵                                                        | 無雙 遊戲         | EX-AID               | 超越等級概念                               | 變身成 無敵玩家。 變身音效為「Kagayake Ryuusei no Gotoku! Ougon no Saikyo Gamer! Hyper Muteki Ex-Ai~d!」 （日文原文，中文意思「如流星般閃耀！最強黃金玩家！終極無敵EX-AID！）。 此騎士卡帶必須與「封頂麥提X」卡帶結合才能變身為無敵玩家，而單獨使用則是進入10秒的無敵模式。 此騎士卡帶由檀黎斗於第35話時開發完成，主要目的在於對抗假面騎士Cronus的「Pause」能力，第40話一度因檀正宗使用「Reset」能力下消失不見，但在第41話因檀黎斗再次開發的關係重新回到永夢手上，並且在卡帶內追加存檔功能，可對抗假面騎士Cronus的「Reset」能力。 | |
| MIGHTY CREATOR VRX                                                   |          | 麥提創造者VRX                                                 | 虛擬實境 遊戲     | EX-AID               | 超越等級概念                               | 變身成 創造者玩家。 | |
| KNOCK OUT FIGHTER 2                                                  |          | 完勝格鬥2                                                     | 雙人格鬥 遊戲     | EX-AID               | Level 39                                   | 變身成 雙重鬥士玩家。 開啟Level 39時音效為「Ore to Boku no Kobushi! Yujo no Akashi! Cho kyoryoku play! Knock Out Fighter 2! 」 （日文原文，中文意思「」）。 此騎士卡帶由檀黎斗所給予的兩枚黑色卡帶，因永夢及帕拉德之間的羈絆合二為一變化而成。 《假面騎士EX-AID[裏技] 假面騎士PARA-DX》成功通關。 | |
| TADDLE QUEST                                                         |          | 探究任務                                                      | 幻想角色扮演 遊戲 | Brave                | Level 1 － Level 2                         | 變身成 冒險玩家。 開啟Level 2時音效為「Taddle、Meguru、Taddle、Meguru、Taddle Quest!」 （日文原文，中文意思「探索尋覓、探求追尋、探究任務！」）。 本篇第2話中成功通關。 本篇第19話中假面騎士Genm用來施放必殺技。 | |
| DOREMIFA BEAT                                                        |          | DoReMiFa熱舞                                                  | 音樂節奏遊戲      | Brave                | Level 3                                    | 變身成 熱舞冒險玩家。 開啟Level 3時音效為「Do-Do-Do-Re-Mi-Fa! So-La-Si-Do! OK! DoReMiFa Beat!」 （日文原文！ドレミファビート！」，中文意思「Do・Do・DoReMiFaSo・La・Si・Do！OK！DoReMiFa熱舞！」）。 本篇第6話中成功通關。 本篇第23話中假面騎士Genm用來施放必殺技。 | |
| TADDLE FANTASY                                                       |          | 探究幻想                                                      | 奇幻角色 扮演遊戲 | Brave                | Level 50                                   | 變身成 奇幻玩家。 待機音效為「Let's going King of Fantasy!」（日文原文，中文意思「走入幻想之王的世界！」）。 單體音效為「Satan Appeared Say Maou Taddle Fantasy」 開啟Level 50時音效為「Taddle Meguru RPG! Taddle Fantasy!」 （日文原文，中文意思「探索尋覓的RPG！探究幻想！」）。 完成必殺技音效為「Victory!」（原文「ビクトリー！」；中文為「勝利！」）。 | |
| Night of Safari                                                      |          | 夜之獵旅                                                      | 動物狩獵 遊戲     | Brave                | Level 4                                    | 變身形態 獵旅冒險玩家。 開啟Level 4時音效為「Lion, Shimauma, Kirin! Mayonaka no Jungle! Night of Safari!」 （日文原文，中文意思「獅子・斑馬・長頸鹿！深夜中的叢林！夜之獵旅！」）。 此騎士卡帶為財團X用來實驗的實驗卡帶。 | |
| Taddle Legacy                                                        |          | 探究遺志                                                      | 冒險角色 扮演遊戲 | Brave                | Level 100                                  | 變身成為 傳承玩家。 開啟時音效為「Tadoru Rekishi！Mezameru Kisi！Taddle Legacy！」 （日文原文，中文意思「覓得歷史！騎士覺醒！探究遺志！」）。 劇場版《假面騎士x超級戰隊 超 超級英雄大戰》中為遊戲世界中的鏡飛彩所持有（Level 50）。 本篇則是第35話中由檀正宗給予鏡飛彩所使用。 | |
| Galaxian                                                             |          | 银河人                                                        | 戰鬥機射擊遊戲    | Brave                | Level 40                                   | 變身形態 银河人冒險玩家。 | |
| Bang Bang Shooting                                                   |          | 終極火線對決                                                  | 射擊遊戲          | Snipe                | Level 1 － Level 2                         | 變身成為主要形態 射擊玩家。 開啟Level 2時音效為「Ba-Bang Bang! Bang Ba-Bang! Bang Bang Shooting! 」 （日文原文，中文意思「縱橫交錯！槍彈飛舞！終極火線對決！」）。 本篇第3話中成功通關。 本篇第21話中假面騎士Genm用來施放必殺技。 | |
| Jet Combat                                                           |          | 蒼穹爭霸                                                      | 飛行射擊 遊戲     | Snipe                | Level 3                                    | 變身形態 戰爭射擊玩家。 開啟Level 3時音效為「Jet! Jet! In the Sky! Jet! Jet! Jet Combat!」 （日文原文，中文意思「戰機起飛！展翅翱翔！全副武裝！蒼穹爭霸！」）。 本篇第8話中成功通關。 本篇第23話中假面騎士Genm用來施放必殺技。 | |
| Bang Bang Simulations                                                |          | 蒼海戰略霸者                                                  | 模擬戰舰遊戲      | Snipe                | Level 50                                   | 變身形態 模擬玩家。 待機音效為「I ready for Battleship!」（日文原文，中文意思「戰艦已蓄勢待發！」）。 單體音效為「Enemy is Coming Shotdown Their Bang Bang Simulations.」 開啟Level 50時音效為「Scramble da! Shutsugeki Hasshin Bang Bang Simulations! Hasshin!」 （日文原文発進 バンバンシミュレーションズ！発進！」，中文意思「力壓群雄！出擊啓航 蒼海戰略霸者！出動！」）。 完成必殺技音效為「Mission Complete!」（原文「ミッションコンプリート！」；中文為「任務完成！」）。 | |
| Bang Bang Tank                                                       |          | 終極火線坦克                                                  | 坦克射擊遊戲      | Snipe                | Level 4                                    | 變身形態 坦克射擊玩家。 開啟Level 4時音效為「Dokkan! Bakkan! Todome no ichigeki Zukkan! Kyanon de banban! Bang Bang Tank!」 （日文原文，中文意思「！！！！終極火線坦克！」）。 《假面騎士Snipe Episode ZERO》第0章第4话成功通關。 | |
| Bakusou Bike                                                         |          | 爆衝越野車                                                    | 機車遊戲          | Lazer、Lazer Turbo   | Level 1 － Level 2 － Level 0              | 變身成為主要形態 機車玩家。 開啟Level 2時音效為「Bakusou! Dokusou! Gekisou! Bousou! Bakusou Bike!」 （日文原文，中文意思「爆衝！獨衝！怒衝！亂衝！爆衝越野車！」）。 本篇第4話中成功通關。 九條貴利矢死後該卡帶由寶生永夢持有，Bike Gamer 並成爲Ex-Aid的戰騎。 因檀正宗給予的關係，使得九条貴利矢手上持有第二枚「爆衝越野車」卡帶。 | |
| Giri Giri Chambara                                                   |          | 戰慄武士決鬥                                                  | 劍鬥遊戲          | Lazer、Lazer Turbo   | Level 3                                    | 變身形態 劍擊機車玩家。 開啟Level 3時音效為「Giri Giri! Giri Giri! Chambara!」 （日文原文，中文意思「千鈞一髮！驚險戰慄！武士決鬥！」）。 本篇第7話中成功通關。 九條貴利矢死後從本篇第13-23話中由假面騎士Genm持有並在18與23話用來施放必殺技，。目前此卡帶由寶生永夢持有。 | |
| Proto Mighty Action X                                                |          | 試作型麥提行動X                                               | 動作遊戲          | Genm                 | Level 1 － Level 2                         | 變身成為主要形態 動作玩家。 開啟Level 2時音效為「Mighty Jump! Mighty Kick! Migh~ty Actio~n X!」 （日文原文「マイティジャンブ！マイティキック！マイティ～アクションX！」，中文意思「超級彈跳！超級飛踢！超級麥提～行動X！」）。 | |
| Shakariki Sports                                                     |          | 幹勁全開自行車                                                |                   | Genm                 | Level 3                                    | 變身形態 運動動作玩家。 開啟Level 3時音效為「Shakariki! Shakariki! Bad! Bad! Shaka~to, Riki~to, Shakariki Sports!」 （日文原文，中文意思「拚命跑！拚命衝！壞男孩！熱血沸騰幹勁全開自行車！」）。 本篇第11話中成功通關。 目前此卡帶為Ex-Aid所持有。 | |
| Dangerous Zombie                                                     |          | 殭屍災難                                                      | 殭屍遊戲          | Genm                 | Level X                                    | 變身成為 喪屍玩家和喪屍動作玩家。 開啟Level X或Level X-0時音效為「Danger! Danger! Death the Crisis! Dangerous Zombie!」 （日文原文，中文意思「危險爆表！生態浩劫！生化危機！殭屍災難！」）。 目前此卡帶為檀黎斗所持有。 | |
| Proto Mighty Action X Origin                                         |          | 試作型麥提行動X始源                                           | 動作遊戲          | Genm                 | Level 0                                    | 變身成為 動作玩家。 此卡帶為「原型麥提行動X」的α版，是最早完成的騎士卡帶，本身具有其他卡帶所沒有的續關機能及壓制缺陷者病毒等能力。 | |
| God Maximum Mighty X                                                 |          | 神封頂麥提X                                                   | 機甲模擬遊戲      | Genm                 | Level Billion                              | 變身形態 神極限玩家。 | |
| Genm Musou                                                           |          | 幻夢無雙                                                      | 無雙遊戲          | Genm                 | 超越等級概念                               | 變身形態 無雙玩家。 | |
| Drago Knight Hunter Z                                                |          | 龍騎士獵人Z                                                   | 獵龍遊戲          | Ex-Aid、Snipe、Brave | Level 5                                    | 變身形態 狩獵玩家。 開啟Level 5時音效為「Do-Do-Drago! Na-Na-Na-Kni~ght! Dra-! Dra-! Drago Knight Hunter! Ex-Aid! Brave! Snipe! Lazer!」 （日文原文「」，中文意思「飛天巨龍！英勇騎士！龍！騎士！龍騎士獵人！Ex-Aid！Brave！Snipe！Lazer！」）。 開啟Level 5 Full Dragon時音效為「Do-Do-Drago! Na-Na-Na-Kni~ght! Dra-! Dra-! Drago Knight Hunter! Z!」 （日文原文「」，中文意思「飛天巨龍！英勇騎士！龍！騎士！龍騎士獵人！Z！」）。 本篇第10話中成功通關。 Snipe在第15話中從Ex-aid手中奪走此卡帶，但在與Genm對戰期間戰敗而被檀黎斗搶回。 本篇第19話中假面騎士Genm用來施放必殺技，但之後敗給Brave而被鏡飛彩奪回。 目前此卡帶為Brave所持有，另外此卡帶可以分裂虛擬卡帶給其他玩家使用。 | |
| Perfect Puzzle                                                       |          | 完美解謎                                                      | 拼圖遊戲          | Para-DX              | Level 50 － Level 99                       | 「Gashat Gear Dual」向右轉動變身成為 解謎玩家。 待機音效為「What's the next stage?」（日文原文，中文意思「下一關是什麼？」）。 開啟Level 50時音效為「Get the glory in the chain! Perfect Puzzle!」 （日文原文，中文意思「連續通關贏得榮耀！完美解謎！」）。 完成必殺技音效為「All Clear!」（原文「オールクリア！」；中文為「完全通關！」）。 「Gashat Gear Dual」向左轉動變身成為 鬥士玩家。 待機音效為「The strongest fist! "Round 1" Rock & Fire!」 （日文原文，中文意思「強勁一拳！『第一回合』搖擺＆激情！」）。 開啟Level 50時音效為「Explosion Hit! Knock Out Fighter!」 （日文原文，中文意思「命中炸裂！完勝格鬥！ 」）。 完成必殺技音效為「K. O.!」（原文「ケーオー！」）。 使用「Gamer Driver」變身成為 完美擊墜玩家。 待機音效為「The strongest fist! What's the next stage?」 （日文原文，中文意思「強勁一拳！下一關是什麼？」） 開啟Level 99時音效為「Akai kobushi tsuyosa! Aoi Puzzle rensa! Aka to Ao no kousa! Perfect Knock Out!」 （日文原文，中文意思「赤紅強力拳擊！靛藍謎題連鎖！赤與藍的交錯！完美擊墜！」）。 完成必殺技音效為「K. O.! Perfect!」（原文「ケーオー！パーフェクト！」）。 此遊戲並無卡匣存在，而是使用玩家驅動器變身的帕拉德將「完美解謎」和「完勝格鬥」兩款遊戲的力量結合再一起所誕生出的全新遊戲。 | |
| Knock Out Fighter                                                    |          | 完勝格鬥                                                      | 格鬥對戰 遊戲     | Para-DX              | Level 50 － Level 99                       | 「Gashat Gear Dual」向右轉動變身成為 解謎玩家。 待機音效為「What's the next stage?」（日文原文，中文意思「下一關是什麼？」）。 開啟Level 50時音效為「Get the glory in the chain! Perfect Puzzle!」 （日文原文，中文意思「連續通關贏得榮耀！完美解謎！」）。 完成必殺技音效為「All Clear!」（原文「オールクリア！」；中文為「完全通關！」）。 「Gashat Gear Dual」向左轉動變身成為 鬥士玩家。 待機音效為「The strongest fist! "Round 1" Rock & Fire!」 （日文原文，中文意思「強勁一拳！『第一回合』搖擺＆激情！」）。 開啟Level 50時音效為「Explosion Hit! Knock Out Fighter!」 （日文原文，中文意思「命中炸裂！完勝格鬥！ 」）。 完成必殺技音效為「K. O.!」（原文「ケーオー！」）。 使用「Gamer Driver」變身成為 完美擊墜玩家。 待機音效為「The strongest fist! What's the next stage?」 （日文原文，中文意思「強勁一拳！下一關是什麼？」） 開啟Level 99時音效為「Akai kobushi tsuyosa! Aoi Puzzle rensa! Aka to Ao no kousa! Perfect Knock Out!」 （日文原文，中文意思「赤紅強力拳擊！靛藍謎題連鎖！赤與藍的交錯！完美擊墜！」）。 完成必殺技音效為「K. O.! Perfect!」（原文「ケーオー！パーフェクト！」）。 此遊戲並無卡匣存在，而是使用玩家驅動器變身的帕拉德將「完美解謎」和「完勝格鬥」兩款遊戲的力量結合再一起所誕生出的全新遊戲。 | |
| Perfect Knock Out                                                    |          | 完美擊墜                                                      | 拼圖對戰 遊戲     | Para-DX              | Level 50 － Level 99                       | 「Gashat Gear Dual」向右轉動變身成為 解謎玩家。 待機音效為「What's the next stage?」（日文原文，中文意思「下一關是什麼？」）。 開啟Level 50時音效為「Get the glory in the chain! Perfect Puzzle!」 （日文原文，中文意思「連續通關贏得榮耀！完美解謎！」）。 完成必殺技音效為「All Clear!」（原文「オールクリア！」；中文為「完全通關！」）。 「Gashat Gear Dual」向左轉動變身成為 鬥士玩家。 待機音效為「The strongest fist! "Round 1" Rock & Fire!」 （日文原文，中文意思「強勁一拳！『第一回合』搖擺＆激情！」）。 開啟Level 50時音效為「Explosion Hit! Knock Out Fighter!」 （日文原文，中文意思「命中炸裂！完勝格鬥！ 」）。 完成必殺技音效為「K. O.!」（原文「ケーオー！」）。 使用「Gamer Driver」變身成為 完美擊墜玩家。 待機音效為「The strongest fist! What's the next stage?」 （日文原文，中文意思「強勁一拳！下一關是什麼？」） 開啟Level 99時音效為「Akai kobushi tsuyosa! Aoi Puzzle rensa! Aka to Ao no kousa! Perfect Knock Out!」 （日文原文，中文意思「赤紅強力拳擊！靛藍謎題連鎖！赤與藍的交錯！完美擊墜！」）。 完成必殺技音效為「K. O.! Perfect!」（原文「ケーオー！パーフェクト！」）。 此遊戲並無卡匣存在，而是使用玩家驅動器變身的帕拉德將「完美解謎」和「完勝格鬥」兩款遊戲的力量結合再一起所誕生出的全新遊戲。 | |
| Toki Meki Crisis                                                     |          | 臉紅心跳危機                                                  | 戀愛模擬遊戲      | Poppy                | Level X                                    | 變身成為主要形態 臉紅心跳危機玩家。 開啟Level X時音效為「Dreaming Girl♪Koi no Simulation♪Otome wa itsumo Toki Meki Crisis♪」 （日文原文「，中文意思「夢想少女♪戀愛模擬♪女孩總是臉紅心跳大危機♪」）。 | |
| Kamen Rider Chronicle                                                |          | 假面騎士編年史                                                | 生存遊戲          | Cronus               | Level 1－超越等級概念                      | Cronus的音效為「Ten Wo Tsukame Rider!Kizame Chronicle!Imakoso Tokiwa Kiwamareri!」 （日文原文「天を掴めライダー！刻めクロニクル！今こそ時は極まれり！」，中文意思「奪天騎士！刻寫神話！成就完美時空！」）。 Ride-Player的音效為「Enter the game!Riding the end!」 （日文原文「，中文意思「進入遊戲！直闖終點！」）。 | |
| Doctor Mighty X                                                      |          | 麥提醫生X                                                     | 双人醫生模擬遊戲  | Ex-Aid               | Level X － Level XX                        | 本篇第42話經由檀黎斗以自身多次生命注入蓋姆迪烏斯病毒做犧牲到最後抗體成功後所製造的卡帶，擁有對其病毒完全治癒的效果，但由於是針對缺陷者病毒所製作的，缺陷者使用該卡帶會因為清除能力而消失。 | |
| Hurricane Ninja                                                      |          | 旋風忍者                                                      | 忍者遊戲          | 忍者玩家/風魔        | level 50（忍者玩家） - 无等级概念（风魔）  | 變身成為 忍者玩家。 開啟時音效為「Maki Maki! Tatsumaki! Hurricane Ninja!」 （日文原文」，中文意思「卷卷！龍卷！旋風忍者！」）。 本身數據內具有自我召喚忍者玩家（Level 50）並聽從該卡帶持有者的所有指示。风魔使用變身成為忍者玩家，并召唤复数忍者玩家辅助战斗。 | |
| Perfect Puzzle                                                       |          | 完美解謎                                                      | 拼圖遊戲          | Another Para-DX      | Level 99                                   | 更多 ： EX-AID Trilogy Another·Ending § 假面騎士Para-DX with Poppy | |
| Knock Out Fighter                                                    |          | 完勝格鬥                                                      | 格鬥對戰 遊戲     | Another Para-DX      | Level 99                                   | 更多 ： EX-AID Trilogy Another·Ending § 假面騎士Para-DX with Poppy | |
| Perfect Knock Out                                                    |          | 完美擊墜                                                      | 拼圖對戰 遊戲     | Another Para-DX      | Level 99                                   | 更多 ： EX-AID Trilogy Another·Ending § 假面騎士Para-DX with Poppy | |
| Mighty Novel X                                                       |          | 麥提小說X                                                     | 小說冒險遊戲      | Ex-Aid               | Level X                                    | 變身成為小說玩家。開啟Level X時音效為「Mighty Novel ore no iu tori! Mighty Novel ore no Story X!」 （日文原文「マイティノベル！ 俺の言う通り！ マイティノベル！ 俺のストーリーX！」，中文意思 「麥提小說！如我所言！麥提小說！我的故事 X！」）。 在小說《假面騎士EX-AID ～Mighty Novel X～》中，永夢在收到的不明來歷包裹中獲得，將卡帶啟動後卻令他感染了新型的Bugster病毒，與永夢一心同體的帕拉德亦受到感染。此卡帶原本並沒有搭載任何戰鬥機能和Level Up的能力，但是因永夢將體內的帕拉德病毒與自己的遺傳基因結合並逆流到卡帶之中，才成功啟動。 | |
| Proto Taddle Quest                                                   |          | 試作型探究任務                                                | 幻想角色扮演 遊戲 | -                    | -                                          | 《假面騎士大亂鬥 GANBARIZING》限定。 變身成為主要形態 冒險玩家。 開啟Level 2時音效為「Taddle、Meguru、Taddle、Meguru、Taddle Quest!」 （日文原文，中文意思「探索吧、轉走吧、探索吧、轉走吧、探究冒險！」）。 | |
| Proto Bang Bang Shooting                                             |          | 試作型終極火線對決                                            | 射擊遊戲          | -                    | -                                          | 五年前花家大我使用的騎士卡帶。 《假面騎士大亂鬥 GANBARIZING》限定。 變身成為主要形態 射擊玩家（原型）。 開啟Level 2時音效為「Ba-Bang Bang! Bang Ba-Bang! Bang Bang Bang Bang Shooting! Go!」 （日文原文，中文意思）。 | |
| Proto Bakusou Bike                                                   |          | 試作型爆衝越野車                                              | 機車遊戲          | -                    | -                                          | | |
| Proto Gekitotsu Robots                                               |          | 試作型機戰大衝突                                              | 機器人 戰鬥遊戲   | -                    | -                                          | 《假面騎士大亂鬥 GANBARIZING》限定 變身形態 機械動作玩家。 開啟Level 3時音效為「Buttatake! Totsugeki! Mouretsu Punch! Gekitotsu Robots!」 （日文原文，中文意思「 狠狠打擊！突擊！猛烈拳擊！激突機械！」）。 劇場版《假面騎士平成Generations Dr.Pac-Man對EX-AID&Ghost with 傳說騎士》中由來瀨莊司用來變身成為羅波爾缺陷者。 | |
| Proto DoReMiFa Beat                                                  |          | 試作型DoReMiFa熱舞                                            | 音樂遊戲          | -                    | -                                          | | |
| Proto Jet Combat                                                     |          | 試作型蒼穹爭霸                                                | 飛行射擊 遊戲     | -                    | -                                          | 開啟音效為「Butsutobi! Jet! To The Sky! Fly! High! Sky! Jet Combat!」 （日文原文，中文意思「猛然噴射！一飛衝天！全副武裝！蒼穹爭霸！」）。 | |
| Proto Giri Giri Chambara                                             |          | 試作型戰慄武士決鬥                                            | 劍鬥遊戲          | -                    | -                                          | 《假面騎士大亂鬥 GANBARIZING》限定 變身形態 劍擊機車玩家。 開啟Level 3時音效為「Giri Giri! Bari Bari! Chambara!」 （日文原文，中文意思「斬・斬！切・切！劍擊！」）與「戰慄武士決鬥卡帶」同樣可召喚專屬武器Gashacon Sparrow，本篇第36話由假面騎士Lazer Turbo施展必殺技。 劇場版《假面騎士平成Generations Dr.Pac-Man對EX-AID&Ghost with 傳說騎士》中由武田上葉用來變身成為基利爾缺陷者。 | |
| Proto Shakariki Sports                                               |          | 試作型幹勁全開自行車                                          |                   | -                    | -                                          | 開啟音效為「Shakariki! Mechakogi! Hotto! Hotto! Shaka! Shaka! Kogi! Kogi! Shakariki Sports!」 （日文原文，中文意思「勇往直前！馬不停蹄！熱血沸騰！精力旺盛幹勁全開自行車！」）。 | |
| Proto Drago Knight Hunter Z                                          |          | 試作型龍騎士獵人Z                                             | 獵龍遊戲          | -                    | -                                          | 本篇第9-10話中古拉法特崩源體使用變身形態 暗黑古拉法特缺陷者。 劇場版《假面騎士平成Generations Dr.Pac-Man對EX-AID&Ghost with 傳說騎士》中由龍崎一成用來變身成為多拉爾缺陷者。 | |
| DoReMiFa Beat （Poppypipopapo ver.）                                 |          | DoReMiFa熱舞 （Poppypipopapo ver.）                           | 音乐遊戲          | -                    | -                                          | 特典規格版騎士卡帶 | |
| Mighty Action X （♪Theme Song Ver. EXCITE/DAICHI MIURA♪）            |          | 麥提行動X （♪Theme Song Ver. EXCITE/DAICHI MIURA♪）           | 動作遊戲          | -                    | -                                          | 特典規格版騎士卡帶 | |
| Mighty Action X （♪Battle Sound Ver. EX-AID LEVEL2♪）                |          | 麥提行動X （♪Battle Sound Ver. EX-AID LEVEL2♪）               | 動作遊戲          | -                    | -                                          | 特典規格版騎士卡帶 | |
| Mighty Action X （Battle Rush Design ver.）                          |          | 麥提行動X （Battle Rush Design ver.）                         | 動作遊戲          | -                    | -                                          | 特典規格版騎士卡帶 | |
| Kamen Rider Chronicle（♪2 songs ver. Wish in the dark/PEOPLE GAME♪） |          | 假面騎士編年史（♪2 songs ver. Wish in the dark/PEOPLE GAME♪） | 生存遊戲          | -                    | -                                          | 特典規格版騎士卡帶 | |
| Let's Go Ichi Gou!                                                   |          | Let's go 1號！                                                | 傳說騎士          | Ex-aid               | Level 2                                    | 《假面騎士大亂鬥 GANBARIZING》限定。 變身成為 1號玩家。 開啟Level 2時音效為「Rider Punch! Rider Kick! Rider Rider Action! Go!」 （日文原文「」，中文意思「騎士飛拳！騎士飛踢！騎士騎士動感！GO！」）。 | |
| Kamen Rider Build                                                    |          | 假面騎士Build                                                 | 傳說騎士          | Ex-aid               |                                            | 更多 ： 假面騎士平成Generations FINAL Build & EX-AID with 傳說騎士 § 本作登場道具 | |
| Kaigan Ghost                                                         |          | 開眼Ghost                                                     | 傳說騎士          | Ex-aid               | Level 1 － Level 2                         | 更多 ： 假面騎士平成Generations Dr.Pac-Man對EX-AID&Ghost with 傳說騎士 § 本作登場騎士卡帶（Rider Gashat） | 更多 ： 假面騎士平成Generations Dr.Pac-Man對EX-AID&Ghost with 傳說騎士 § 本作登場騎士卡帶（Rider Gashat） |
| Toukenden Gaim                                                       |          | 刀劍傳鎧武                                                    | 傳說騎士          | Ex-aid               | Level 2                                    | 更多 ： 假面騎士Genm § 本作登場騎士卡帶（Rider Gashat） | 更多 ： 假面騎士Genm § 本作登場騎士卡帶（Rider Gashat）                                                   |
| Full Throttle Drive                                                  |          | 全速Drive                                                     | 傳說騎士          | Ex-aid               | Level 2                                    | 更多 ： 假面騎士Genm § 本作登場騎士卡帶（Rider Gashat） | 更多 ： 假面騎士Genm § 本作登場騎士卡帶（Rider Gashat）                                                   |
| Barcode Warrior Decade                                               |          | 條碼戰士Decade                                                | 傳說騎士          | Ex-aid               | Level 2                                    | 更多 ： 假面騎士Genm § 本作登場騎士卡帶（Rider Gashat） | 更多 ： 假面騎士Genm § 本作登場騎士卡帶（Rider Gashat）                                                   |
| Adventure Guy Kuuga                                                  |          | 冒險野郎空我                                                  | 傳說騎士          | Ex-aid               | Level 2                                    | 更多 ： 假面騎士Genm § 本作登場騎士卡帶（Rider Gashat） | 更多 ： 假面騎士Genm § 本作登場騎士卡帶（Rider Gashat）                                                   |
| Mirror Labryinth Ryuki                                               |          | 鏡子迷宮龍騎                                                  | 傳說騎士          | Ex-aid               | Level 2                                    | 更多 ： 假面騎士Genm § 本作登場騎士卡帶（Rider Gashat） | 更多 ： 假面騎士Genm § 本作登場騎士卡帶（Rider Gashat）                                                   |
| Insect Wars Kabuto                                                   |          | 昆蟲大戰爭Kabuto                                              | 傳說騎士          | Ex-aid               | Level 2                                    | 更多 ： 假面騎士Genm § 本作登場騎士卡帶（Rider Gashat） | 更多 ： 假面騎士Genm § 本作登場騎士卡帶（Rider Gashat）                                                   |
| DokiDoki Makai Castle Kiva                                           |          | 心跳魔界城Kiva                                                | 傳說騎士          | Ex-aid               | Level 2                                    | 更多 ： 假面騎士Genm § 本作登場騎士卡帶（Rider Gashat） | 更多 ： 假面騎士Genm § 本作登場騎士卡帶（Rider Gashat）                                                   |
| Detective Double                                                     |          | 名偵探Double                                                  | 傳說騎士          | Ex-aid               | Level 2                                    | 更多 ： 假面騎士Genm § 本作登場騎士卡帶（Rider Gashat） | 更多 ： 假面騎士Genm § 本作登場騎士卡帶（Rider Gashat）                                                   |
| Magic The Wizard                                                     |          | 魔法Wizard                                                    | 傳說騎士          | Genm                 | Level 1 － Level 2                         | 更多 ： 假面騎士Genm § 本作登場騎士卡帶（Rider Gashat） | 更多 ： 假面騎士Genm § 本作登場騎士卡帶（Rider Gashat）                                                   |
| Ganbarizing                                                          |          | Ganbarizing                                                   | 傳說騎士          | Genm                 | -                                          | 更多 ： 假面騎士Genm § 本作登場騎士卡帶（Rider Gashat） | 更多 ： 假面騎士Genm § 本作登場騎士卡帶（Rider Gashat）                                                   |
| Jungle OOO                                                           |          | 叢林OOO                                                       | 傳說騎士          | Genm                 | Level 2                                    | 更多 ： 假面騎士Genm § 本作登場騎士卡帶（Rider Gashat） | 更多 ： 假面騎士Genm § 本作登場騎士卡帶（Rider Gashat）                                                   |
| Space Galaxy Fourze                                                  |          | 宇宙銀河Fourze                                                | 傳說騎士          | Genm                 | Level 2                                    | 更多 ： 假面騎士Genm § 本作登場騎士卡帶（Rider Gashat） | 更多 ： 假面騎士Genm § 本作登場騎士卡帶（Rider Gashat）                                                   |
| Agito of the Sun                                                     |          | 太陽的鄂鬥                                                    | 傳說騎士          | Genm                 | Level 2                                    | 更多 ： 假面騎士Genm § 本作登場騎士卡帶（Rider Gashat） | 更多 ： 假面騎士Genm § 本作登場騎士卡帶（Rider Gashat）                                                   |
| Moshi Moshi Faiz                                                     |          | 喂喂Faiz                                                      | 傳說騎士          | Genm                 | Level 2                                    | 更多 ： 假面騎士Genm § 本作登場騎士卡帶（Rider Gashat） | 更多 ： 假面騎士Genm § 本作登場騎士卡帶（Rider Gashat）                                                   |
| King of Poker Blade                                                  |          | 撲克之王劍                                                    | 傳說騎士          | Genm                 | Level 2                                    | 更多 ： 假面騎士Genm § 本作登場騎士卡帶（Rider Gashat） | 更多 ： 假面騎士Genm § 本作登場騎士卡帶（Rider Gashat）                                                   |
| Taiko Master Hibiki                                                  |          | 太鼓大師響鬼                                                  | 傳說騎士          | Genm                 | Level 2                                    | 更多 ： 假面騎士Genm § 本作登場騎士卡帶（Rider Gashat） | 更多 ： 假面騎士Genm § 本作登場騎士卡帶（Rider Gashat）                                                   |
| Time Express Den-O                                                   |          | 時空特急電王                                                  | 傳說騎士          | Genm                 | Level 2                                    | 更多 ： 假面騎士Genm § 本作登場騎士卡帶（Rider Gashat） | 更多 ： 假面騎士Genm § 本作登場騎士卡帶（Rider Gashat）                                                   |
| Pac Adventure                                                        |          | 吃豆人大冒險                                                  | 傳說遊戲          | Ex-aid               | 本身无等级，取决于使用者的等级进行强化武装 | 更多 ： 假面騎士Genm § 本作登場騎士卡帶（Rider Gashat） | 更多 ： 假面騎士Genm § 本作登場騎士卡帶（Rider Gashat）                                                   |
| Taiko no Tatsujin                                                    |          | 太鼓之達人                                                    | 傳說遊戲          | Ex-aid               |                                            | 更多 ： 假面騎士Genm § 本作登場騎士卡帶（Rider Gashat） | 更多 ： 假面騎士Genm § 本作登場騎士卡帶（Rider Gashat）                                                   |
| Famista                                                              | [ 130 ]  | 家庭競技場                                                    | 傳說遊戲          | Brave                | 本身無等級，取決於使用者的等級進行強化武裝 | 更多 ： 假面騎士Genm § 本作登場騎士卡帶（Rider Gashat） | 更多 ： 假面騎士Genm § 本作登場騎士卡帶（Rider Gashat）                                                   |
| Xevious                                                              |          | 鐵板陣                                                        | 傳說遊戲          | Snipe                | 本身無等級，取決於使用者的等級進行強化武裝 | 更多 ： 假面騎士Genm § 本作登場騎士卡帶（Rider Gashat） | 更多 ： 假面騎士Genm § 本作登場騎士卡帶（Rider Gashat）                                                   |

## 本作登場怪人
有關參考：用語

### 崩源體病毒
原文： /  Virus
身高：200.0cm
體重：89.0kg
雜兵級崩源體，會在假面騎士們對患者進行分離手術時以複數形式出現。
另外「危險喪屍」、「探究幻想」卡帶所展開的遊戲領域亦可召喚出崩源體病毒。
會將身上的服裝及武器及外觀造型依照所屬的崩源體遊戲設定進行更換。
第43話因為蓋姆迪烏斯克洛諾斯覺醒成超蓋姆迪烏斯的關係使得所有曾經感染過蓋姆迪烏斯崩源體病毒的患者轉變成崩源體病毒，甚至遭到攻擊者亦受到感染而變化。
於《假面騎士平成Generations FINAL Build & EX-AID with 傳說騎士》中最上魁星將缺陷者病毒與星雲氣體混合後，進而產生出了變異體的涅布拉缺陷者。

#### 涅布拉崩源體
原文： / Nebula 

### 崩源體

#### 崩源體結合態
原文： /  Union
身高：不固定
體重：不固定
為患者發病時的初始狀態，由大量崩源體結合並奪取患者身體，此狀態只能透過假面騎士Level 1形態破壞，使崩源體與患者分離。
之後因崩源體進化的情況下大多都自主性脫離宿主身體，甚至奪取宿主身體進行實體化，導致該發病狀態已較少出現。
第23話時出現由喪屍造型的崩源體病毒群所結合而成的巨大崩源體結合態
| 日本原名 | 中文名字                        | 英文名字                        | 出場話數                                                                              | 宿主                                                                                  | 發病原因 （壓力來源）                                                                 | 身高                                                                                  | 體重                                                                                  | 結合態                                                                                | 特色 |
| -------- | ------------------------------- | ------------------------------- | ------------------------------------------------------------------------------------- | ------------------------------------------------------------------------------------- | ------------------------------------------------------------------------------------- | ------------------------------------------------------------------------------------- | ------------------------------------------------------------------------------------- | ------------------------------------------------------------------------------------- | --- |
|          | 索爾堤崩源體                    | Salty                           | 1                                                                                     | 須山颯太                                                                              | Mighty Action X                                                                       | 219.0cm                                                                               | 127.0kg                                                                               | 宿主發病時會變成像魔像的巨大怪物。 能將一隻手縮起，並以另一隻手使出強力揮擊。         | 以格鬥攻擊為主。 能夠以左手腕的拳套「Salty Knuckle」使出帶電的拳擊。 是以「Mighty Action X」的魔王角色索爾堤為範本所製造的崩源體。 |
|          | 阿蘭布拉崩源體                  | Alhambra                        | 2                                                                                     | 名取蓮介                                                                              | 豪田麻美                                                                              | 198.0cm                                                                               | 103.4kg                                                                               | 宿主發病時會變成像噬菌體的巨大怪物。 能製造發射大量矢箭的電子城牆。                   | 以拘束、麻痺、回復等多種類魔法攻擊為主。 能夠以紅色魔杖「Alhambra Staff」施展各種魔法。 是以「Taddle Quest」的惡之大魔法使角色阿蘭布拉為範本所製造的崩源體。                                                                                  |
|          | 里波爾崩源體                    | Revol                           | 3                                                                                     | 北見勇樹                                                                              | 醫生                                                                                  | 222.0cm                                                                               | 166.1kg                                                                               | 宿主發病時會變成像手槍的巨大怪物。 能發射各種強力子彈進行射擊。                       | 以射擊攻擊及集團戰鬥為主。 能夠以右腕所裝備著的重火器「Revolver Arm」發射各種彈砲，如宿主壓力越大戰鬥力越強。 另外可使部下隨著時間戰鬥力增強，直到與其相同姿態為止。 是以「Bang Bang Shooting」的敵方部隊隊長角色里波爾為範本所製造的崩源體。 |
|          | 摩塔斯崩源體                    | Motors                          | 4                                                                                     | 西脇嘉高                                                                              | 西脇莉子                                                                              | 202.0cm                                                                               | 98.4kg                                                                                | 宿主發病時會變成像帶刺車輪的巨大怪物。 能以身體輾壓敵人。                             | 以高超的機車操縱技術及投擲爆裂物為主。 能夠以操作專用的機械「Motors Viper」在行走中投擲各種爆裂物妨礙敵人。 是以「Bakusou Bike」的勁敵車手角色摩塔斯為範本所製造的崩源體。                                                                    |
|          | 柯拉波斯崩源體 （機戰大衝突）   | Collabos （Gekitotsu Robots）   | 5                                                                                     | 堀內曜子                                                                              | 窪山誠一                                                                              | 205.5cm                                                                               | 141.5kg                                                                               | -                                                                                     | 以格闘攻撃及物理耐性為主。 能夠以右腕的強化武裝「Collabos Masher」進行近距離攻擊，也可射出進行遠距離攻擊。 是搭載「Gekitotsu Robots」卡帶力量的複數個體崩源體。 於《假面騎士Genm》中出現搭載「Proto Gekitotsu Robots」卡帶的版本。            |
|          | 柯拉波斯崩源體 （DoReMiFa熱舞） | Collabos （DoReMiFa Beat）      | 6                                                                                     | 堀內曜子                                                                              | 窪山誠一                                                                              | 205.5cm                                                                               | 120.5kg                                                                               | 宿主發病時會變成像無首飛龍的巨大怪物。                                                | 以音效攻撃為主。 能夠以背部的音效機組「Collabos Thunder」如同節奏遊戲形式的音效攻撃。 是搭載「DoReMiFa Beat」卡帶力量的複數個體崩源體。 |
|          | 柯拉波斯崩源體 （戰慄武士決鬥） | Collabos （Giri Giri Chambara） | 7                                                                                     | 岡田譽士夫                                                                            | 岡田詩織 工廠員工們的生活                                                             | 205.5cm                                                                               | 126.5kg                                                                               | 宿主發病時會變成像雙頭蛇的巨大怪物。                                                  | 以靈巧劍術為主。 能夠以銳利的黑鐵刀「Collabos Ward」施展得意劍術，並在回避困難的情況下快速拔刀給予對手極大傷害。 是搭載「Giri Giri Chambara」卡帶力量的複數個體崩源體。 於《假面騎士Genm》中出現搭載「Proto Giri Giri Chambara」卡帶的版本。  |
|          | 柯拉波斯崩源體 （蒼穹爭霸）     | Collabos （Jet Combat）         | 7 - 8                                                                                 | 岡田譽士夫                                                                            | 岡田詩織 工廠員工們的生活                                                             | 205.5cm                                                                               | 137.0kg                                                                               | 宿主發病時會變成像雙頭蛇的巨大怪物。                                                  | 以高速飛行及爆撃為主。 能夠以裝備的飛行強襲機組「Collabos ToraJet」於戰鬥時從空中利用導彈及機槍進行攻擊。 另外可使右腕的噴射引擎產生電磁龍卷。 是搭載「Jet Combat」卡帶力量的複數個體崩源體。                                                 |
|          | 索爾堤崩源體 （Level 3）        | Salty （Level 3）               | 11 - 12                                                                               | 山中周平                                                                              | 父母無法陪伴                                                                          | 219.0cm                                                                               | 128.5kg                                                                               | -                                                                                     | 以格鬥攻擊為主。 能夠以左手腕的拳套「Salty Knuckle III」使出強力的帶電拳擊。 以岩鹽為素材而製作的帽子，使得耐久力及格鬥能力相對提高。 是索爾堤崩源體的升級姿態。                                                                              |
|          | 阿蘭布拉崩源體 （Level 5）      | Alhambra （Level 5）            | 13 - 14                                                                               | 白河一樹                                                                              | 鏡飛彩                                                                                | 198.5cm                                                                               | 103.6kg                                                                               | -                                                                                     | 以魔法攻擊為主。 能夠以紅色魔杖「Alhambra Staff V」施展各種強力魔法。 以覆蓋住頭部的白頭巾特殊效果，使得魔力及耐久力相對提高。 是阿蘭布拉崩源體的升級姿態。                                                                                   |
|          | 里波爾崩源體 （Level 5）        | Revol （Level 5）               | 15 - 16                                                                               | 西馬妮可                                                                              | 天才玩家M                                                                             | 222.0cm                                                                               | 167.6kg                                                                               | -                                                                                     | 以射擊攻擊及集團戰鬥為主。 能夠以右腕所裝備著的萬能重火器「Revolver Arm V」發射激烈的銃擊。 以頭部所追加的戰術支援裝置特殊效果，使得指揮能力及射擊能力相對提高。 是里波爾崩源體的升級姿態。                                                   |
|          | 巴加蒙崩源體                    | Burgermon                       | 17                                                                                    | 小星作                                                                                | 巴加蒙崩源體                                                                          | 220.0cm                                                                               | 131.4kg                                                                               | -                                                                                     | 以食材型武器的射出為主。 能夠以左腕所裝備的「Burger Conveyor」生成漢堡相關食材並將其射出。 因性格非好戰的關係，相對地攻擊較低。 是以「Ju Ju Burger」的怪獸角色巴加蒙為範本所製造的崩源體。                                                    |
|          | 摩塔斯崩源體 （Level 5）        | Motors （Level 5）              | 18                                                                                    | 小星作                                                                                | 公司競賽                                                                              | 227.5cm                                                                               | 102.4kg                                                                               | -                                                                                     | 以高超的機車操縱技術及投擲爆裂物為主。 能夠以操作專用的機械「Motors Viper」在行走中投擲各種爆裂物妨礙敵人，及提升最高速度。 以背部所追加的加速裝置效果下，可高速移動。 是摩塔斯崩源體的升級姿態。                                             |
|          | 加茲通崩源體 （Level 30）       | Gatton （Level 30）             | 19                                                                                    | 山戶舞                                                                                | 舞蹈公演                                                                              | 205.0cm                                                                               | 194.0kg                                                                               | -                                                                                     | 以格闘攻撃及物理耐性為主。 能夠以右腕的強化武裝「Gatton Smasher」進行格鬥攻擊。 因為是進化類型的崩源體，可全身數據化於任何場所移動。 是以「Gekitotsu Robots」的最終首領角色加茲通為範本所製造的崩源體。                                       |
|          | 法尼亞崩源體 （Level 30）       | Vernier （Level 30）            | 20                                                                                    | 江上大介                                                                              | 遊樂場約會                                                                            | 225.0cm                                                                               | 144.1kg                                                                               | -                                                                                     | 以高速飛行及爆撃為主。 能夠以裝備的飛行強襲機組「Vernier Assault Jet」於戰鬥時從空中利用導彈及利用戰鬥機型的小型機組進行攻擊。 另外可使右腕的噴射引擎產生電磁龍卷。 是以「Jet Combat」的角色法尼亞為範本所製造的崩源體。                      |
|          | 凱伊登崩源體 （Level 30）       | Kaiden （Level 30）             | 21                                                                                    | 上杉平次                                                                              | 追查零日事件真相                                                                      | 207.1cm                                                                               | 126.3kg                                                                               | -                                                                                     | 以巧妙的二刀流劍術為主。 能夠以得意的二刀流劍術「Kaiden Sword・双」將對手一擊必殺的埋葬。 是以「Giri Giri Chambara」的角色凱伊登為範本所製造的崩源體。                                                                                        |
|          | 查理崩源體 （Level 30）         | Charlie （Level 30）            | 22                                                                                    | 檀黎斗                                                                                | 假面騎士編年史完成進度                                                                | 199.2cm                                                                               | 96.1kg                                                                                | -                                                                                     | 以高度的自行車操縱技術及高速格鬥為主。 能夠以所騎乘的專用自行車「Charlies Cycle」在遊戲領域內縱横馳騁般快速來回。 能利用全身各部位的內藏彈簧施展高速格鬥技。 是以「Shakariki Sports」的角色查理為範本所製造的崩源體。                         |
|          | 摩塔斯崩源體 （Level 20）       | Motors （Level 20）             | 24                                                                                    | 岩本空                                                                                | 聖都體育館開演唱會的夢想                                                              | 227.5cm                                                                               | 102.4kg                                                                               | -                                                                                     | 以高超的機車操縱技術及投擲爆裂物為主。 能夠以操作專用的機械「Motors Viper」在行走中投擲各種爆裂物妨礙敵人，及提升最高速度。 以背部所追加的加速裝置效果下，可高速移動。 是摩塔斯崩源體的二次升級姿態。                                         |
|          | 加茲通崩源體 （Level 40）       | Gatton （Level 40）             | 24                                                                                    | 席德                                                                                  | 聖都體育館開演唱會的夢想                                                              | 205.0cm                                                                               | 194.0kg                                                                               | -                                                                                     | 以格闘攻撃及物理耐性為主。 能夠以右腕的強化武裝「Gatton Smasher」進行格鬥攻擊。 因為是進化類型的崩源體，可全身數據化於任何場所移動。 是加茲通崩源體的升級姿態。                                                                               |
|          | 凱伊登崩源體 （Level 40）       | Kaiden （Level 40）             | 24                                                                                    | 宍戶                                                                                  | 聖都體育館開演唱會的夢想                                                              | 207.1cm                                                                               | 126.3kg                                                                               | -                                                                                     | 以巧妙的二刀流劍術為主。 能夠以得意的二刀流劍術「Kaiden Sword・双」將對手一擊必殺的埋葬。 是凱伊登崩源體的升級姿態。 |
|          | 哈特納崩源體                    | Hatena                          | 更多 ： 假面騎士平成Generations Dr.Pac-Man對EX-AID&Ghost with 傳說騎士 § 本作登場怪人 | 更多 ： 假面騎士平成Generations Dr.Pac-Man對EX-AID&Ghost with 傳說騎士 § 本作登場怪人 | 更多 ： 假面騎士平成Generations Dr.Pac-Man對EX-AID&Ghost with 傳說騎士 § 本作登場怪人 | 更多 ： 假面騎士平成Generations Dr.Pac-Man對EX-AID&Ghost with 傳說騎士 § 本作登場怪人 | 更多 ： 假面騎士平成Generations Dr.Pac-Man對EX-AID&Ghost with 傳說騎士 § 本作登場怪人 | 更多 ： 假面騎士平成Generations Dr.Pac-Man對EX-AID&Ghost with 傳說騎士 § 本作登場怪人 | 更多 ： 假面騎士平成Generations Dr.Pac-Man對EX-AID&Ghost with 傳說騎士 § 本作登場怪人 |
|          | 羅波爾崩源體                    | Robol                           | 更多 ： 假面騎士平成Generations Dr.Pac-Man對EX-AID&Ghost with 傳說騎士 § 本作登場怪人 | 更多 ： 假面騎士平成Generations Dr.Pac-Man對EX-AID&Ghost with 傳說騎士 § 本作登場怪人 | 更多 ： 假面騎士平成Generations Dr.Pac-Man對EX-AID&Ghost with 傳說騎士 § 本作登場怪人 | 更多 ： 假面騎士平成Generations Dr.Pac-Man對EX-AID&Ghost with 傳說騎士 § 本作登場怪人 | 更多 ： 假面騎士平成Generations Dr.Pac-Man對EX-AID&Ghost with 傳說騎士 § 本作登場怪人 | 更多 ： 假面騎士平成Generations Dr.Pac-Man對EX-AID&Ghost with 傳說騎士 § 本作登場怪人 | 更多 ： 假面騎士平成Generations Dr.Pac-Man對EX-AID&Ghost with 傳說騎士 § 本作登場怪人 |
|          | 基利爾崩源體                    | Giril                           | 更多 ： 假面騎士平成Generations Dr.Pac-Man對EX-AID&Ghost with 傳說騎士 § 本作登場怪人 | 更多 ： 假面騎士平成Generations Dr.Pac-Man對EX-AID&Ghost with 傳說騎士 § 本作登場怪人 | 更多 ： 假面騎士平成Generations Dr.Pac-Man對EX-AID&Ghost with 傳說騎士 § 本作登場怪人 | 更多 ： 假面騎士平成Generations Dr.Pac-Man對EX-AID&Ghost with 傳說騎士 § 本作登場怪人 | 更多 ： 假面騎士平成Generations Dr.Pac-Man對EX-AID&Ghost with 傳說騎士 § 本作登場怪人 | 更多 ： 假面騎士平成Generations Dr.Pac-Man對EX-AID&Ghost with 傳說騎士 § 本作登場怪人 | 更多 ： 假面騎士平成Generations Dr.Pac-Man對EX-AID&Ghost with 傳說騎士 § 本作登場怪人 |
|          | 多拉爾崩源體                    | Doral                           | 更多 ： 假面騎士平成Generations Dr.Pac-Man對EX-AID&Ghost with 傳說騎士 § 本作登場怪人 | 更多 ： 假面騎士平成Generations Dr.Pac-Man對EX-AID&Ghost with 傳說騎士 § 本作登場怪人 | 更多 ： 假面騎士平成Generations Dr.Pac-Man對EX-AID&Ghost with 傳說騎士 § 本作登場怪人 | 更多 ： 假面騎士平成Generations Dr.Pac-Man對EX-AID&Ghost with 傳說騎士 § 本作登場怪人 | 更多 ： 假面騎士平成Generations Dr.Pac-Man對EX-AID&Ghost with 傳說騎士 § 本作登場怪人 | 更多 ： 假面騎士平成Generations Dr.Pac-Man對EX-AID&Ghost with 傳說騎士 § 本作登場怪人 | 更多 ： 假面騎士平成Generations Dr.Pac-Man對EX-AID&Ghost with 傳說騎士 § 本作登場怪人 |
|          | 雙子崩源體                      | Futago                          | 假面騎士EX-AID戶外舞台秀限定                                                          | 假面騎士EX-AID戶外舞台秀限定                                                          | 假面騎士EX-AID戶外舞台秀限定                                                          | 假面騎士EX-AID戶外舞台秀限定                                                          | 假面騎士EX-AID戶外舞台秀限定                                                          | 假面騎士EX-AID戶外舞台秀限定                                                          | 假面騎士EX-AID戶外舞台秀限定 |
|          | 編年史崩源體                    | Chronicle                       | 假面騎士EX-AID戶外舞台秀限定                                                          | 假面騎士EX-AID戶外舞台秀限定                                                          | 假面騎士EX-AID戶外舞台秀限定                                                          | 假面騎士EX-AID戶外舞台秀限定                                                          | 假面騎士EX-AID戶外舞台秀限定                                                          | 假面騎士EX-AID戶外舞台秀限定                                                          | 假面騎士EX-AID戶外舞台秀限定 |

### 崩源體幹部
古納法崩源體
原文： / Graphite 
CV：町井祥真
身高：206.0cm
體重：107.5kg
特色 / 能力：目前不明
宿主：百瀨小姬
範本資料原處：『Drago Knight Hunter Z』
人類身份：古納法
暱稱為古納法的龍戰士型崩源體。
手上持有「Gashacon Bugviser」並透過此武器進行散播病毒和變身。
能夠以銳利之牙「Graphite Fang」施展帶有赤色能量的X字斬擊必殺技「激怒龍牙」。
- 暗黑古納法崩源體

原文： / Dark Graphite 
身高：206.0cm
體重：107.5kg
特色 / 能力：劍技、格鬥
古納法使用「Proto Drago Knight Hunter Z」卡帶的強化形態，外觀全身變為黑色。
能夠以銳利之牙「Graphite Fang」施展以漆黑的波動將敵人切裂的劍技必殺技「黑龍劍」。
- 紅蓮古納法崩源體 Level 99

原文： / Gurren Graphite  Level 99
身高：206.0cm
體重：107.5kg
特色 / 能力：劍技、格鬥
是古納法崩源體的升級姿態，外觀全身變為赤紅色，綜合格鬥力比暗黑古納法崩源體強上20倍。
能夠以銳利之牙「Gurren Graphite Fang」施展以真紅的波動將敵人燃燒殆盡的劍技必殺技「紅蓮爆龍劍」。
之後由於吸收蓋姆迪烏斯病毒並且適應後等級突破限制，並擁有跟假面騎士Cronus對抗的力量。
拉夫利卡崩源體
原文： / Lovelica 
CV：諏訪部順一
身高：220.0cm
體重：101.0kg
特色 / 能力：言語的魔力、通常攻撃無效
宿主：檀黎斗的秘書/ 路克基曼
範本資料原處：『Toki Meki Crisis』
人類身份：天崎戀
幻夢集團新任社長天崎戀的真實身份，與古納法皆為完成體的崩源體，在外傳中因為檀黎斗設計下則沒有成為完全體。
完全體情況下會召喚自身遊戲的崩源體「Lovely Girls」，自身根據對「Lovely Girls」的好感度施放具有魅力的話語，並且根據「Lovely Girls」對我方好感度的高低給予敵人強或弱的傷害和對敵方造成情緒控制並降低戰意等特殊效果。
由於所屬遊戲類型為戀愛育成遊戲，因此能力主要反映在操縱他人情感之外，還能夠使一般攻擊無效化（因為戀愛模擬遊戲不能以強硬手段通關），在外傳中本身追加操控無限花瓣攻擊敵人的能力。
相對的因為自己的遊戲類型影響，如果聽到從異性口中說出「討厭你」等可能導致戀愛模擬遊戲進入Bad End的話語會給予相當大的傷害，另外如果戀愛對象對敵人有好感則對手造成自己的攻擊會奏效。
蓋姆迪烏斯崩源體
原文： / Gamedeus 
CV：菅原正志
身高：232.9cm
體重：132.4kg
特色 / 能力：劍技、各崩源體的特殊能力
宿主：- → 檀正宗
範本資料原處：『Kamen Rider Chronicle』
人類身份：-
「假面騎士編年史」的最終首領，也是檀黎斗口中的究極崩源體，其真面目只有檀黎斗知道，第41話正式登場。
能夠以所裝備的寶劍「Deus Rusher」和寶盾「Deus Rampart」施展「假面騎士編年史」中所有崩源體首領的特殊能力，其體力相當於騎士計量格50容量。
根據檀黎斗述說只有湊齊代表初、中、高級的13枚卡帶獎盃才會降臨登場，擁有與假面騎士Cronus對抗的力量與高速恢復能力。
自身散播的完全體病毒可以完全壓制住Level 0的抑制力量，但在病毒未激活情況下被取走的病毒樣本依舊可以抑制，另外騎士或崩源體如果體內擁有此病毒（適應狀態下）可以增強自己實力甚至超越等級。
第34話帕拉德及古納法進入『假面騎士編年史』的遊戲世界時，以未進化的資料型態出現，後被古納法利用Gashacon Bugwiser獲取其身上微量樣本打算藉此培養並透過此樣本對抗假面騎士Cronus（也就是檀正宗）的「Pause」能力，但因為假面騎士Lazer Turbo而失敗。
其真實樣貌於《劇場版 假面騎士EX-AID True·Ending》的預告映像先行公開。
在第41話因湊齊13枚卡帶獎盃的關係，直接從「假面騎士編年史」的遊戲介面誕生，第42話因為檀正宗在程式內動手腳的關係，可自行散播崩源體病毒。最後被憤怒的檀正宗擊敗，並且其數據資料皆被檀正宗利用「Gashacon Bugwiser II」吸收並殖入自身體內，並使其變身成蓋姆迪烏斯克洛諾斯。
- 超蓋姆迪烏斯（寶夢萬神）

原文： / Chou Gamedeus
CV：貴水博之
身高：18.1m
體重：80.8t
特色 / 能力：最高的戰鬥能力、遊戲病的感染擴大
是蓋姆迪烏斯病毒激活後所覺醒的型態，擁有與無敵玩家對抗的力量，其體力相當於騎士計量格999容量。
因體內有蓋姆迪烏斯病毒的關係，任何損傷都可快速修復，由於此型態類似於結合態，除了Level 1的騎士以外的攻擊都不會造成太大的效果及傷害。
另外擁有可召喚出所有崩源體首領及展開相當於一個市鎮大小的遊戲領域的能力。而在該遊戲領域內會隨著時間導致遊戲病的感染率及發作率快速上升。
戰鬥時能夠以伸縮自在的雙臂「Deus Fafnir」發射炸裂光線及胴體所延伸的巨大之劍「Deus Calibur」切斷任何物體，甚至能以巨大身體發揮最大威力壓制敵人。
由於檀正宗可以自由操控此型態，所以可以從人類、蓋姆迪烏斯克洛諾斯和超蓋姆迪烏斯這三者之間自由變化。

## 播放列表
以下時間以當地時間（日本時間）為準
| 日本首播         | 台灣首播   | 集數 | 日文標題 | 中文標題                           | 台譯標題                                  | 登場敵方怪人（CV） | 關東收視率 | 編劇     | 導演         |
| ---------------- | ---------- | ---- | -------- | ---------------------------------- | ----------------------------------------- | --- | ---------- | -------- | ------------ |
| 醫生玩家篇       |            |      |          |                                    |                                           | |            |          |              |
| 2016/10/02       | 2017/09/09 | 1    |          | I'm a 假面騎士！                   | 我是假面騎士！I'm a 假面騎士！            | - 索爾堤崩源體（CV：前田剛） | 5.3%       | 高橋悠也 | 中澤祥次郎   |
| 2016/10/09       | 2017/09/16 | 2    |          | 兩名天才no thank you？             | 兩名天才 謝了不用？兩名天才no thank you？ | - 阿蘭布拉崩源體（CV：松本大） | 4.6%       | 高橋悠也 | 中澤祥次郎   |
| 2016/10/16       | 2017/09/23 | 3    |          | BAN那個傢伙來了！                  | 被封帳的人來了！被BAN的那傢伙來了！       | - 里波爾崩源體（CV：稻田徹） | 4.5%       | 高橋悠也 | 坂本浩一     |
| 2016/10/23       | 2017/09/30 | 4    |          | 手術的名稱Dash！                   | 名為競速的手術！                          | - 摩塔斯崩源體（CV：大畑伸太郎） | 4.0%       | 高橋悠也 | 坂本浩一     |
| 2016/10/30       | 2017/10/07 | 5    |          | 全員集合，激突Crash！              | 全員集合，衝突爆發！全員到齊、激烈衝突！  | - 柯拉波斯崩源體（機戰大衝突） | 4.0%       | 高橋悠也 | 山口恭平     |
| 2016/11/13       | 2017/10/14 | 6    |          | 深刻的鼓動in the heart！           | 心中刻下的悸動！銘刻於心的悸動！          | - 柯拉波斯崩源體（DoReMiFa熱舞） | 2.9%       | 高橋悠也 | 山口恭平     |
| 2016/11/20       | 2017/10/21 | 7    |          | Some lie的極意！                   | 說謊的秘訣！                              | - 柯拉波斯崩源體（戰慄武士決鬥） - 柯拉波斯崩源體（蒼穹爭霸） | 4.3%       | 高橋悠也 | 中澤祥次郎   |
| 2016/11/27       | 2017/10/28 | 8    |          | 男人們呀，Fly high！               | 男人們，展翅高飛！男人們，Fly high！      | - 柯拉波斯崩源體（蒼穹爭霸） | 3.8%       | 高橋悠也 | 中澤祥次郎   |
| 2016/12/04       | 2017/11/04 | 9    |          | Dragon狠狠地打飛！                 | 惡龍狩獵行動！打倒惡龍吧！                | - 暗黑古納法崩源體（CV：町井祥真） | 4.3%       | 高橋悠也 | 諸田敏       |
| 2016/12/11       | 2017/11/11 | 10   |          | 不一致的Doctors！                  | 迥異的醫生們！不合群的醫生們！            | - 暗黑古納法崩源體（CV：町井祥真） | 4.1%       | 高橋悠也 | 諸田敏       |
| 2016/12/18       | 2017/11/18 | 11   |          | Who's 黑色假面騎士？               | 黑色假面騎士是誰？Who's 黑色假面騎士？    | - 索爾堤崩源體 Level 3（CV：前田剛） | 3.8%       | 高橋悠也 | 山口恭平     |
| 2016/12/25       | 2017/11/25 | 12   |          | 聖誕節特別篇 被瞄準地白銀的X mas！ | 聖誕節特別篇 被盯上的白銀聖誕！           | - 索爾堤崩源體 Level 3（CV：前田剛） | 4.0%       | 高橋悠也 | 山口恭平     |
| 永夢的秘密篇     |            |      |          |                                    |                                           | |            |          |              |
| 2017/01/08       | 2017/12/02 | 13   |          | 被決定地Destiny                    | 命中註定命中註定的Destiny                 | - 阿蘭布拉崩源體 Level 5（CV：松本大） | 3.5%       | 高橋悠也 | 中澤祥次郎   |
| 2017/01/15       | 2017/12/09 | 14   |          | We're 假面騎士！                   | 我們是假面騎士！We're 假面騎士！          | - 阿蘭布拉崩源體 Level 5（CV：松本大） | 3.6％      | 高橋悠也 | 中澤祥次郎   |
| 2017/01/22       | 2017/12/16 | 15   |          | 全新Challenger出現了！             | 出現新挑戰者！新的挑戰者現身！            | - 里波爾崩源體 Level 5（CV：稻田徹） | 4.0％      | 高橋悠也 | 諸田敏       |
| 2017/01/29       | 2017/12/23 | 16   |          | 打倒M的Paradox                     | 打倒M的謬論打倒M的Paradox                 | - 里波爾崩源體 Level 5（CV：稻田徹） | 4.4％      | 高橋悠也 | 諸田敏       |
| 2017/02/05       | 2017/12/30 | 17   |          | 規格外的BURGSTER？                 | 超特級漢堡缺陷者？規格外的缺陷者？        | - 巴加蒙崩源體（CV：小山剛志） | 4.5%       | 高橋悠也 | 山口恭平     |
| 2017/02/12       | 2018/01/06 | 18   |          | 被揭露的truth！                    | 被揭露的真相！                            | - 摩塔斯崩源體 Level 5（CV：大畑伸太郎） | 4.1%       | 高橋悠也 | 山口恭平     |
| 2017/02/19       | 2018/01/13 | 19   |          | Fantasy突然地！？                  | 突然降臨的幻想！？                        | - 加茲通崩源體 Level 30（CV：井口祐一） | 4.3%       | 高橋悠也 | 中澤祥次郎   |
| 2017/02/26       | 2018/01/20 | 20   |          | 來自逆風的take off！               | 逆風高飛！在逆風中起飛！                  | - 法尼亞崩源體 Level 30（CV：松田健一郎） | 4.8%       | 高橋悠也 | 中澤祥次郎   |
| 2017/03/05       | 2018/01/27 | 21   |          | mystery追踪！                      | 追尋謎團！追尋謎團吧！                    | - 凱伊登崩源體 Level 30（CV：河野靖） | 4.7%       | 高橋悠也 | 諸田敏       |
| 2017/03/12       | 2018/02/03 | 22   |          | 被策劃地history！                  | 計畫中的歷史！策劃下的歷史！              | - 查理崩源體 Level 30（CV：穴井勇輝） | 4.6%       | 高橋悠也 | 諸田敏       |
| 2017/03/19       | 2018/02/10 | 23   |          | 極限的 dead or alive！             | 極限生存戰！極限的dead or alive！         | - | 3.9%       | 高橋悠也 | 山口恭平     |
| 2017/03/26       | 2018/02/17 | 24   |          | 胸懷大志 go together！             | 胸懷大志一起走！胸懷大志 go together！    | - 摩塔斯崩源體 Level 20（CV：大畑伸太郎） - 加茲通崩源體 Level 40（CV：井口祐一） - 凱伊登崩源體 Level 40（CV：河野靖） | 3.2%       | 高橋悠也 | 山口恭平     |
| 假面騎士編年史篇 |            |      |          |                                    |                                           | |            |          |              |
| 2017/04/02       | 2018/02/24 | 25   |          | New game起動！                     | 新遊戲啓動！開始新遊戲！                  | - 索爾堤崩源體 Level 10（CV：前田剛） - 阿蘭布拉崩源體（CV：松本大） | 3.5%       | 高橋悠也 | 中澤祥次郎   |
| 2017/04/09       | 2018/03/03 | 26   |          | 賭上性命地players                  | 賭命生存的玩家們賭上性命的玩家們          | - 索爾堤崩源體 Level 10（CV：前田剛） - 阿蘭布拉崩源體（CV：松本大） | 3.1%       | 高橋悠也 | 中澤祥次郎   |
| 2017/04/16       | 2018/03/10 | 27   |          | 獻給勝者love & peace！             | 為贏家獻上愛與和平！獻給贏家的愛與和平！  | - 拉夫利卡崩源體（CV：諏訪部順一） - 里波爾崩源體（CV：稻田徹） - 法尼亞崩源體（CV：松田健一郎） | 3.5%       | 高橋悠也 | 諸田敏       |
| 2017/04/23       | 2018/03/17 | 28   |          | Identity超越                       | 超越身分                                  | - | 3.6%       | 高橋悠也 | 諸田敏       |
| 2017/04/30       | 2018/03/24 | 29   |          | We're 我！？                       | 我們就是我！？                            | - | 3.7%       | 高橋悠也 | 山口恭平     |
| 2017/05/07       | 2018/03/31 | 30   |          | 最強VS最強！                       | 最強對最強！最強VS最強！                  | - 摩塔斯崩源體（CV：大畑伸太郎） | 3.8%       | 高橋悠也 | 山口恭平     |
| 2017/05/14       | 2018/04/07 | 31   |          | 禁斷的Continue！？                 | 禁忌的接關？                              | - 查理崩源體（CV：穴井勇輝） | 3.4%       | 高橋悠也 | 上堀內佳壽也 |
| 2017/05/21       | 2018/04/14 | 32   |          | 下達了Judgement！                  | 降下審判！下達審判！                      | - 拉夫利卡崩源體（CV：諏訪部順一） - 紅蓮古納法崩源體 Level 99（CV：町井祥真） | 3.8%       | 高橋悠也 | 上堀內佳壽也 |
| 2017/05/28       | 2018/04/21 | 33   |          | Company再編！                      | 公司重組！                                | - 索爾堤崩源體（CV：前田剛） - 紅蓮古納法崩源體 Level 99（CV：町井祥真） | 4.2%       | 高橋悠也 | 田村直己     |
| 2017/06/04       | 2018/04/28 | 34   |          | 被實現地rebirth！                  | 成就重生！再次重生！                      | - 加茲通崩源體（CV：井口祐一） - 紅蓮古納法崩源體 Level 99（CV：町井祥真） | 4.1%       | 高橋悠也 | 田村直己     |
| 2017/06/11       | 2018/05/05 | 35   |          | Partner救出！                      | 拯救搭檔！救出夥伴吧！                    | - 阿蘭布拉崩源體（CV：松本大） | 4.4%       | 高橋悠也 | 山口恭平     |
| 2017/06/25       | 2018/05/12 | 36   |          | 完全無敵的GAMER！                  | 完全無敵的玩家！                          | - | 4.2%       | 高橋悠也 | 山口恭平     |
| 2017/07/02       | 2018/05/19 | 37   |          | White knight的覺悟！               | 光明騎士的覺悟！白色騎士的覺悟！          | - 凱伊登崩源體 Level 60（CV：河野靖） - 紅蓮古納法崩源體 Level 99（CV：町井祥真） | 4.1%       | 高橋悠也 | 諸田敏       |
| 2017/07/09       | 2018/05/26 | 38   |          | 淚的period                         | 悲劇結局淚水結局                          | - 紅蓮古納法崩源體 Level 99（CV：町井祥真） | 4.3%       | 高橋悠也 | 諸田敏       |
| 2017/07/16       | 2018/06/02 | 39   |          | Goodbye 我！                       | 與自己揮別！再見，另一個我！              | - | 2.7%       | 高橋悠也 | 上堀內佳壽也 |
| 2017/07/23       | 2018/06/09 | 40   |          | 命運的reboot！                     | 重啓命運！                                | - | 3.7%       | 高橋悠也 | 上堀內佳壽也 |
| 蓋姆迪烏斯降臨篇 |            |      |          |                                    |                                           | |            |          |              |
| 2017/07/30       | 2018/06/16 | 41   |          | 被Reset的遊戲！                    | 被重置的遊戲！                            | - 紅蓮古納法崩源體 Level 99（CV：町井祥真） - 蓋姆迪烏斯崩源體 | 4.1%       | 高橋悠也 | 山口恭平     |
| 2017/08/06       | 2018/06/23 | 42   |          | God降臨！                          | 神降臨！神之降臨！                        | - 蓋姆迪烏斯崩源體（CV：菅原正志） | 3.5%       | 高橋悠也 | 山口恭平     |
| 2017/08/13       | 2018/06/30 | 43   |          | 白衣的license                      | 白袍的證明白衣的執照                      | - 蓋姆迪烏斯克洛諾斯（CV：貴水博之） - 超蓋姆迪烏斯（CV：貴水博之、菅原正志） | 3.8%       | 高橋悠也 | 中澤祥次郎   |
| 2017/08/20       | 2018/07/07 | 44   |          | 臨終的smile                        | 最後的笑容                                | - 超蓋姆迪烏斯（CV：貴水博之、菅原正志） - 蓋姆迪烏斯克洛諾斯（CV：貴水博之） - 蓋姆迪烏斯崩源體（CV：菅原正志） - 再生崩源體 - 索爾堤崩源體（CV：前田剛） - 阿蘭布拉崩源體（CV：松本大） - 里波爾崩源體（CV：稻田徹） - 凱伊登崩源體（CV：河野靖） | 3.2%       | 高橋悠也 | 中澤祥次郎   |
| 2017/08/27       | 2018/07/14 | 45   |          | 無止盡地GAME                       | 沒有終點的遊戲永無止盡的遊戲              | - | 3.8%       | 高橋悠也 | 中澤祥次郎   |

### 網路播放
| 播放對象區域 | 先行播放             | 更新期間       | 更新時間        | 備註           |
| ------------ | -------------------- | -------------- | --------------- | -------------- |
| 日本全國     | 東映特攝公式Fan Club | 2016年10月2日- | 每週日08:30更新 | 播放後常時播出 |

## 音樂

### 主題曲
「EXCITE」
- 演唱：三浦大知
- 作詞：三浦大知、岡嶋かな多（日语：岡嶋かな多）
- 作曲：岡嶋かな多、Carpainter
- 編曲：UTA、Carpainter

### 插曲
「Let's try together」（13 - 15）
- 演唱：假面騎士GIRLS
- 作詞：BOUNCEBACK&kenko-p
- 作曲 / 編曲：日比野裕史（日语：日比野裕史）

「Wish in the dark」（17 - 18）
- 演唱：貴水博之
- 作詞：森月キャス&Mio Aoyama
- 作曲：清水武仁
- 編曲：渡邊徹（日语：渡辺徹 (作曲家)）

「PEOPLE GAME」（24 - 26）
- 演唱：Poppypipopapo（CV：松田瑠華）
- 作詞：高橋悠也
- 作曲：大西克巳
- 編曲：渡辺徹&ats-

「Real Game」（29）
- 演唱 / 編曲：Rayflower
- 作詞：田澤孝介
- 作曲：都啓一

「Justice」（33）
- 演唱：貴水博之
- 作詞：Mio Aoyama
- 作曲：夏海
- 編曲：清水武仁&渡辺徹

「Time of Victory」（36）
- 演唱：假面騎士GIRLS
- 作詞：桑谷実沙&森月キャス
- 作曲：桑谷実沙
- 編曲：ats-

## 其他相關媒體

### 劇場版
- 《劇場版 假面騎士Ghost 100個眼魂與Ghost命運的瞬間》（2016年8月6日上映）
- 《假面騎士平成Generations Dr.Pac-Man對EX-AID&Ghost with 傳說騎士》（2016年12月10日上映）
- 《假面騎士×超級戰隊 超 超級英雄大戰》（2017年3月25日上映）
- 《劇場版 假面騎士EX-AID True·Ending》（2017年8月5日上映）
- 《假面騎士平成Generations FINAL Build & EX-AID with 傳說騎士》（2017年12月9日上映）

### 映像商品

#### OV作品
- 《EX-AID Trilogy Another·Ending》

本作為平成假面騎士系列第五部系列錄影帶OV作品。
- 《EX-AID Trilogy Another・Ending 假面騎士Brave ＆ Snipe》


2018年2月3日期間限定劇場上映，同年3月28日以Blu-ray及DVD發行。
- 《EX-AID Trilogy Another・Ending 假面騎士Para-DX with Poppy》


2018年2月17日期間限定劇場上映，同年4月11日以Blu-ray及DVD發行。
- 《EX-AID Trilogy Another・Ending 假面騎士Genm VS Lazer》


2018年3月3日期間限定劇場上映，同年4月25日以Blu-ray及DVD發行。

#### 外傳
《假面騎士Genms》
《假面騎士Genms -The Presidents-》

《假面騎士Genms Smart Brain 與 1000%的Crisis》


#### [裏技]劇集
- 《虛擬操作》


2016年10月，本作第一話播放後在Youtube、BANDAI Channel上隨時播放。
- 導演：上堀內佳壽也

| 話數  | 標題                                                         | 播放日期        |
| ----- | ------------------------------------------------------------ | --------------- |
| 第1話 | Ex-Aid篇Poppypipopapo的跟我這樣做！假面騎士大亂鬥 GANBARIDE  | 2016年 10月2日  |
| 第2話 | Snipe篇Poppypipopapo的跟我這樣做！假面騎士大亂鬥 GANBARIDE#2 | 2016年 10月16日 |
| 第3話 | Brave篇Poppypipopapo的跟我這樣做！假面騎士大亂鬥 GANBARIDE#3 | 2016年 10月23日 |
| 第4話 | Lazer篇Poppypipopapo的跟我這樣做！假面騎士大亂鬥 GANBARIDE#4 | 2016年 10月31日 |
| 第5話 | Genm篇Poppypipopapo的跟我這樣做！假面騎士大亂鬥 GANBARIDE#5  | 2016年 11月6日  |

- 《假面騎士Genm》[164]


2017年1月開始於Youtube頻道配信的特別篇故事作品。共兩部分。
該故事時間點接在《平成Generations》後，本篇第11話前。
另外Part 3（最終傳說舞台）限定收錄於玩具商品附帶DVD內。
- 《假面騎士Brave ～Survive吧！復活的野獸騎士・小隊～》[165]


時間點位於《假面騎士EX-AID》本篇第14-15話之間。
- 《假面騎士Snipe Episode ZERO》[166]


限定收錄於附帶特典。共4話。
| 話數  | 日本原文標題  | 中文標題      |
| ----- | ------------- | ------------- |
| 第1話 | 運命のtrigger | 命運的trigger |
| 第2話 | 戦友にbarrel  | 戰友barrel    |
| 第3話 | 壊れたsafety  | 破壞地safety  |
| 第4話 | 不滅のreload  | 不滅的reload  |

### 網路劇
- 《假面戰隊五騎士》


- 《假面騎士JEANNE&假面騎士AGUILERA with Girls Remix》


Poppy Pipopapo/假面騎士Poppy登場。
- 《假面騎士Outsiders》



### 電視劇集
- 《假面騎士Ghost》

第49、50話假面騎士Genm登場，第50話假面騎士EX-AID登場。
- 《宇宙戰隊九連者》

第7話假面騎士EX-AID/寶生永夢登場。
- 《假面騎士ZI-O》

第2-4話假面騎士EX-AID/寶生永夢、第3-4話鏡飛彩登場、第8-10話檀黎斗登場。

### 其他
- 《假面騎士情報節目 Poppypipopapo的房間》


- 《毒舌糾察隊》（アメトーーク）

2016年8月4日所播出的企劃「假面騎士藝人」中首次發表本作品的播出，於該節目中以假面騎士Ex-Aid的Level 1形態登場。
登場之際，卻遭到主持人宮迫博之以「這是小機器人！」、「這是吉祥物嗎?」向來賓吐嘈，讓在場演出的藝人全都傻眼。
2016年11月27日播出第二彈，飾演主角寶生永夢/假面騎士EX-AID 的演員飯島寛騎亦於該節目中登場。
- 《MUSIC STATION》（ミュージックステーション）

### 遊戲
- 『假面騎士大亂鬥 GANBARIDE』
- 『假面騎士 BUTTOBASOUL』
- 『假面騎士全集合 騎士革命』

### 超戰鬥DVD
- 《假面騎士EX-AID [裏技]假面騎士Lazer》


月刊雜誌《てれびくん》2017年6月號付錄的特別篇DVD。
- 《假面騎士EX-AID [裏技]假面騎士Para-DX》


月刊雜誌《てれびくん》2017年12月號付錄的特別篇DVD。

### 小說
- 《假面騎士EX-AID ～Mighty Novel X～》


描述外傳《EX-AID Trilogy Another·Ending》系列後的故事
故事發生於《EX-AID Trilogy Another·Ending》的三年後（2023年） 一天，永夢收到不明來歷的包裹，裏面的是名為「Mighty Novel X」的卡帶  永夢將卡帶啟動，卻令他感染了新型的Bugster病毒....
與本篇同樣地由編劇高橋悠也撰寫，於2018年6月27日發售。
另外在此小說中將揭露某個人物的過去與未來，並隨書附贈「Mighty Novel X」卡匣鑰匙圈。

## 製作人員
- 原作 - 石之森章太郎
- 監製 - 小野寺章（石森プロ）（日语：小野寺章）
- 首席製作人 - 佐佐木基（日语：佐々木基）（tv asahi）
- 製作人 - 大森敬仁（日语：大森敬仁）（東映）、菅野亞由美（tv asahi）
- 劇本 - 高橋悠也（日语：高橋悠也）
- 導演 - 中澤祥次郎（日语：中澤祥次郎）、坂本浩一、山口恭平（日语：山口恭平）
- 配樂 - ats-（日语：ats-）、清水武仁（日语：清水武仁）、渡辺徹（日语：渡辺徹 (作曲家)）（tearbridge production）
- 配樂製作 - avex music creative Inc.（日语：エイベックス・ミュージック・クリエイティヴ）
- 攝影 - 倉田幸治
- 美術 - 大嶋修一（日语：大嶋修一）
- 照明 - 斗澤秀
- 錄音 - 遠藤和生
- 編集 - 佐藤連
- 助理編導 - 塩川純平、石井千晶、齊藤崇浩
- 製作統籌 - 下前明弘
- 製作人候補 - 谷中壽成、安東健太（東映）
- 技術協調 - 緩鹿秀隆（東映Digital Lab）
- 整音 - 曾我薫
- 選曲 - 金成謙二（Don Company）
- 音響效果 - 大野義彦
- 人物設計 - 田嶋秀樹、PLEX（日语：プレックス）
- 衣裳設計 - 伊津野妙子（石森プロ）
- 怪人設計 - 寺田克也（日语：寺田克也）
- 造型 - Blend master（日语：ブレンドマスター）
- 操演 - 高木友善（Rise）
- 汽車特技協調 - 西村信宏（武士 Racing（日语：タケシレーシング））
- CG製作 - 特攝研究所（日语：特撮研究所）
- 特攝協調 - 中根伸治
- 特攝監製 - 足立享、捻橋尚文
- 視覺效果 - 日本映像Creative（日语：日本映像クリエイティブ）
- 分鏡 - なかの★陽
- 特攝導演 - 佛田洋（日语：佛田洋）
- 動作指導 - 宮崎剛（日语：宮崎剛 (俳優)）（JAE）
- 製作單位 - 東映、tv asahi、ADK

## 超級英雄時間相關條目
- 2016秋《動物戰隊獸王者》（第32-48集）
- 2017春《宇宙戰隊九連者》（第1-27集）

## 海外播映
| 台灣 東森綜合台 星期六 08:30-09:00         | 台灣 東森綜合台 星期六 08:30-09:00 | 台灣 東森綜合台 星期六 08:30-09:00 |
| ------------------------------------------ | ---------------------------------- | ---------------------------------- |
|                                            | （2017年9月9日﹣2018年7月14日）    |                                    |
| （08:00-09:00） （改為08:00-08:30繼續播放）    |                                    |                                    |
| 台灣 東森超視 星期日 16:30-17:00           |                                    |                                    |
| （16:00-17:00） （改為16:00-16:30繼續播放）    | （2017年9月10日﹣2018年7月15日）   |                                    |
| 台灣 霹靂台灣台 星期一至星期五 18:00-18:30 |                                    |                                    |
|                                            | （2020年12月4日﹣2021年2月4日）    |                                    |

## 外部連結
- 《假面騎士EX-AID》朝日官網 （页面存档备份，存于）（日語）
- 《假面騎士EX-AID》東映官網 （页面存档备份，存于） （日語）
- 假面騎士EX-AID的X（前Twitter）